# Centro storico di Vasto

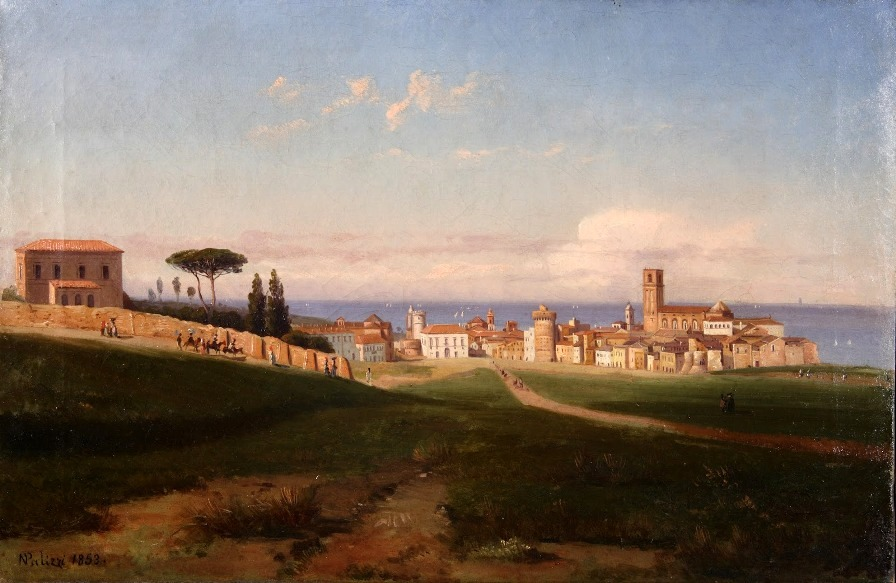
Veduta di Vasto da sud (contrada San Michele): in vista il centro storico con la torre di Santa Maria Maggiore, e sulla sinistra la casa del Palazzo Aragona. Opera di Nicola Palizzi (1853), Galleria civica del Palazzo d'Avalos, Vasto

Il centro storico di Vasto costituisce ancora oggi uno dei quartieri maggiori della città.

## Storia

### Histoniumossia il Guasto d'Aimone

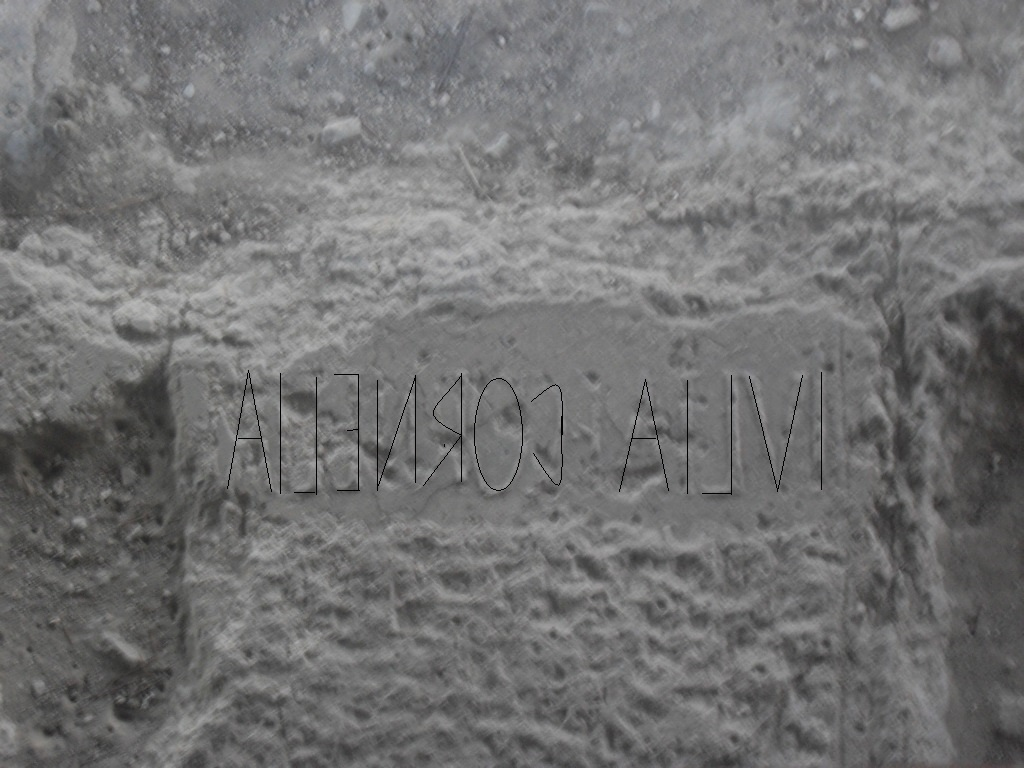
Testo epigrafico dedicato a tal Iulia Cornelia, dalle terme romane di Vasto

La configurazione urbanistica di Vasto, ancorata ai sistemi di edificazione romanici e medievali, in prevalenza nell'agglomerato del centro storico, è il processo di una riedificazione della città sulle rovine di quella romana di Histonium, almeno per una larga porzione della parte storica, detta Guasto d'Aimone (o rione San Pietro). Come concezione urbanistica, Vasto risale al periodo romano della conquista del I secolo a.C., quando divenne municipium con la denominazione che conosciamo, vantava un Campidoglio, numerosi templi dedicate alle divinità romane, eretto sopra i preesistenti italici dei Frentani, edifici pubblici e privati di notevole importanza, inclusi l'anfiteatro e le terme.
Man mano che le civiltà si sono avvicendate, la conformazione urbanistica, legata alla naturale espansione demografica e sociale, non subì sensibili mutamenti, ancorata ai vecchi schemi del periodo medievale. Si parla dell'epoca dell'XI-XIV secolo, quando Vasto ebbe un riassetto urbanistico con la costruzione del rione Guasto Gisone, ossia la parte attorno alla chiesa collegiata di Santa Maria Maggiore, con la Loggia Amblingh, e la porzione convessa volta su Piazza G. Rossetti. Le costruzioni dei cittadini più facoltosi erano sistemate dentro la cerchia muraria completata nel primo trentennio del '400 durante il governo di Jacopo Caldora, che ristrutturò ampiamente anche il castello. Al di fuori delle mura stavano le abitazioni povere dei contadini, ancora oggi è possibile vedere una netta divisione di stile leggendo la toponomastica della città, visibile soprattutto nei tratti del Corso Garibaldi, via Roma, via Vittorio Veneto, via Giulia, via Naumachia, via Francesco Crispi e via Istonia.

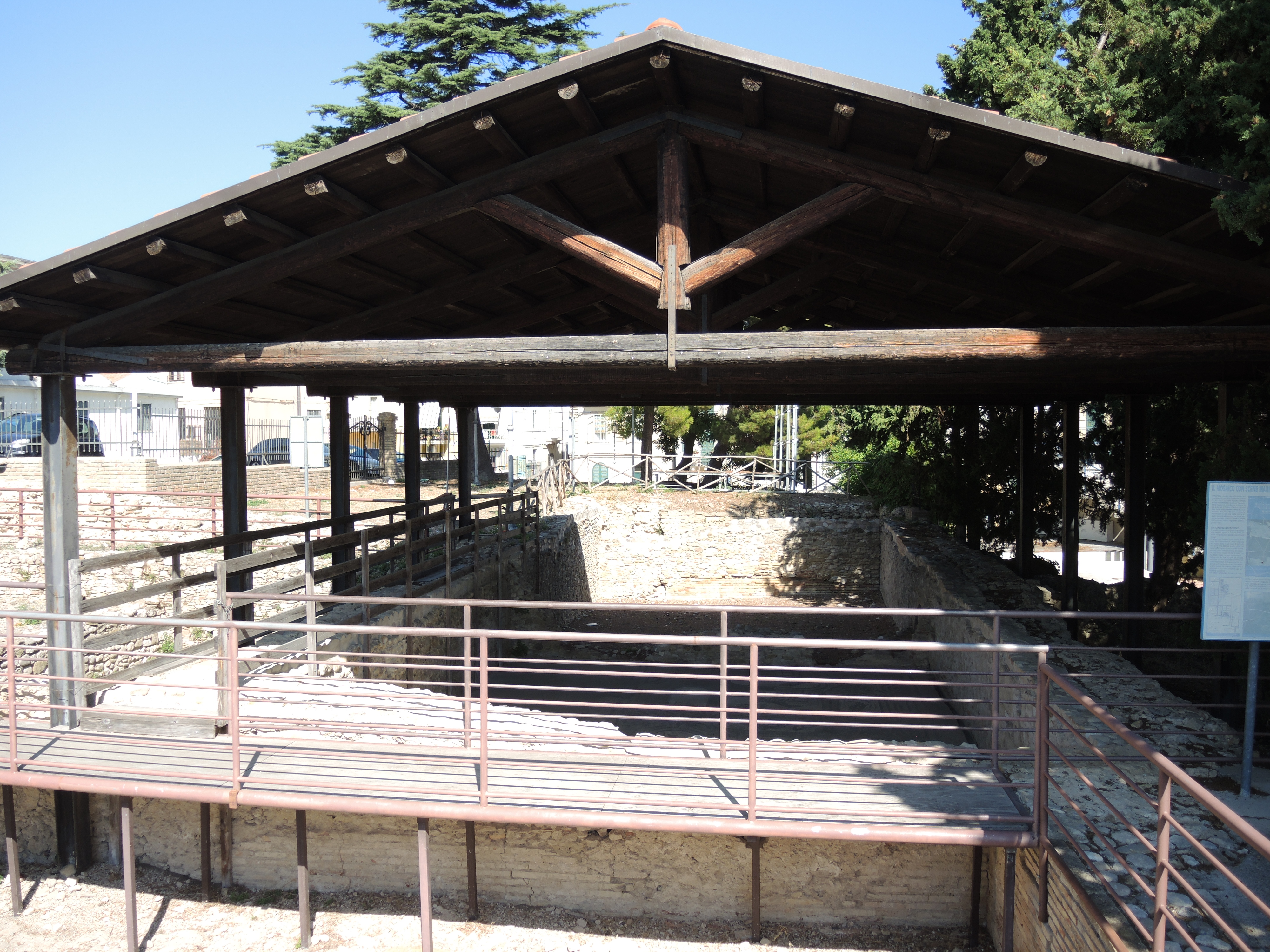
Terme di Vasto, via Adriatica

Gli agglomerati urbani nel Medioevo sorgevano attorno a qualche edificio di notevole portata, come una chiesa parrocchia (a Vasto si hanno gli esempi di chiesa-fortezza di Santa Maria Maggiore e San Pietro, dove si rifugiavano i civili durante le incursioni via terra e via mare), oppure un castello. Il caratteristico borgo, singolare nella sua conformazione, sorto all'interno dell'area di Santa Maria Maggiore, costituisce forse il classico esempio di tale schema. Al centro la torre maestra del campanile, detta "Battaglia", cioè il nucleo difensivo, sulla quale venne innalzata la cella campanaria, e poi le tre navate della chiesa (XVIII secolo); all'intorno un dedalo di piccole vie con sviluppo circolare (via Santa Maria Maggiore, via Giosia, via Tiziano, via Tripoli, via Lupacchino, via San Gaetanello, Piazza Mattioli, Porta Catena, Loggia Amblingh), strettoie varie, delimitate da costruzioni, non superiori a tre piani, sorte a seconda delle esigenze demografiche.
Con l'espansione edilizia, nella prima metà del XIV secolo si ebbe la fusione dei due "Guasti" in un solo comune; a determinare il confine dei due borghi della vecchia Histonium a settentrione legata al Gastaldo d'Aimone (che prese poi il nome del "Vasto"), c'era la via Corsea, oggi Corso De Parma. Definito l'assetto tipico del quartiere di Gisone, quello più grande che sorge sulla città romana è il più interessante, dove a partire dagli anni '50 sono riaffiorati parecchi reperti archeologici: l'area risulta compresa in linea di massima, tra via Roma (fuori Porta Nuova) a nord, e via Barbarotta a sud, dentro la cui area si snoda quattro file di due isolati rettangolari che si sviluppano su strade perfettamente ortogonali, con i lati più corti localizzati sugli assi delle strade trasversali. Si notano due altri fila di isolati con lati corti dislocati sugli assi delle strade longitudinali, con delimitazioni tra via Marchesani fino al vecchio muro delle Lame (attuale via Adriatica).
Nella prima parte si riscontra il tipico esempio dell'urbanistica romana detta "per scanna", con tecnica costruttiva allungata con i lati corti in corrispondenza degli assi trasversali, che costituiscono i cosiddetti cardi. Infatti il Corso Palizzi p considerato il cardo maximus, e il Corso Dante il decumanus maximus, mentre altri cardi sono costituiti da Corso Plebiscito e di via Adriatica. I decumani minori sono via Anelli, via San Teodoro, via San Francesco d'Assisi, via Laccetti, via Lago.

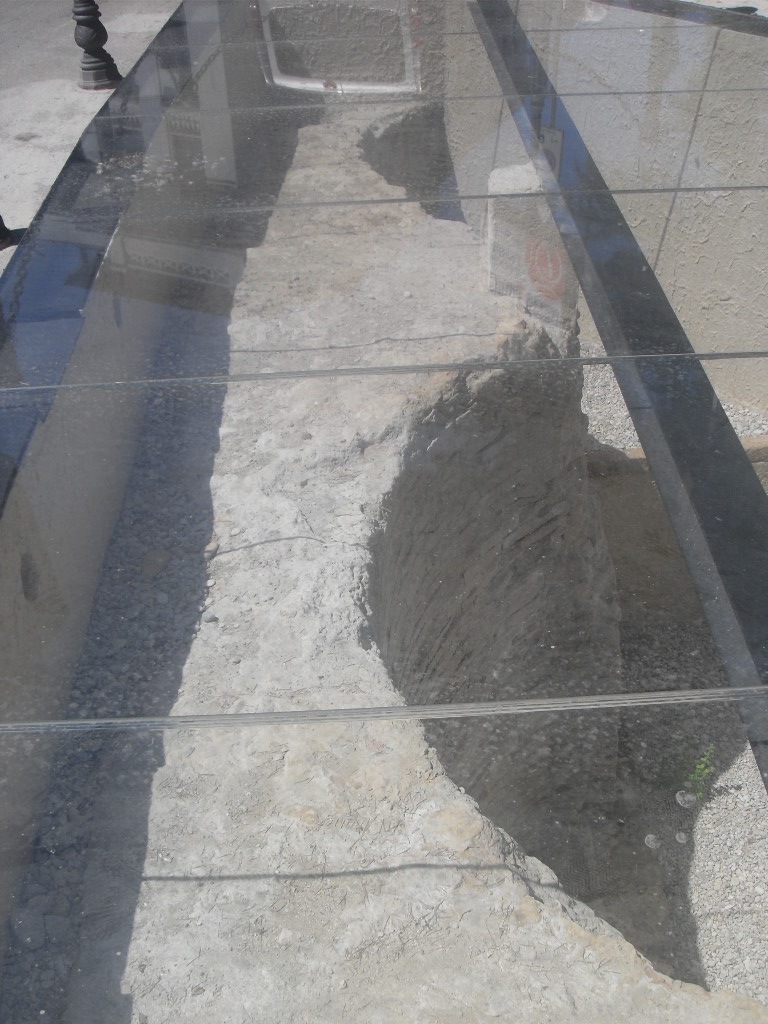
Porzione allo scoperto dell'anfiteatro romano, in Piazza Rossetti, zona d'imbocco di via Cavour

C'è poi una seconda traccia di isolati che la caratteristica costruttiva, detta "per strigas", con i lati corti degli isolati attestati sui decumani, il cui raccordo è costituito dall'asse longitudinale di via Laccetti-via Lago, il decumano. I cardi di quest'area sono le vie San Pietro, via Osidia, via Beniamino Laccetti, via Pampani, via Marchesani, mentre i decumani sono via Valerico Laccetti, via Barbarotta. I lati realizzati per strigas sono abbastanza conservati, gli altri nella zona orientale nel corso dei secoli hanno subito notevoli modifiche. Il gruppo di via comprese tra via Roma, via Crispi e via Roma nord, strada Barbarotta sud, Corso Plebiscito-via Marchesani-via Sant'Antonio-via San Pietro, risalgono per il tracciato all'epoca romana (I sec a.C.- I sec. d.C.), le scoperte archeologiche hanno infatti rivelato la pavimentazione originaria sotto gran parte lo strato di calpestio delle singole case, specialmente nell'area di San Pietro.
Nella zona del Muro delle Lame, teatro di varie scoperte, anche dopo la tragica frana del 1956, che inghiottì una consistente porzione del quartiere, ci fu l'affioramento della parte stradale della via Frentana-Traianea, di un pavimento a mosaico di grande valore, e delle fondamenta dell'edificio termale presso l'ex convento di San Francesco. Nella parte di via Anelli, all'altezza della Scuola d'Arte, è ancora visibile un muro di 20 metri risalente all'epoca romana, nella facciata di una casa civile; in via Pampani nel 1854 venne estratto un pavimento musivo, lungo via Santa Maria Maggiore sono visibili tracce di antiche fondazioni, che corrispondono all'anfiteatro di Piazza Rossetti, in via Tagliamento affiorano resti di un muro in opus caementitia. In via B. Laccetti la chiesetta della Trinità poggia su fondamenta di un'abitazione romana, con visibili resti sulla destra.
L'antica Histonium andava fiera dei suoi monumenti, di cui si ha notizia dell'anfiteatro in Piazza Rossetti, fuori dal perimetro urbano, realizzato in opus cementizia: misurava circa 225 piedi (67 m circa) di lunghezza per 210 (62 m) di larghezza. Gli edifici situati nella parte nord-est della piazza sorgono a forma ellittica, presso la Torre di Bassano, segno che dopo la caduta di Roma, l'anfiteatro fu smantellato per ricavarci materiale di costruzione di nuove case, se si tiene conto che il vicino Castello Caldoresco era collegato con la cinta di difesa al torrione cilindrico di Bassano, per costruire un baluardo contro le scorrerie dei turchi, che spesso sbarcati alla Marina, risalivano il pendio della cappella di Santa Maria della Catena per saccheggiare la città, benché i cittadini fossero messi al corrente del pericolo abbastanza prima, grazie alla Torre Battaglia della chiesa di Santa Maria. La presenza vicino alla piazza di tal via Naumachia, a fianco della chiesa dell'Addolorata, ha fatto ipotizzare che l'anfiteatro fosse stato usato anche per le celebri battaglie navali, inscenate anche a Roma. Un'alluvione avvenuta nel tardo impero romano ricoperse l'anfiteatro di fango, determinando di fatto l'abbandono; l'ipotesi sul fatto che l'anfiteatro fosse usato anche per questi spettacoli è fornita dalla presenza degli acquedotti di alimentazione idrica: nel 1614 furono rinvenute in via Lago delle condotte, che si dirigevano verso le chiese di San Giovanni dei Templari e di San Pietro (il Murello), l'acquedotto delle Luci invece era già disseccato, e servì per i mulini dell'Angrella, in quanto le acque giacevano copiose nel vallone dopo aver servito i bisogni della popolazione, e dopo aver alimentato la fontana di Porta Palazzo, Porta Castello e della Piazza.
Questo acquedotto fu usato dai vastesi sino alla costruzione del moderno acquedotto del Sinello nel 1926, successivamente il percorso venne dirottato verso una fontana di via Tre Segni sotto la villa comunale, dove c'era una forte pressione; oggi la condotta è disseccata per mancata manutenzione già dai secoli XVII-XVIII, e forse per la dispersione delle acque e per le infiltrazioni nel terreno poroso del centro storico, avvennero a Vasto varie frane, anche importanti, di cui l'ultima catastrofica del 1956.
Histonium era dotata anche di templi, di cui si ha riferimento da antichi documenti, riordinati dallo storico Luigi Marchesani: quello dedicato al dio Elio si trovava presso la chiesa di Sant'Antonio di Padova, sopra cui oggi poggia la cappella della Madonna delle Grazie, quello della dea Cerere si trovava nell'area dove venne eretta la chiesa collegiata di San Pietro, il tempio di Giove Delicheno sorgeva presso Piazza del Popolo, insieme al vicino tempio di Bacco. In località Selvotta si trovava il tempio di Ercole, con la lapide conservata nel Museo archeologico del Palazzo d'Avalos.
Altre testimonianze epigrafiche sono conservate nel Palazzo d'Avalos, insieme a sculture come il busto in marmo con basamento, che componeva la scultura del poeta vastese Lucio Valerio Pudente, un busto acefalo di donna, diverse statue e lucerne in terracotta, idoli in bronzo. Nella parte colpita dalla frana del 1956, ossia via Adriatica, continue campagne di scavi della Soprintendenza di Chieti hanno portato, negli anni '70 alla luce il complesso delle terme di Vasto, complesso di notevoli proporzioni e pregio artistico, tra le meglio conservate della regione Abruzzo. Purtroppo si decise la demolizione dell'ex convento dei Francescani della chiesa di Sant'Antonio di Padova, ancora in piedi, per permettere meglio la campagna di scavo: in tutto sii hanno tre pavimenti, due a mosaico e uno in marmo, delle terme di Histonium, affiorati finora, tutti di rara bellezza, a testimonianza del grado di civiltà e di opulenza che il municipium frentano romano aveva raggiunto durante l'apogeo dell'Impero.
Infatti dalle lapidi di ha la testimonianza dei politici e dei magistrati che avevano ottenuto privilegi da Roma, come Gneo Osidio Geta, che nel 43 d.C. fu legato dell'imperatore Claudio, al comando dell'esercito romano, sbaragliando i nemici in Britannia; divenne console e ricevette le insegne del trionfo a carico dell'impero, testimonianza se ne ha dai resti del monumento pedestre che gli venne dedicato a Histonium. Poi vi fu Publio Paquio Sceva, questore e giudice, pretore dell'erario e proconsole di Cipro. Il suo sepolcro si conserva nel museo del Palazzo d'Avalos, con la sua sepoltura e della moglie Flavia; poi Marco Bebio Suetrio Marcello che fu edile della città, e questore e sacerdote, nominato dall'imperatore Tito Flavio Vespasiano. Alla sua morte gli histoniensi gli eressero una statua, di cui si conservano elementi nei musi civici.
Il personaggio di maggiore spicco fu il poeta decorato d'alloro al Campidoglio (106 d.C.), Lucio Valerio Pudente, nominato da Antonino Pio procuratore delle imposte a Isernia. Le famiglie maggiori di Histonium erano i Didia, gli Helvidia e i Vibia. Tornando alle terme romane, la prima parte mostra la cella del tepidarium, poi il frigidarium e il calidarium. Il pavimento del "sudatorio" aveva un doppio fondo separato da fessure, attraverso le quali passava il calore, l' "apodyterium" era il locale dove sci si spogliava, vi era anche la sala per il massaggio (unctarium) per le frizioni al corpo con degli arnesi detti "strigles". Il primo pavimento riportato alla luce nel 1975 mostra un raffinato mosaico, già noto agli storici nel 1712, che misurava 44 palmi di lunghezza e 30 di larghezza. Decorazioni geometriche si succedono a motivi marini, con raffigurazioni mitologiche. delfini e mostri dalla testa di cane o di cavallo a coda di pesce, che richiamano i pavimenti musici delle terme di Nettuno a Ostia antica (III secolo d.C.)
La tecnica compositiva è quella ellenistica, che i romani reimpiegarono raggiungendo effetti artistici di grande fasto. Nell'autunno 1994 venne scoperto un lastricato in marmo serpentino, proveniente dall'Egitto, come ebbe a sostenere l'ispettore della Soprintendenza, con una lastra marmorea riportante l'incisione D D JULIA CORNELIA (ossia che Giulia Cornelia questo dono dette - alla città). Il pavimento doveva costituire l'apoditeroum, ossia lo spogliatoio; nel 1997 la scoperta più famosa del mosaico del Nettuno venne effettuata dall'ispettore Andrea Staffa, che ha fatto discutere gli storici sulla distinta affinità dei mosaici vastesi con quelli di Ostia.

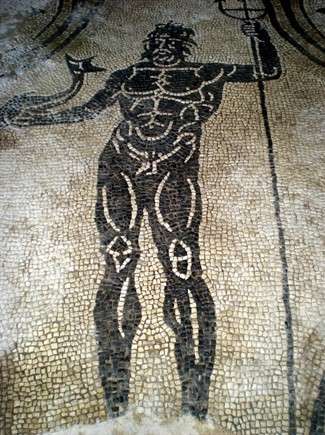
Il mosaico del Nettuno

La figura centrale infatti mostra il dio Nettuno (o Poseidone) mentre con una mano regge il tridente, e con l'altra solleva un delfino per la testa, nella classica raffigurazione mitologica, Compaiono attorno motivi floreali e geometrici, culminanti in cuspidi a tridente, che avvolgono figure femminili, forse le Nereidi, a cavallo di mostri marini. Le tessere bianco-nero sono composte con molta raffinatezza, il pavimento ha decorazione marginale con una successione di "pelta", cioè uno scudo ellittico troncato in alto, seguita da una sottile fascia bordata da altre due accentuate.
La Soprintendenza continuò con gli scavi, alla ricerca di un possibile quarto pavimento, seguendo la tecnica costruttiva di base delle terme, due ambienti destinati ai bagni sono stati recuperati, però le ipotesi suggeriscono che esista anche il tepidarium, forse presso l'arena della Madonna delle Grazie, più a nord, dove si trovano anche i resti del tracciato stradale della via Frentano-Traianea, interrata nella platea, con un'edicola medievale.
Nel 1992 lungo la via Adriatica è stata rinvenuto un "porticus" con un muro alto tre metri e basi di colonne con capitelli, come a suo tempo confermato dall'ispettore Andrea Staffa. Rimasto illeso dalla frana del 1956, il portico risalirebbe al 346 d.C. nell'aspetto attuale, quando venne ristrutturato con le mura e le colonne a sostegno. Il porticus è tra gli edifici pubblici di maggio pregio di Vasto; c'è anche da dire che la città era dotata di due principali acquedotti, scoperti negli anni '70 nella zona di Madonna delle Grazie (per l'alimentazione delle terme), e in via Incoronata e in contrada Sant'Antonio.
Si tratta dell'acquedotto delle Luci, e del Murello: il primo è sotterraneo, in laterizio, avente origine a sud della città, presso contrada Sant'Antonio, e giungeva seguendo il declivio del colle sino alle cisterne sotterranee di Largo Santa Chiara e in Piazza Marconi, per un percorso di lunghezza di 4 km, e per un totale di 12 cisterne sotterranee e nove ambienti in laterizio; il primo giace sotto Piazza Marconi, vico Moschetto, Piazza Santa Chiara, il secondo troncone dell'acquedotto, è compreso tra via Cavour, via De Amicis, Piazza Marconi. Di queste cisterne parla anche lo storico Giuseppe De Benedictis, descrivendole nel totale di 5, grandi, alte 30 piedi, larghe oltre 100, suddivise l'una dall'altra con mura, per contenere l'acqua, uscente in parte fuori dal monastero delle Clarisse (che venne demolito negli anni '30 del Novecento)
Il secondo acquedotto del Murello, in parte sopraelevato e in parte murato, si trova a nord-ovest della città, entrava all'altezza di via Murello, all'incrocio con Corso Garibaldi, insinuandosi sotto la chiesa di San Giovanni dei Cavalieri di Malta, oggi distrutta, proseguendo sotto il Corso Dante, alimentando la cisterna scoperta sotto via Tacito, uscendo sotto via Laccetti, per giungere in Piazza V. Caprioli e in via Barbarotta. Fino al 1500 ca. c'era un crollo nel Piano delle Cisterne, dove si riversava molta acqua, per il sostentamento della popolazione. Lo storico Nicola Alfonso Viti nella sua Memoria storica del Vasto (1759), riportata dal Marchesani parla di una muraglia antica ben visibile fuori dal terreno, che don Cesare Michelangelo d'Avalos fece demolite per servirsi di materiale, lasciando l'acqua sgorgare dal terreno, citando sempre il percorso sotto la chiesa di San Giovanni, nel percorso a discesa verso il convento di San Francesco, con una cisterna a metà strada (Piazza Caprioli).

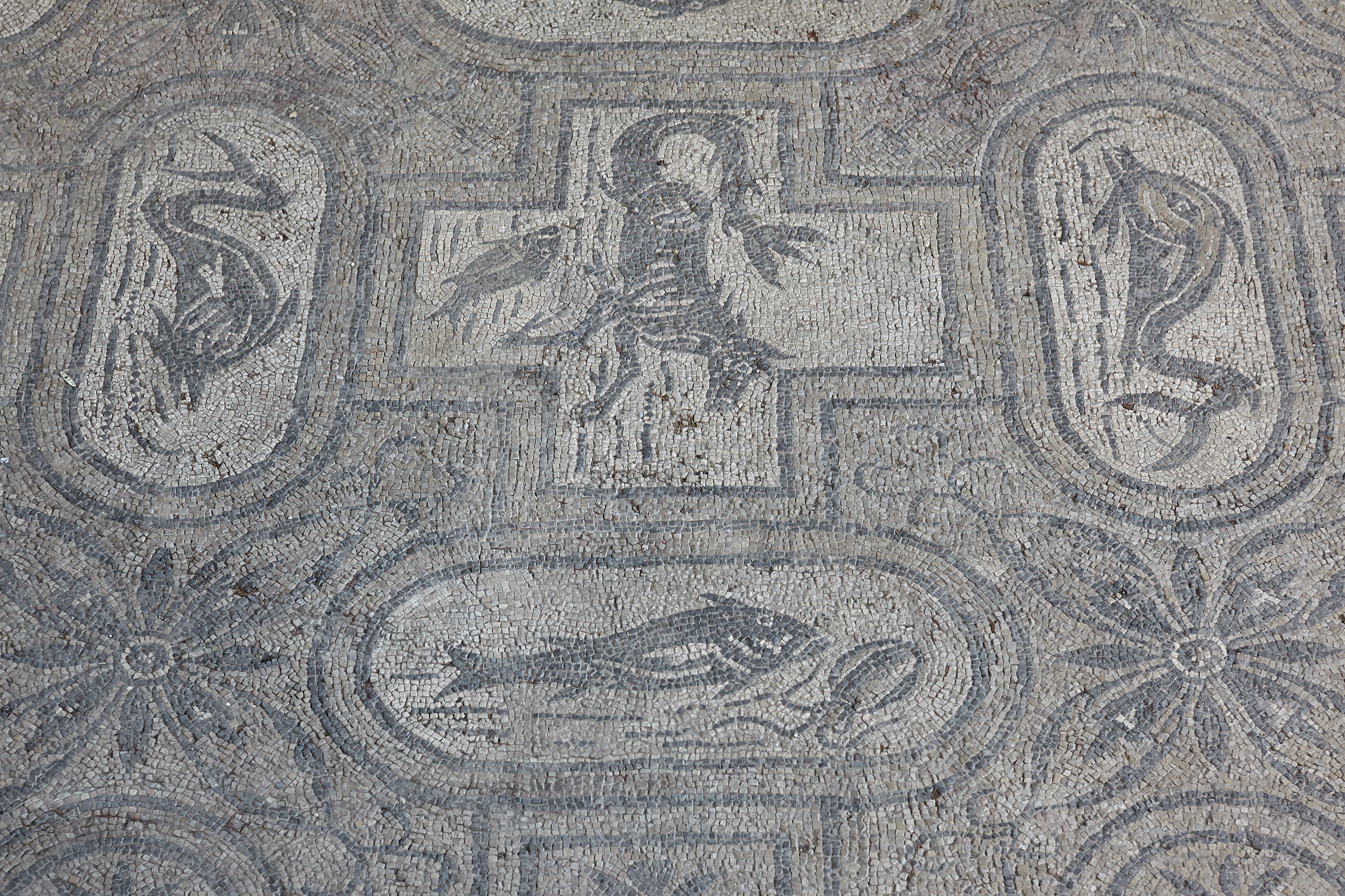
Pavimento musivo delle terme, con i motivi dei mostri marini

Di Histonium si trovano tracce anche di necropoli: la più grande risalente all'epoca italica (V-II sec a.C.) si trovava lungo viale Incoronata, le sepolture erano allineate lungo la via del tratturo che collegava le città di Egnazia, Anxanum, Ortona, Larinum, Cliternia; in corrispondenza della città, le tombe si dispongono lungo i lati nord e ovest, e una via lastricata che forse scendeva al mare presso la chiesa della Madonna delle Grazie, si scoprirono due tratti che racchiudevano l'area di un grande cimitero.
La prima parte comprende via Crispi e via Roma sud, il vallone San Sebastiano ad ovest e la chiesa della Madonna delle Grazie ad est, con tombe a tegoloni, pavimento musivi, in opus spicatum e cementizia, con rivestimento in opus reticulatum; dal vallone di San Sebastiano le tombe perdono l'orientamento est-ovest per assumere uno a nord-sud, proseguendo in Piazza Diamante, scendendo a sud sino a Piazza Barbacani, dove si hanno i ritrovamenti maggiori. La forma tipica di sepoltura è l'inumazione, mentre l'incinerazione seppur presente, è assai rara, la tipologia di costruzione dei sepolcri è a tegoloni, con copertura a cappuccina, ma ce ne dovevano essere di altri tipi, come testimonia il sarcofago monumentale di P. Paquius Sceva, che implica una tomba di notevoli proporzioni. Di queste tombe, molti ritrovamenti sono stati fatti nell'area di Santa Maria del Soccorso, dove si trova una cappella, con pavimenti musivi rinvenuti fuori dall'abitato, coincidendo nell'area della Madonna delle Grazie, e in quelli in opus spicatum presso la stessa area, e nei nuclei sepolcrali rinvenuti nell'area conventuale di Santa Lucia, fuori Vasto.
Alcune lapidi, tra le meglio leggibili, riportano, nella traduzione: di Faustina, vissuta 15 anni / di Caio Figellio Frontone vissuto 9 anni otto mesi e due giorni (presso la chiesa di Santa Maria Maggiore / di Tito Giulio Hilari Pudente (presso la raccolta dei baroni Genova Rulli) / di Mevia Vittoria dedicata alla sorella Cassandra (rinvenuta in Piazza Barbacani).

### Distruzione della città romana e creazione dei due "Guasti"

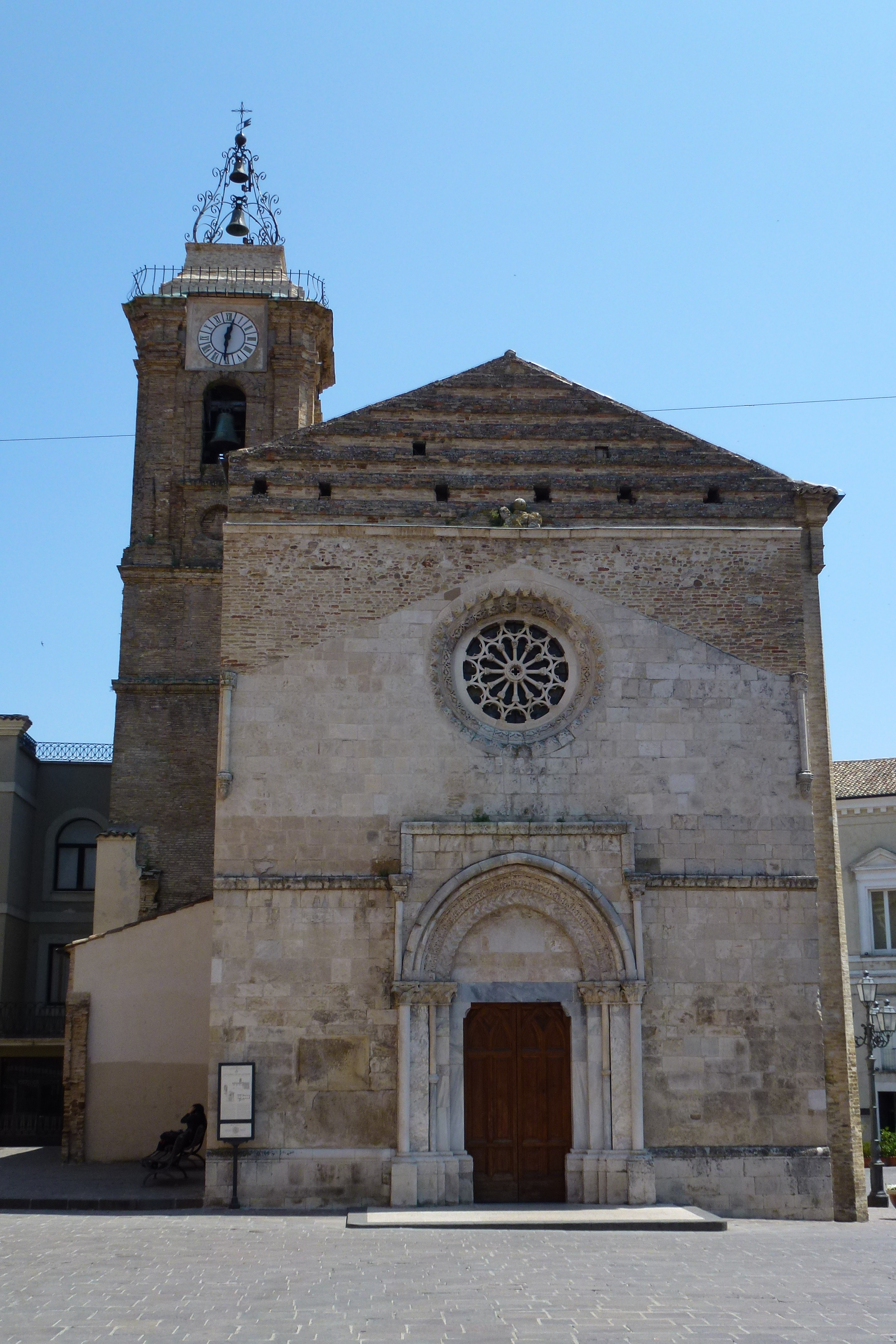
Duomo di San Giuseppe, trasformato dall'antica chiesa di Sant'Agostino

Gli ultimi anni documentati di Histonium risalgono alle citazioni su Marco Bebio Suetro Marcelle, patrono del municipium nel 70 d.C., di Caio Hosidio Geta questore nel 43, di Oplaco Hosidio. In seguito alla conquista dei Longobardi dell'Italia, nell'ambito della guerra contro i Franchi, Histonium nell'802 venne devastata come Chieti dalle truppe di Pipino il Breve, giunto per debellare la rivolta di Grimoaldo di Benevento, sede del ducato longobardo del sud Italia. Histonium venne atterrata, e ricostruita, venendo assegnata ad Aimone di Dordona, da cui prese il nome "Guasto d'Aimone". Divenne capoluogo di una sorta di provincia, detta "gastaldia" (Wasthalden), da cui si formerà il nome attuale. Il toponimo era detto anche castrum, perché Aimone vi eresse la sua residenza fortilizia, che divenne poi il Castello Caldora. Nel 1047 l'imperatore Enrico III il Nero assegnò Guasto al possesso dell'abbazia di San Giovanni in Venere, successivamente vennero costruite altre abitazioni verso l'area della chiesa di Santa Maria Maggiore, che prese il nome di "Guasto Gisone", con amministrazione autonoma
Alcune testimonianze si hanno nell'elenco delle terre di Carlo I d'Angiò assegnate al cadetto Bertrando Del Balzo nel 1269, tra cui figura il "Guastum Gisonis" per 5 once annue. Nel regesto del figlio Carlo II nel 1289 si distinguono Guasto d'Aimone e Guasto Gisone, divise da un vallone (oggi corso De Parma); ambedue due le cittadine avevano una chiesa parrocchiale: Guasto d'Aimone la collegiata di San Pietro (di cui oggi rimane la facciata a seguito della demolizione dovuta per i danni della frana del 1956), e la collegiata di Santa Maria Maggiore per Guasto Gisone; quest'ultima aveva più privilegi e possedimenti dell'altra, in quanto sede anche della cappella del signore, che risiedeva nel vicino castello, e per la sede dei vescovi di Chieti. Le due città vennero unite il 9 gennaio 1385 sotto il regno di Carlo III di Napoli, come testimonia un regesto del 1467.

### Dall'unificazione dei due centri allo sviluppo
Come riportato dallo storico De Benedictis, nel 1385 in occasione dell'unificazione delle due città, vennero censite le abitazioni della città, per un totale di 13 contrade, che erano:
- Torrione: per la torre di guardia addossata alla chiesa di Santa Maria Maggiore, e alle case della famiglia Moschetti, con una fontana alimentata dall'acquedotto delle Luci. Le case erano uno scudo di abitazioni-mura contro gli assalti dal mare. In questa contrada si trovava il monastero delle Clarisse presso Largo Santa Chiara, edificato nel 1585 circa.

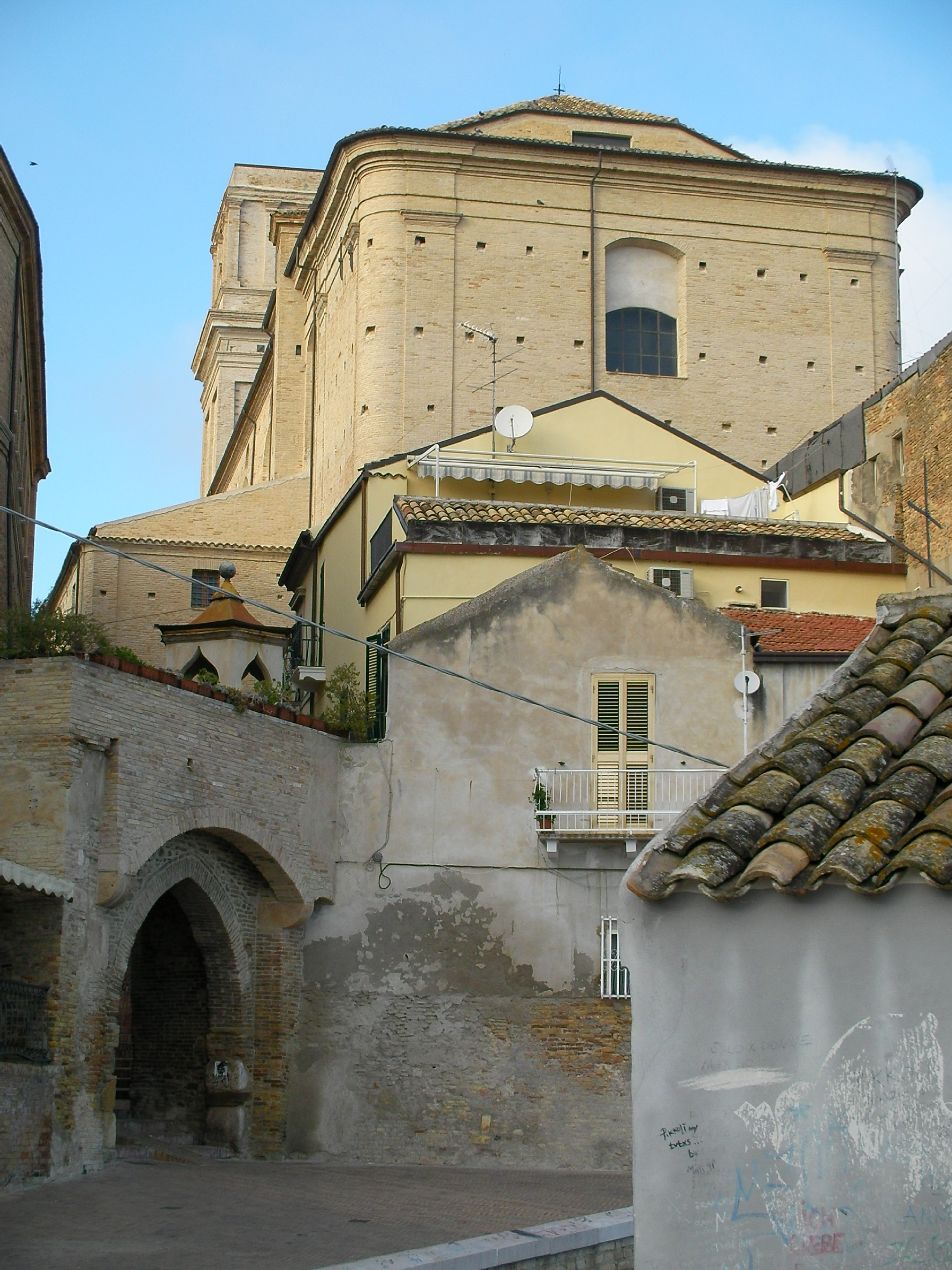
Chiesa di Santa Maria Maggiore e Porta Catena in basso

- Castello: per la presenza del castello di Gisone (oggi di Giacomo Caldora), edificato in posizione elevata tanto da comunicare con il castello angioino, poi aragonese, di Ortona. Il castello vastese era munito di vari cannoni, e aveva in possesso la contrada di Santa Maria Maggiore, sotto la giurisdizione di San Giovanni in Venere (1195). Sulle rovine del castello nel 1331 venne sopraelevata la torre campanaria, i turchi il 1 agosto 1566 la devastarono, incendiandola, un altro incendio ci fu nel 1645, che costrinse a una riedificazione totale della collegiata. Nella chiesa collegiata di Santa Maria Maggiore si conserva ancora la reliquia della sacra spina della corona di Cristo, donata a don Diego d'Avalos da Pio V nel 1647 per aver presieduto in sua vece al Concilio di Trento, il corpo di San Cesario poi vi è custodito, sarcofagi delle famiglie d'Avalos e Mayo, e dipinti barocchi. Questa contrada corrisponde all'attuale Piazza Rossetti, via Cavour, Piazza Diomede.
- Contrada Guarlati: fronteggia da ovest Piazza Rossetti, iniziando dall'area della chiesa dell'Addolorata o di San Francesco da Paola. La contrada è detta anche "naumachia" o "Barbacani" a imitazione delle muraglie costruite a forma di scarpa, vi si trovava la chiesa della Madonna dei Guarlati, sopra cui venne edificata quella dei Paolotti, recuperando l'icona sacra della Madonna, e traslata nel muro del coro. La contrada è compresa dalle strade di via Giulia, via Naumachia, via XXIV Maggio, via Boccaccio.

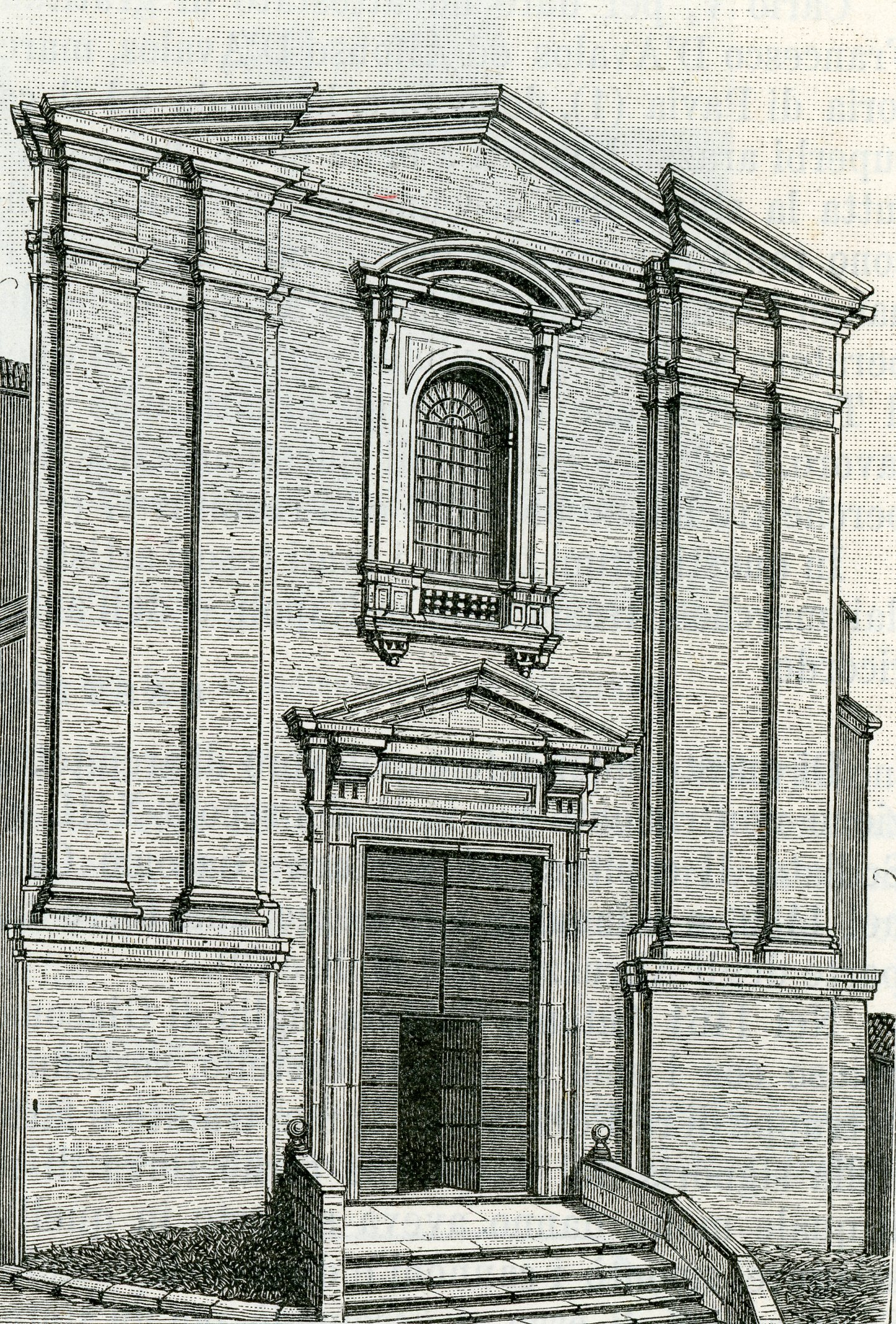
Incisione della chiesa della Congrega del Carmine

- Contrada Buonconsiglio: prende nome dalla cappella della Madonna del Buonconsiglio, oggi scomparsa, con l'icona votiva traslata nella Cattedrale di San Giuseppe. Nella contrada si trovava la casa del nobile Buzio d'Alvappario che nel 1339 venne assalito dai briganti, uscendone illeso, mentre la sua casa veniva devastata. Il suo sarcofago è conservato nei musei del Palazzo d'Avalos. L'area della contrada è compresa tra Piazza Caprioli, via San Pietro, via Buonconsiglio e via Vescovado.
- Contrada Piazza: concentrata sull'attuale Piazza Lucio Valerio Pudente e Corso De Parma, vi si trovava il convento di Sant'Agostino, oggi trasformato nel Duomo di San Giuseppe. Nel convento prese i voti il beato Angelo da Furci, di cui nella cattedrale si conservano delle reliquie, e una ricca biblioteca con volumi donati da Virginia Magnacervo. La strada era la via del Mercato principale di Vasto, che nel Novecento fu ampiamente trasformata con la costruzione di nuovi palazzi signorili.
- Piano del Forno: delimitata da via del Fornorosso, l'edificio venne demolito per la creazione nel XVII secolo del Collegio del Carmine, annesso alla chiesa omonima, edificato nel 1689 presso la vecchia chiesa di San Nicola di Mira. Nella contrada si trovava anche la casa di Virgilio Caprioli e Valerio di Clemente, che nel suo testamento lasciò l'abitazione ai Padri Lucchesi per l'edificazione del monastero.
- Contrada Palazzo: delimitata da Piazza L.V. Pudente e Piazza del Popolo, dove si trova il palazzo d'Avalos, insieme al Palazzo Mayo. Il palazzo era la residenza del capitano di venuta Giacomo Caldora, successivamente ampliata nel XV secolo da Innico II d'Avalos, a cui fu dato il feudo di Vasto da  Federico I di Napoli. L'area era difesa dalle mura di Porta Palazzo, già demolita nel XVIII secolo.
- Contrada Lago: vi vennero cavati pozzi in numerosi edifici, si presume che l'acqua provenisse dall'antica condotta idrica del Murello. L'area è delimitata da via Adriatica, via del Lago, via Osidia, Corso Dante.
- Contrada San Pietro: l'area compresa tra il piazzale con la facciata della chiesa, via Adriatica, via San Pietro, via Botto. La chiesa era esistente già dal 1047, fu eretta a collegiata con 13 canonici per volere di papa Clemente XIII. La frana del 1956 inghiottì gran parte del Muro delle Lame e della porzione della contrada, incluso il Palazzo Marchesani-Nasuti, usato come sede delle poste e del convitto elementare.
- Contrada San Giovanni: area delimitata dalla vecchia strada di San Giovanni (oggi Corso Plebiscito), Corso Dante, Largo del Carmine e via Giovanni Pascoli. Vi si trovava il monastero dei Cavalieri di Malta presso la chiesa di San Giovanni di Gerusalemme (XIII secolo). La chiesa andò nei secoli in lento degrado, dopo la soppressione dell'ordine dei Templari, fino alla scomparsa totale nel XIX secolo.
- Contrada Annunziata: così chiamata perché delimitata dal Corso Palizzi, all'altezza di Porta Nuova, via Anelli con la chiesa dell'Annunziata e di Santa Filomena (una posta di fronte all'altra). L'ospedale dell'Annunziata fu additato al frate Giovan Battista di Chieti dell'ordine Domenicano, dal marchese Alfonso III d'Avalos nel 1523. La chiesa fu incendiata dai turchi nel 1566, e rifatta daccapo. Conserva il sepolcro di Maria Zocchi, monaca di Santa Caterina, morta nel 1645.
- Contrada Santo Spirito: posta più a nord della precedente, comprende l'area di Piazza G. Verdi, via Aimone e Corso Plebiscito. Vi si trovava il monastero di Santo Spirito dei Celestini (XIII secolo), retto nel 1553 dal priore Placido da Manfredonia con la cappella di San Biase. Il monastero era difeso dalla torre Diomede del Moro, ancora oggi esistente. La chiesa invece dopo l'abolizione dell'ordine cadde in lento abbandono, sino a quando nel 1819 non fu trasformata nel teatro San Ferdinando, attualmente intitolato a Gabriele Rossetti. Questa è l'ultima delle contrade storiche di Vasto.

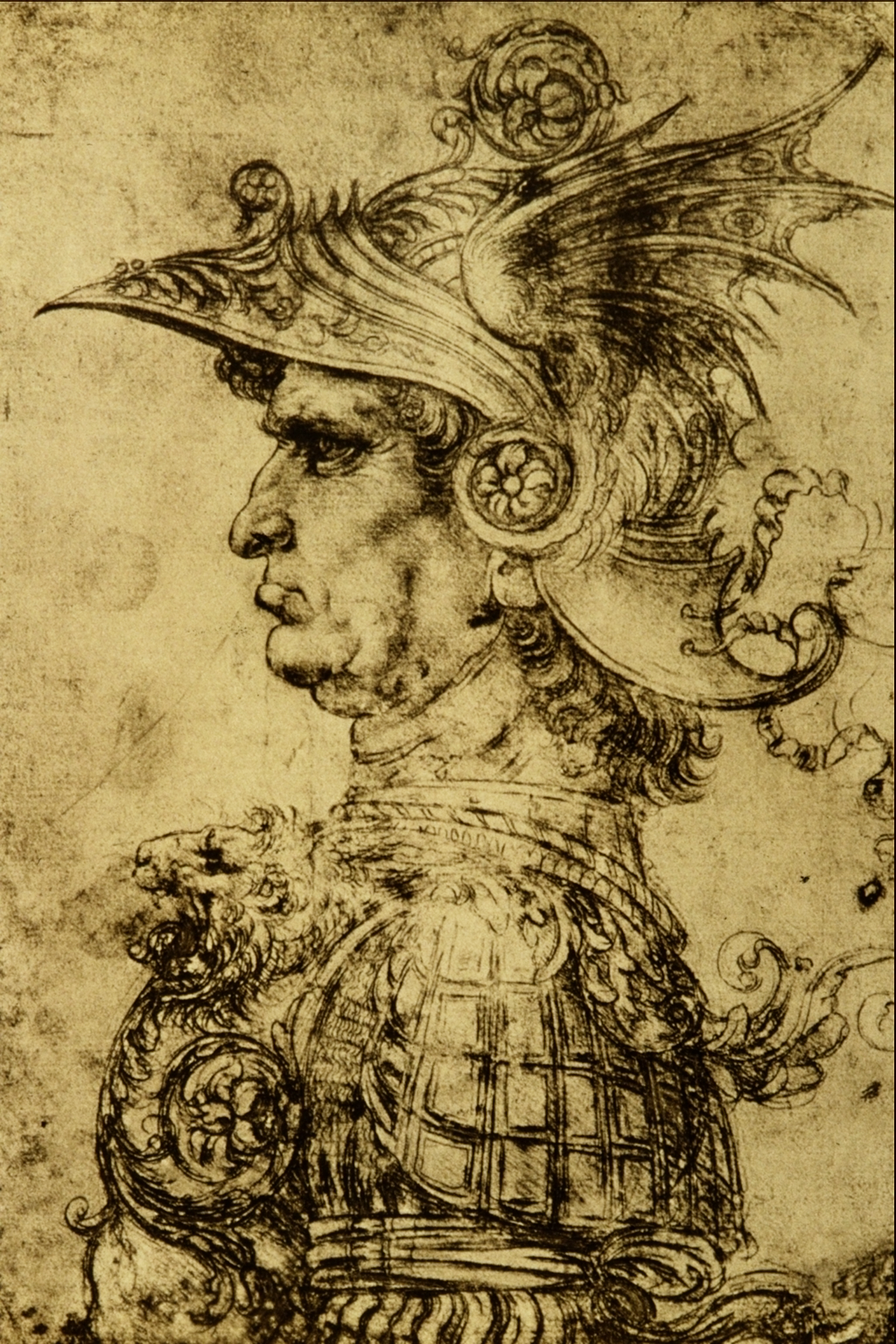
Ritratto di condottiero o di Giacomo Caldora, opera di Leonardo da Vinci

L'area di Corso Garibaldi e via Roma invece si chiamata "San Giovanni fuori", in quanto terreno appartenente per le rendite al monastero di San Giovanni Gerosolimitano dei Templari di Malta, come dimostra uno strumento redatto dal notaio Mastro Di Cola da San Giovanni Teatino (1362). Altre rendite sono documentate nell'anno 1695 e nel catalogo dei beni del 1749. L'Ordine dei Cavalieri fu abolito nel 1815 e la chiesa cadde in degrado, passando la regio demanio. La chiesa nel 1833 era quasi crollata del tutto, acquistata dalla famiglia De Pompeis, che ridusse la fabbrica a granaio, finché non venne demolita. I Templari a Vasto avevano altre "domus", sparse nel territorio, costituivano la resistenza dei crociati, consistenti in latifondi con piccole masserie fortificate o torri di guardia. Il territorio vastese fu teatro di un episodio alquanto drammatico, durante il raduno dell'esercito crociato da parte di Enrico VI di Svevia nel 1194, per imbarcarsi alla volta di Gerusalemme. Gli armati accampati dai vari Templari, vennero fatti confluire alla foce del fiume Sinello, poco distante da una delle domus Castello Sinello, Castello d'Erce (Punta Aderci) e Castello di Colle Martino, con saccheggi e devastazioni, senza che i Templari riuscissero a respingere l'attacco predatorio. L'episodio è narrato nella cronaca dell'abbazia di Santo Stefano in Rivomaris, presso la costa di Casalbordino.
Nel centro storico vastese si trovano ancora i resti del glorioso monastero di Santo Spirito dell'Ordine dei Celestini di frate Pietro da Morrone (Celestino V), facente parte del più vasto ordine benedettino, il cui patronato venne affidato al beato Roberto da Salle, discepolo di frate Pietro Angelerio. Nell'area del Trigno-Sinello vennero eretti i monasteri di Atessa nel 1327 (oggi scomparso), e di Vasto dove si trovava la chiesetta di San Biase da Castiglione. Il convento venne eretto nei primi anni del Trecento, includendo la cappellina, nella parte nord della cinta muraria, presso Torre Diomede del Moro, affinché fosse un baluardo di difesa contro gli attacchi. Infatti il convento come tutta Vasto nel 1566 fu incendiato dai turchi, nel 1573 fu sotto tutela del Priorato da parte di Placido da Manfredonia, e venne eretto l'altare privilegiato dedicato a San Biagio, per concessione di Costantino Del Popolo. Nel 1652 la bolla di papa Innocenzo X aboliva l'ordine dei Celestini, il monastero di Atessa venne aggregato a quello di Vasto, che continuò a godere di privilegi, soprattutto grazie alla famiglia D'Avalos. Nel 1742 il Marchese del Vasto aveva una delle sue stanze presso il convento. Le leggi francesi del 1807 soppressero il convento, che venne usato come carcere, anche se tra il 1819 e il 1822 era in funzione ancora una cappella.

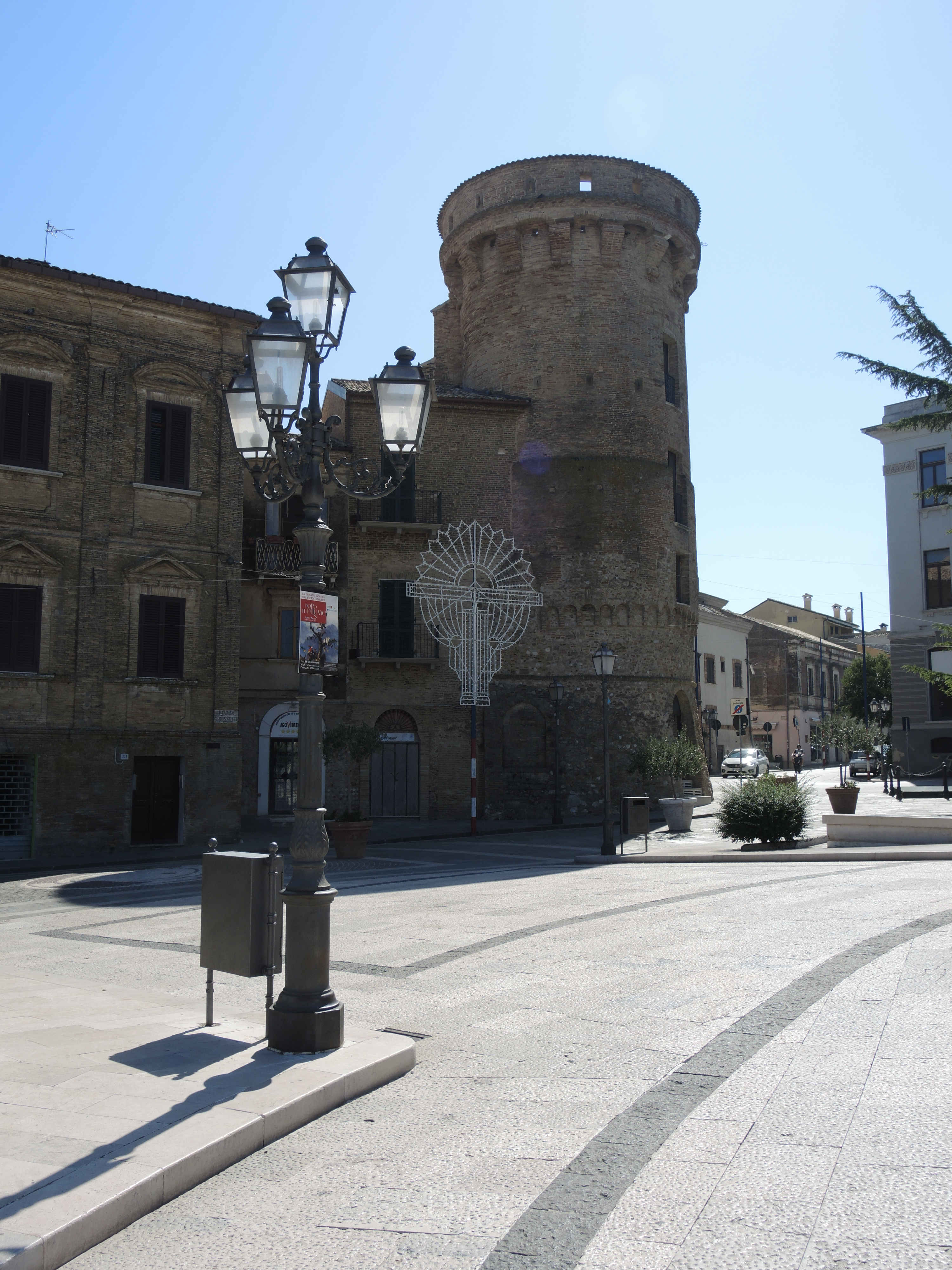
Torre di Bassano

Una parte del chiostro venne trasformata nell'ufficio del Giudice, nel 1829 un lato del chiostro a nord venne demolita per edificarvi una palazzina. Nel frattempo nel 1819 la chiesa, sconsacrata, era stata trasformata nel teatro civico, sotto la benedizione del sovrano napoletano Ferdinando di Borbone.
Altra opera interessante riedificata nel XIV secolo fu il castello medievale. Il castello del Guasto era munito di 50 bocche da fuoco, in grado di tenere a numerosi e duraturi assedi, soprattutto dei briganti. Nel 1429 circa il condottiero Jacopo Caldora, dopo la formidabile vittoria contro Braccio da Montone nella guerra dell'Aquila (1424), fu ricompensato da Alfonso d'Aragona e Giovanna II d'Angiò con vari castelli nel regno, tra cui molti dell'Abruzzo e del Molise. Jacopo stabilì la sua residenza a Vasto, facendo costruire la sua casa presso l'area del Palazzo d'Avalos, e rifortificando ampiamente il vecchio castello, insieme alla cinta muraria.
Il Caldora rifece il castello daccapo, seguendo le nuove tecniche innovative di difesa militare: il castello fu trasformato a pianta quadrata, difeso agli angoli da quattro grandi bastioni lanceolati, progettati da Mariano di Jacopo, detto "Il Taccola", e vennero sopraelevate alcune torri della precedente costruzione, di cui restano una pianta cilindrica minore, e una maggiore, decorata da merlature sulla sommità. Il castello appartenne alla famiglia Caldora per anni, passando nel 1439, dopo la morte di Giacomo al figlio Antonio, che continuò a mantenere a Vasto la sua residenza. Dopo la caduta in disgrazia di costui per lotte contro Alfonso d'Aragona, il castello fu requisito insieme a tutti beni della famiglia, e dato nel 1484 ad Innico I d'Avalos.
Il fortino era collegato, mediante Porta Castello, alla nuova cinta muraria fatta erigere da Giacomo Caldora, e comunicava direttamente con la Torre Battaglia e la Torre di Bassano. La porta fu smantellata nel XVIII secolo. Nel 1464 resistette all'assedio di Ferrante d'Aragona.
Nel 1557, in occasione della costruzione della fortezza spagnola di Pescara, 16 pezzi vennero inviati alla piazzaforte sul fiume Pescara, durante l'assedio dei turchi del 1566 57 pezzi d'artiglieria vennero smontati e rubati dai pirati. Negli anni seguenti i cannoni, divenuti ormai inservibili per l'assenza di attacchi, divennero elemento ornamentale dei principali palazzi civili, tra cui quello dei D'Avalos.
Un altro castello venne eretto nel XV da Alfonso d'Aragona, presso il promontorio di San Michele, detto "castello Aragona", anche se oggi si presenta in chiave squisitamente neogotica (rifacimento del tardo Ottocento), e un altro ancora sorgeva presso il promontorio di San Nicola, detto "Torricella a Mare".

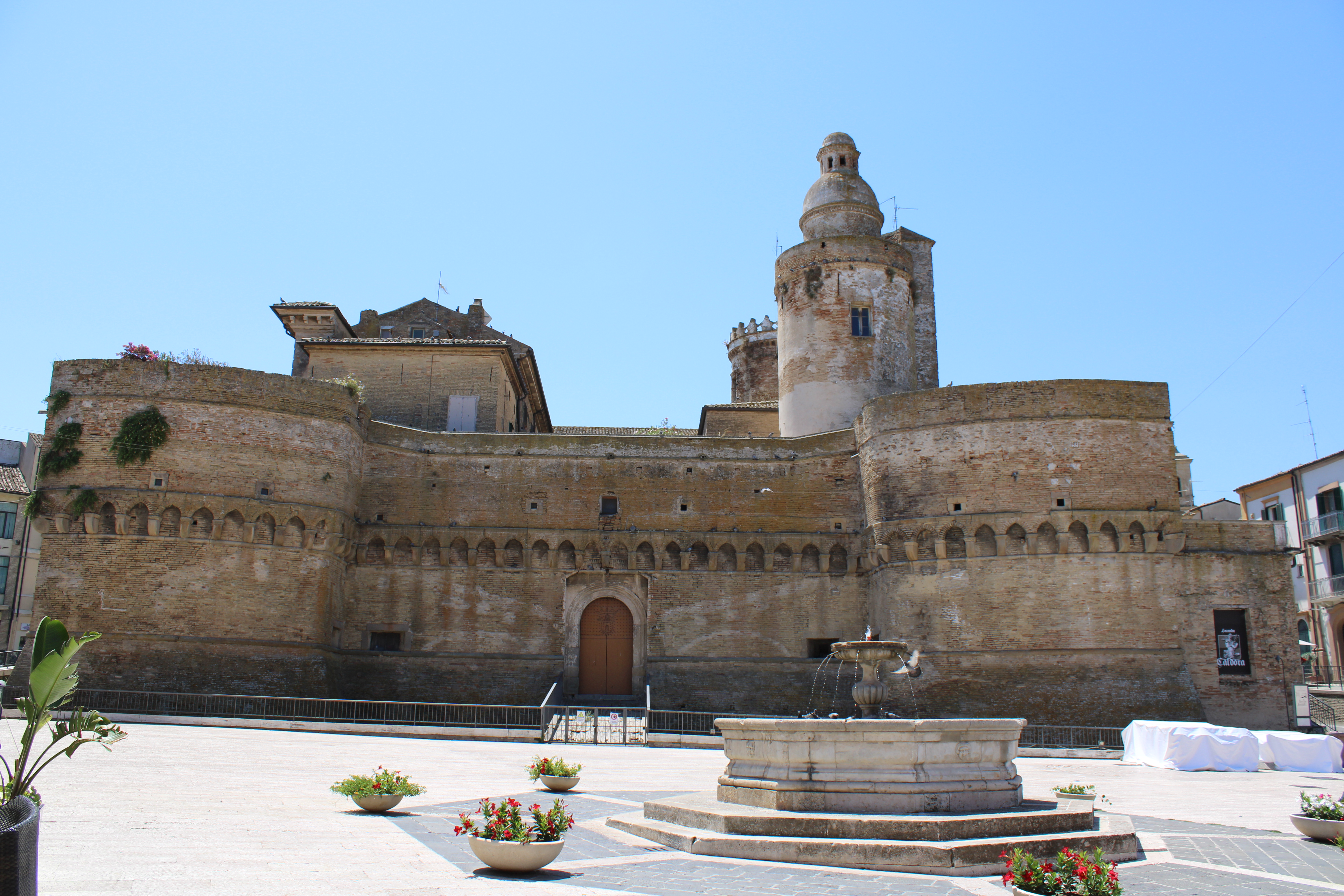
Castello Caldora

Dall'archivio dell'abbazia di Santa Maria sulle Isole Tremiti, e dall'opera di N. Alfonso Viti si apprende che papa Alessandro III nel 1171 in visita a Vasto confermasse ilo castello di Torricella ai Benedettini di Santa Maria alle Tremiti, come avevano già fatto i conti Adalberto, Transalgardo, Rainaldo e altri conti longobardi. Alessandro III convalidò il possesso di Torricella e di Vasto all'abbazia di San Giovanni in Venere; più avanti papa Innocenzo III nel 1204 lo comprendeva tra i possedimenti dei benedettini di San Giovanni, anche nel 1256 e nel 1261. Nel 1390 il feudo passò a Ladislao di Durazzo re di Napoli, e poi a Napoleone I Orsini. Nel 1415 il castello di Torricella era ormai in abbandono, anche se le rendite erano riscosse ancora dai Benedettini delle Tremiti, bloccate da Ferdinando II delle Due Sicilie.
Di questo castello esistono tracce presso il colle della chiesa di San Nicola di Bari, appena fuori Vasto; la sua conformazione era a pianta quadrata, stando all'osservazione di un pezzo di muro che delimita il lato meridionale, presso la chiesa di San Nicola. Dal rinvenimento di avanzi di mura lungo il colle, si può desumere che il castello di Torricella era ben costruito e saldato da materiali, frammisti a sassi squadrati. Per la conformazione mista delle mura, si ipotizza che il castello venne eretto sopra una preesistente costruzione, forse una torre longobarda o un tempio romano, o addirittura un fortino romano, come dimostra il ritrovamento della lapide facente parte di un sepolcro a tegoloni dove si attesta l'iscrizione dedicatoria a un tal Hosidio Hilario. Il marchese del Vasto Innico III d'Avalos vi fece erigere una loggia, nella metà del Seicento.

### Modifiche alla città durante il marchesato dei D'Avalos

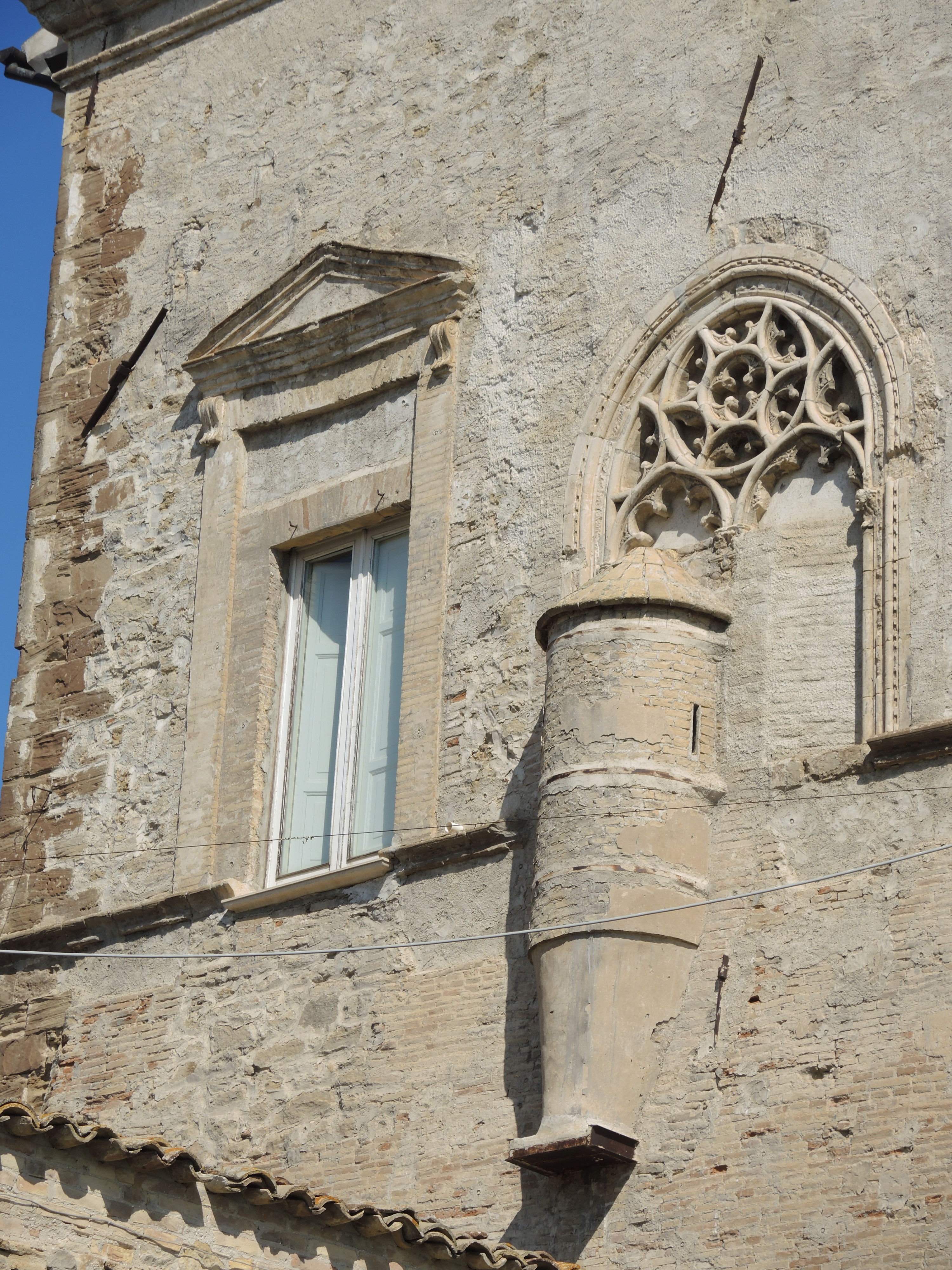
Alcune disorganicità del Palazzo d'Avalos: la finestra gotica e quella rinascimentale, lato giardino napoletano, via San Gaetanello

Prima dell'arrivo della famiglia D'Avalos, il palazzo in piazza Lucio Valerio Pudente era residenza di Giacomo Caldora, costruita dal capitano nel 1427. Nel 1587 la casa fu ristrutturata ampiamente dalla famiglia d'Avalos, nel programma di ricostruzione della città dopo l'assedio turco del 1566. Alcune parti della storica casa, come archi di portale e finestre, sono state scoperte nel 1991, risalenti circa al XIV secolo, segno che esisteva una casa patrizia ancor prima dell'arrivo del Caldora. Ai due lati del portone barocco sono venute alla luce decorazioni in pietra scolpita che adoravano l'accesso.

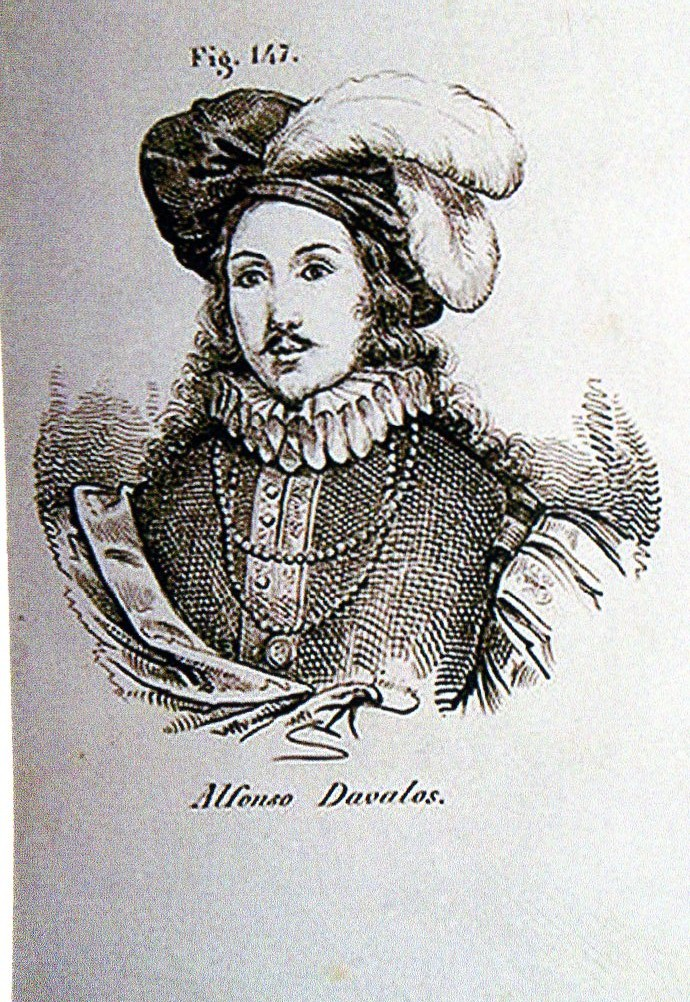
Alfonso III D'Avalos, morto nel 1546

Incendiato dai turchi nell'estate 1566, il palazzo venne ricostruito dalla famiglia d'Avalos, che già era feudataria della città dal 1484, spendendo 5.000 ducati. La facciata venne edificata con il contributo di frate Valerio De Sanctis del convento di San Francesco nell'anno 1587, ad imitazione dei più illustri palazzi rinascimentali italiani. I D'Avalos provenivano dalla Castiglia, trasferitisi a Napoli con il sovrano Alfonso I che sposò Giovanna II d'Angiò. Il capostipite dei marchesi d'Avalos di Pescara e del Vasto fu Innico I, morto nel 1484, che ebbe tre figli: Alfonso (morto nel 1495), Rodrigo morto nel 1496 e Innico II morto nel 1504. Oltre a Vasto, i d'Avalos acquisirono i feudi circostanti di Monteodorisio, San Salvo, Casalbordino, Pollutri, Cupello, arrivando sino al medio Sangro con i feudi di Montazzoli e Colledimezzo.
Innico I si distinse nella battaglia navale di Ponza nel 1435, nel 1452 sposò Antonella d'Aquino ultima rappresentante del ramo principale della famiglia d'Aquino, ed ebbe i feudi e i titoli di Marchese di Pescara, conte di Loreto Aprutino, Monteodorisio e Satriano. Il figlio Fernando Francesco d'Avalos detto "Ferrante" (1489-1525), marchese di Pescara, conte di Loreto e Castellano dell'isola d'Ischia, sposò Vittoria Colonna figlia di Fabrizio e Agnese di Montefeltro, che anch'ella acquisì il titolo di marchesa di Pescara. Ferrante fu valente combattente, nel 1512 combatté presso la battaglia di Ravenna contro i francesi, nel 1513 partecipò alla campagna in Lombardia conquistando Voghera, nello stesso anno a Vicenza mise in fuga i veneziani. Nel 1521 dividendo il comando con Prospero Colonna, assediò Milano, Como, Lodi. Dopo essersi distinto nel 1525 nella battaglia di Pavia, divenne generale dell'armata imperiale di Carlo V di Spagna, travolse i francesi facendo prigioniero il re Francesco I, che dovette cedere Milano, Napoli, Genova e le Fiandre. Morto di tisi nel 1525 a Milano, le sue spoglie insieme a quelle di Vittoria Colonna, furono traslate a Napoli a San Domenico Maggiore.

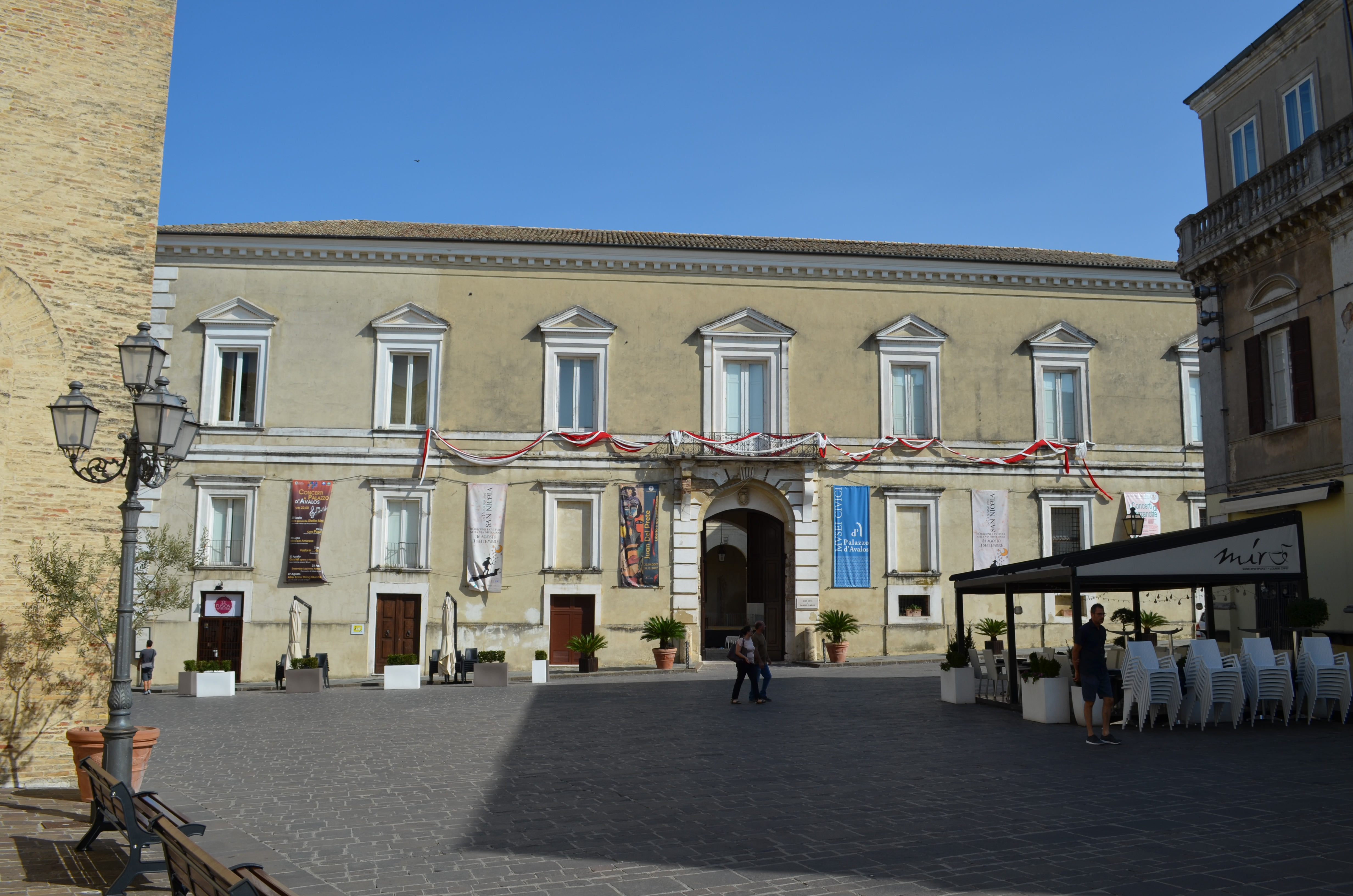
Prospettiva del Palazzo d'Avalos

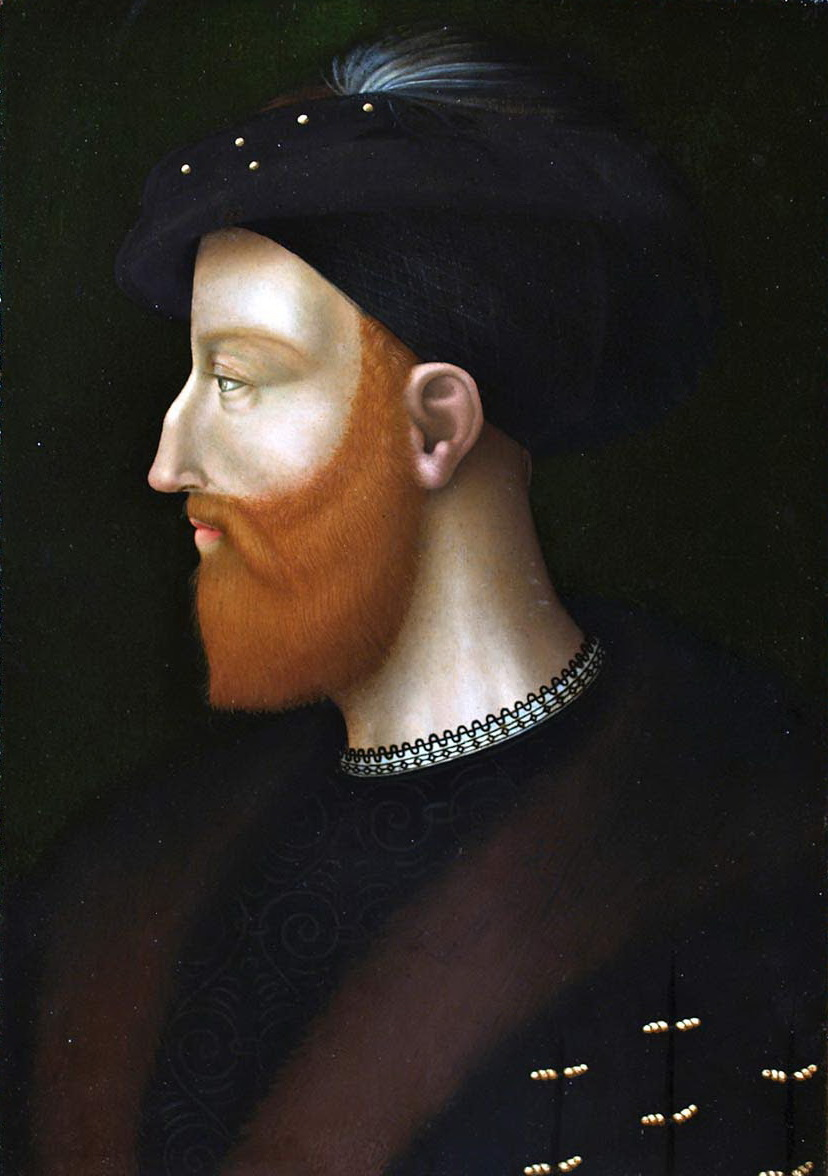
Francesco Ferrante d'Avalos

Nel governo di Vasto seguì Alfonso d'Avalos (1502-1546), cugino di Ferrante, marchese della città, alla morte di Innico II, partecipò alla battaglia di Pavia, divenne generale di Carlo V, e comandò le truppe nell'assedio di Tunisi. nel 1531 fu nominato cavaliere del Toson d'Oro, fu governatore di Milano nel 1538, e sposò donna Maria d'Aragona.
Il figlio Francesco Ferdinando (1530-1571) marchese del Vasto e di Pescara, nel 1536 fu nominato Gran Camerlengo del Regno di Napoli, nel 1556 fu nominato comandante dell'esercito spagnolo in Lombardia e Piemonte, nel 1560 governatore di Milano e nel 1568 viceré di Sicilia, partecipando come ambasciatore del re Filippo II di Spagna al Concilio di Trento (1545) insieme al cardinale Girolamo Seripando vescovo di Salerno, venendo ricompensato con la "sacra spina" della corona di Cristo, custodita nella chiesa di Santa Maria Maggiore a Vasto.
Un figlio di Alfonso, Giovanni d'Avalos, (morto nel 1638) nel 1585 fece costruire l'eremo di San Salvatore a Napoli. Con Andrea d'Avalos (1615-1708), un ramo della famiglia spostò i propri interessi sempre di più verso Napoli, imparentandosi con le altre casate degli Acquaviva, Caracciolo, Carafa, Colonna, Piccolomini, De Guevara, Di Sangro, Sanseverino. Andrea partecipò alla congiura contro Innico Velez de Guevara y Taxis (1648-1653) e venne arrestato. Altro personaggio importante di Vasto fu don Cesare Michelangelo d'Avalos (1667-1729), insignito dell'onorificenza del Toson d'Oro e nel 1704 decorato dall'imperatore Leopoldo I d'Asburgo col titolo di Principe del Sacro Romano Impero.

### Dall'assalto turco del 1566 all'attacco dei banditi
La città di Vasto come si presenta oggi, in larga parte, è frutto di una corposa ricostruzione del centro dopo il tremendo assalto turco del 1 agosto 1566, con le truppe comandate dal pirata Piyale Paşa. Spedito sulla costa adriatica da Solimano il Magnifico a saccheggiare le città, nel luglio Piyale Paşa si fermò a Pescara, distrusse Francavilla, Miglianico, Ortona, Fossacesia, Casalbordino, arrivando a Vasto, e spingendosi sino a Manfredonia. Gli abitanti della città abbandonarono le case, rifugiandosi dentro le mura, fronteggiando l'attacco proveniente da nord (Torre Diomede) con lanci di pietre e olio bollente. Vennero erette barricate nel rione Santa Maria Maggiore contando sulla strettezza delle viuzze per ostacolare l'avanzata, sprangando Porta Catena.
I turchi tuttavia riuscirono ad entrare da Porta Castello e Porta Catena, incendiando la città e catturando molti uomini che vennero venduti come schiavi: vennero bruciati il convento di Sant'Agostino, distrutta la chiesa di Santa Maria in Valle (area dell'Agrella) sotto la chiesa convento di Santa Lucia, poi anche le chiese di San Francesco, San Pietro e dell'ospedale dell'Annunziata vennero incendiate, insieme al Palazzo d'Avalos, mentre il castello Caldoresco riuscì a resistere grazie alle bocche da fuoco.

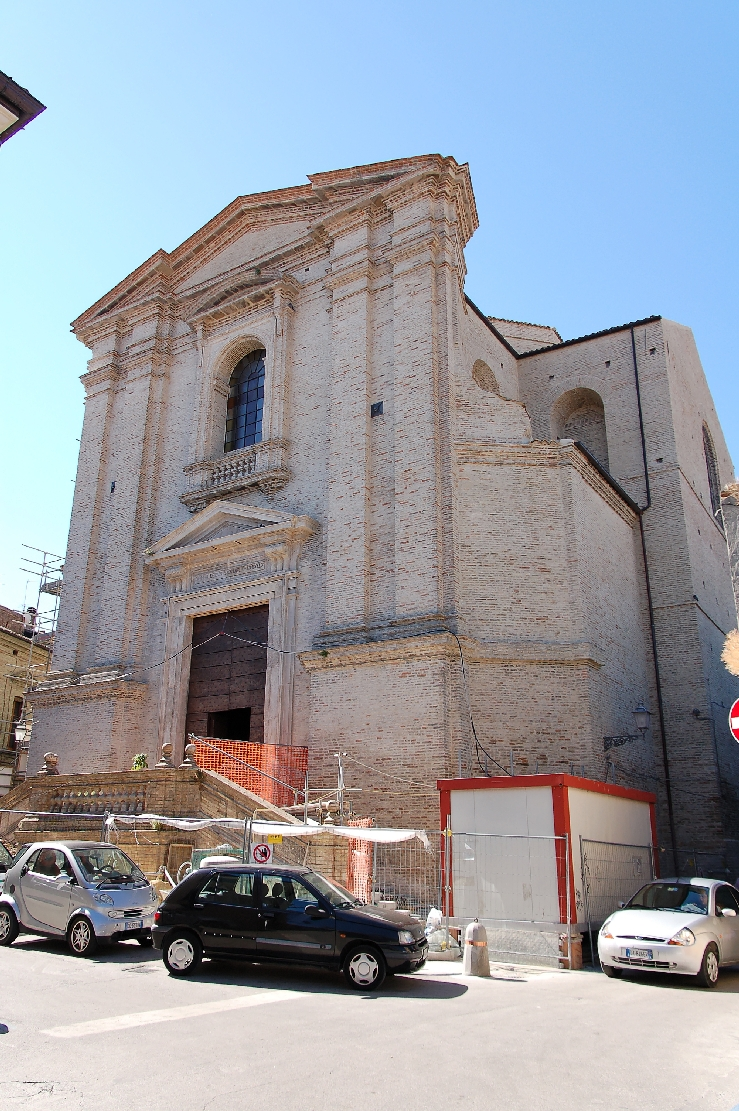
La chiesa del Carmine

La gente scappò anche nei paesi vicini di Cupello e Monteodorisio, che ugualmente vennero saccheggiate poiché vicine alla costa, il porto di Punta Penna fu distrutto, i pirati risalirono il fiume Sinello compiendo altri saccheggi nell'entroterra, incendiarono il convento di Sant'Onofrio fuori Vasto. Tentando un nuovo assalto dal Muro delle Lame, dopo essere ridiscesi dal fiume Sinello, i turchi preferirono andare oltre per la numerosa folla schieratasi minacciosa lungo il costone, e assediarono San Salvo. I turchi riuscirono a prendere Vasto evitando il sistema fortificato di prevenzione voluto da Carlo V, e messo in pratica dal viceré Fernando Afán de Ribera, duca di Alcalá, mediante costruzioni di piccole torri di guardia sui promontori costieri, a piccola distanza l'una dall'altra, partendo da Martinsicuro (TE), fino a Santa Maria di Leuca nel Salento pugliese, sempre nell'ambito di questo progetto difensivo, nel punto di congiuntura fluviale dei due Abruzzi, a Pescara era stata eretta nel 1510 la monumentale fortezza trapezoidale a cinque grandi bastioni lanceolati.
Le torri del territorio vastese oggi sono quasi tutte scomparse, ad eccezione della torre di Punta Penna presso il porto, e in tutto erano Torre Sinello, Torre del Trigno (San Salvo). Le altre torri rifatte nell'epoca spagnola sono Torre Diomede o di Santo Spirito, Torre Diamante, le scomparse Torre Mozza e Torre Moschetta, presso l'area di Piazza Marconi e la discesa della Loggia Amblingh, demolite nell'800.

### La costruzione della Congrega del Carmine dei Padri Lucchesi
Ricostruita la città del Vasto, come la si vede oggi, essa presenta in determinate aree (soprattutto Piazza Barbacani, via Crispi-via Roma, Piazza San Pietro), delle case popolari di pescatori caratterizzate dalla cornice superiore con architrave triangolare, divise da cornice marcapiano in due piani molto semplici. Gli altri palazzi signorili, come quelli Marchesani, Mayo e Genova-Rulli, vennero rifatti nel XVIII secolo, seguendo lo stile barocco, insieme a gran parte delle chiese, dato che nessuna chiesa vastese del centro storico oggi mostra un interno risalente al Medioevo. Nemmeno l'interno del Duomo può considerarsi tale poiché si tratta di un rifacimento neogotico del primo Novecento.
Nell'opera di ricostruzione della città, è importante ricordare il complesso della chiesa della Madonna del Carmine dei Padri Lucchesi. La chiesa venne eretta nel 1638 dopo la demolizione del "Fornorosso", creando il Largo del Carmine (anticamente Largo del Forno) e della chiesa di San Nicola di Mira o degli Schiavoni. Questa chiesetta esisteva circa dal XIV secolo, eretta dalle popolazioni slave emigrate sulle coste abruzzesi e molisane, e per mezzo dell'esistenza di questa chiesa si suppose, poiché il Marchesani riportò un falso documento storico, la presenza di questa minoranza anche a Vasto, essendo città commerciale in contatto con i principali porti del Regno di Napoli, avente rapporti anche con Venezia e Ancona. La chiesa di San Nicola esisteva con datazione certa nel 1362, nel 1522 un documento contava 50 famiglie di "slavi". Secondo Marchesani gli schiavoni fecero donazione alla confraternita del Carmelo per edificare un nuovo tempio; la nuova chiesa venne eretta a forma di croce greca, lunga 92 palmi e larga 59, con cinque cappelle laterali, e l'altare maggiore dedicata alla Beata Vergine Maria del Monte Carmelo.
L'architetto fu Mario Gioffredo, che realizzò il progetto definitivo nel 1738 con il supporto finanziario dei marchesi d'Avalos: don Diego, don Cesare Michelangelo e sua moglie Ippolita d'Avalos, e terminarono nel 1766. Nel sito c'erano la chiesa e il monastero retrostante, con la sede dei Chierici Regolari della Madre di Dio, che si insediarono nella città, compiendo la loro opera di educazione giovanile. Il convento rimase sempre aperto, anche durante le soppressioni francesi e piemontesi dell'Ottocento, fino ad ospitare la seconda sede vescovile dell'Arcidiocesi di Chieti-Vasto.
Sempre nel XVIII secolo a Vasto giunsero le spoglie di San Teodoro da Roma, accolte il 4 dicembre 1751, venendo portate dall'ingresso di Porta Nuova fino alla cappella a lui dedicata, divenendo il primo patrono ufficiale della città, prima di San Michele Arcangelo (1837). Nel libro della confraternita dell'Annunziata, redatto da Giovan Battista Sorge, si narra che il corpo era venerato ogni 22 aprile nella cappella, successivamente nel 1970 traslato in un altare privilegiato della chiesa del Carmine.

### Vasto durante la Repubblica (1799)

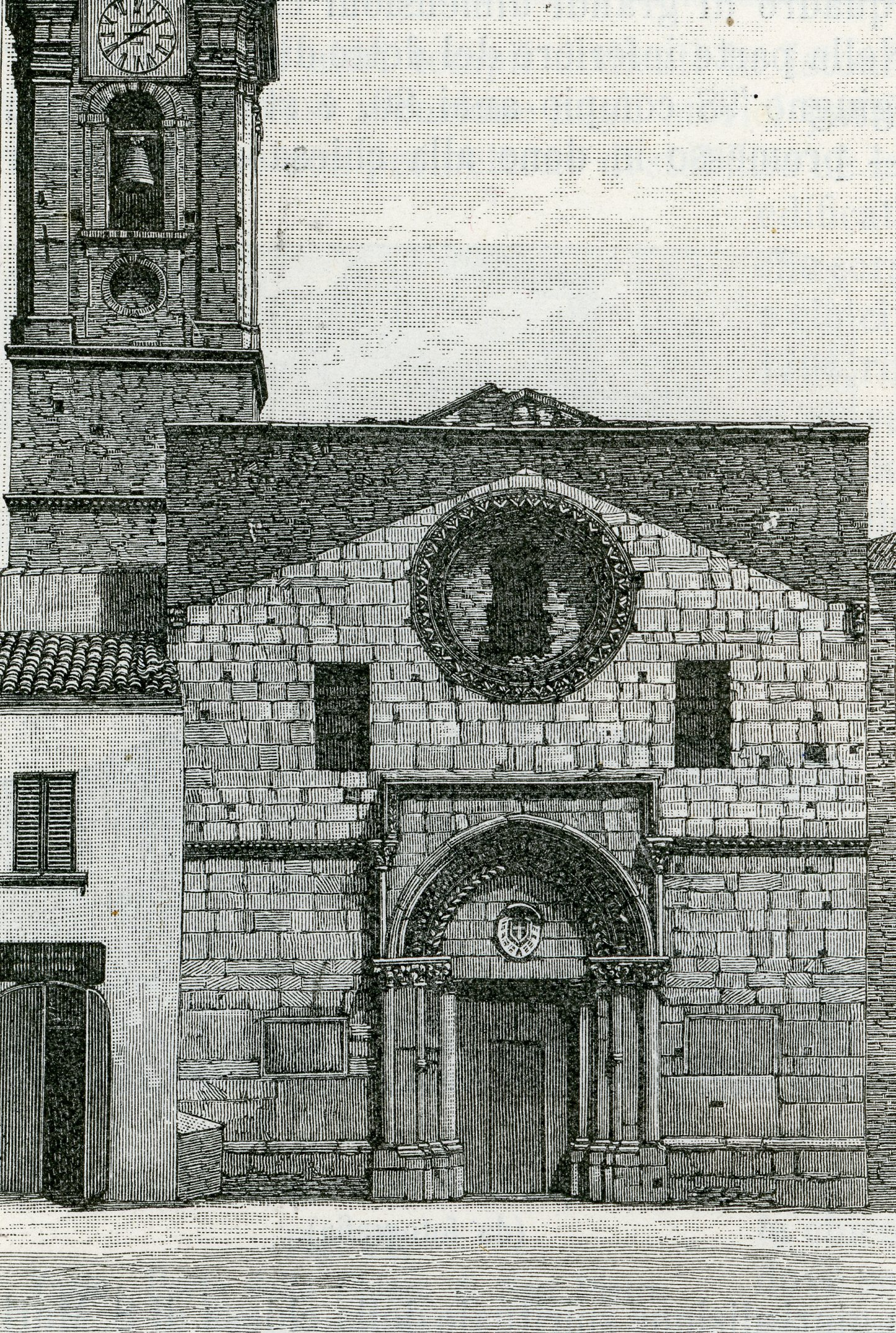
Il Duomo in un'incisione del 1899

Il centro storico di Vasto si trovò in fermento durante i moti rivoluzionari anti-borbonici del 1798-99, e venne messo in larga parte a ferro e fuoco dalla popolazione. Nel novembre 1798 il consiglio di Napoli decretò lo stato di guerra, e mandò le truppe al comando del generale Micheoux sul Tronto, all'Aquila e a Tagliacozzo, sbaragliando gli insorti repubblicani che parteggiavano per i "repubblicani" di Gioacchino Murat. Ferdinando IV di Borbone entrò a Roma dove era stata proclamata la repubblica, costringendo papa Pio VII a recarsi prigioniero in Francia, ma il 29 novembre 1989 il generale Championnet sconfisse i napoletani, ricacciandoli oltre i confini del regno, mandando il generale Duhèsme a difendere l'Abruzzo da insurrezioni filo-borboniche. Il 20 dicembre conquistò la fortezza borbonica di Civitella del Tronto, dirigendosi alla piazzaforte di Pescara, che capitolò in breve tempo. Con il bando dell'8 dicembre, re Ferdinando di Borbone si rifugiava con i reali in Sicilia, sancendo di fatto la caduta temporanea del suo governo sul regno.
Proclamata la Repubblica Partenopea, la notizia fu accolta a Vasto da clamori e confusione generale, mentre i massimi esponenti politici: il barone Pasquale Genova, Levino Mayo, Antonio Tiberi, Arcangelo e Giuseppantonio De Pompeis, assoldarono in fretta e furia un'armata affidata al governatore Andrea Gaiulli per raggiungere Chieti, già presa dalle truppe francesi di Mounier, il quale prevenne l'azione vastese, ordinando di proclamare la repubblica giacobina. La notizia fu accolta dai vastesi con l'anarchia generale, i ceti più infimi della popolazione si abbandonarono alla rapina e al saccheggio della città, vennero assaltate le barche al porto provenienti da Pescara con i beni del re di Napoli: i capi rivoltosi erano Paolo Codagnone e Filippo Tambelli, reduci dal carcere di Napoli; i quali inviarono a Lanciano Francescantonio Ortensie, Floriano Pietrocola ed Epimenio Sacchetti quali deputati del popolo, con l'incarico di conferire col generale Mounier, costoro infatti vennero nominati municipalisti di Vasto, ad eccezione del Sacchetti, riconosciuto come ergastolano evaso da napoli, e sostituito con Romualdo Celano.
Il 5 gennaio a Vasto vennero dichiarati caduti tutti gli incarichi ed i privilegi reali, sostituiti con altri e con l'obbligo di fregiarsi della coccarda tricolore, vennero ammassati vettovagliamenti per le truppe francesi che dovevano transitare per Vasto, fissando il quartier generale a Palazzo d'Avalos, il cui proprietario don Tommaso fu costretto, il 21 dicembre, a raggiungere Ferdinando IV a Palermo. Gli stemmi borbonici a palazzo vennero abbattuti, e in Piazza Rossetti piantato l'albero della libertà e della Repubblica. L'agente del Marchese d'Avalos: Vincenzo Mayo, litigando con i municipalisti appena nominati: Codagnone e Tambelli, recatisi a Pescara per conferire col generale Mounier, furono costretti ad approdare all'improvviso al porto di Ortona, dove vennero trucidati dal popolo in fermento. La notizia fu portata in città da un servitore di Codagnone il 2 febbraio 1799, e i vastesi della guarnigione repubblicana iniziarono ad ammutinarsi: erano composti principalmente da avanzi di galera e vari scalzacani della peggior specie, che si abbandonarono al saccheggio della città, profanando chiese e tombe per rubare gli oggetti preziosi. Il sacco della città durò 25 giorni, testimoniato anche dal giovane poeta (allora sedicenne) Gabriele Rossetti nelle sue Memorie, vennero incendiati gli archivi per distruggere le documentazioni e le rendite dei proprietari sulle loro terre, fu assaltato il palazzo marchesale, le chiese di Santa Maria Maggiore, Sant'Agostino e San Pietro. Oltre al fatto che molte donne vennero violentate davanti ai mariti, nell'orda di ferocia morirono Tommaso Lemme, Epimenio Sacchetti, Alfonso Bacchetta, mentre il Barone Genova-Rulli, Francesco Maria Marchesani, Leopoldo Cieri e Venceslao Mayo venivano eletti generali della città per garantire l'ordine.
Durante questi giorni venne arrestato anche il giovane studente di giurisprudenza Giovanni Barbarotta (a cui è intitolata la piazza del castello), che avrebbe gridato Morte al Giacobino!, e condannato a morte, ma salvato in extremis dall'arringa di un popolano, e proclamato capo del governo rivoluzionario di Vasto.

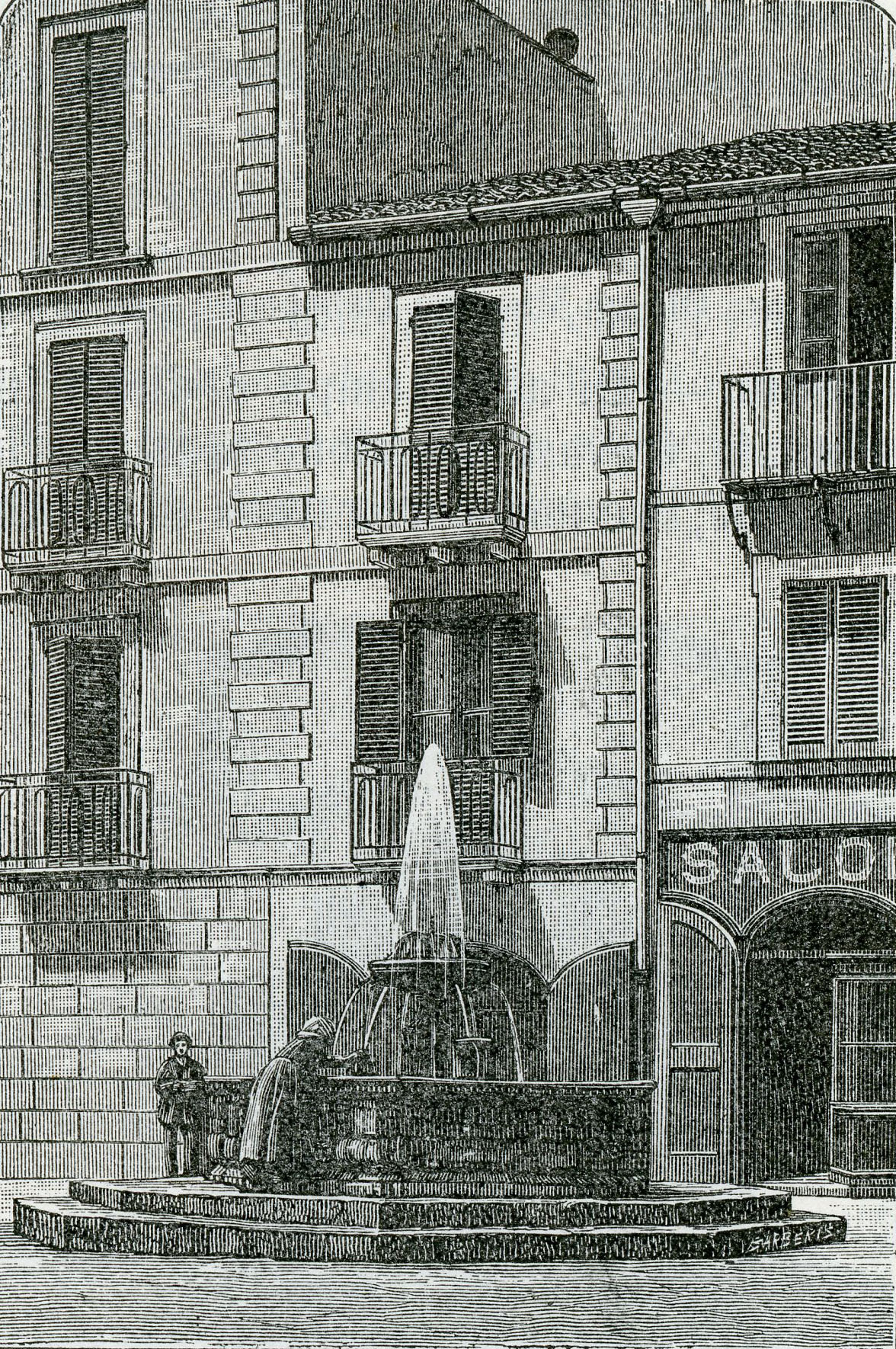
Fontana monumentale in Largo L.V. Pudente (1899), oggi in Piazza Barbacani

Il 6 gennaio 1799 intanto i municipalisti Pietrocola e Ortensio, fuggiti da Vasto, vennero catturati a Casalbordino e ricondotti in città per essere fucilati, presso Porta Castello, denudati e decapitati, lasciati alle intemperie per almeno un mese, fino alla sepoltura il 2 marzo, onde evitare contadi, grazie all'intervento del generale Louis François Coutard. Le rapine continuavano, e vennero saccheggiati i vicini centri di San Buono, Gissi, Dogliola, Lentella; il popolo in rivolta mirò anche a perseguitare i prelati, rinchiusi nel Palazzo del Collegio del Carmine, circondato di sterpaglie per essere dato alle fiamme, ma per fortuna tale supplizio fu risparmiato dall'intervento di Nicola Marchesani, deputato del popolo, promettendo l'indulto popolare da parte del generale Coutard per i delitti commessi.
Il perdono venne accordato, meno ai municipalisti Mayo, Genova-Rulli, Marchesani e Cieri, accusati come fautori della rivolta; e così il 12 febbraio 1799, senza una guardia civica abbastanza resistente, il popolo tornò al saccheggio, quel giorno venne assaltata l'abitazione dell'arciprete di Santa Maria Maggiore: Serafino Monacelli, divelta la porta del convento di Santo Spirito, fracassate due tombe di pietra per cercarvi oro; l'arciprete veniva arrestato, deriso e insultato, costretto a fare il giro della città tre volte sotto gli scherni, e infine costretto a sposare al convento di Santo Spirito 9 dei rivoluzionari con delle prostitute, senza alcuna formalità religiosa. In seguito a questo matrimonio, alcuni ribelli pretesero di sposarsi con altre donne, mentre i nobili della città, rinchiusi nelle celle del Collegio dei Padri Lucchesi, venivano condannati alla fucilazione, salvati ancora una volta dalla perorazione di Giovanni Barbarotta, il quale convinse i rivoltosi a trasportare i letti del collegio nella chiesa di San Francesco da Paola.
Dentro i letti v'erano nascoste le armi per i prigionieri per poter fronteggiare la rivolta; il 19 febbraio la folla tentò l'assalto al palazzo del Collegio per acciuffare Raffaele De Luca, rifugiatosi ivi dopo il saccheggio della sua casa, il quale venne salvato dall'ostinazione del prelato Padre Bruni, che sparò colpi di fucile contro i popolani. Nel frattempo si componeva l'organo municipale di Vasto, con governatori il Barone Alessandro Muzii, Nicolantonio Cardone, Francesco Bucci, Giovanni Barbarotta supplente, poi Carlo De Nardis, Nicola Ricci, Arcangelo De Pompeis come capitano della guardia; mentre i deputati del popolo furono Agostino De Guglielmo, Francescantonio e Felice Antonio Rossi, Giovanni Forte, Nicola Marchesani. Ricostituitasi la guardia nazionale civica, il generale Coutard per ristabilire l'ordine pretese da Vasto il pagamento di 2.000 ducati per riparazione e contribuzione, più altri denari per i suoi segretari e per la truppa, più inoltre 5.000 ducati per risparmiare dalla fucilazione gli accusati Mayo, Genova-Rulli, Marchesani e Cieri; infine elesse capo della municipalità Filotesio Mayo, con altri componenti diversi dagli eletti del popolo.
In seguito fu composto un tribunale per la condanna del "mese di saccheggio" della città, e vennero emesse le condanne dei rivoltosi macchiatisi di furto e omicidio: in tutto 26 responsabili, fucilati presso la Torre di Bassano. Il Coutard fece ritorno a Lanciano con 800 soldati, lasciando in città il comandante Larieu, che acquartierò la guarnigione a Palazzo d'Avalos; il comandante abusò della folla ignorante che non s'intendeva di armi, e compì alcune esecuzioni sommarie prevaricando la legge, sicché Coutard fu richiamato in città, concedendo il perdono, mentre Larieu minacciò per ripicca la Municipalità di compiere una carneficina. Il 18 marzo il tutto si risolse con la fucilazione di alcuni prigionieri vastesi fatti sfilare per la città verso Serracapriola, mentre altri rinchiusi a Foggia.
Il 20 aprile 1799 passò in città una colonna francese della Legione Napoletana capitana dal Marchese Ettore Carafa, a cui la Municipalità chiese di ammettere nella guardia alcuni ergastolani vastesi, e in città venne lasciato il nuovo comandante Ghilm. In maggio il comandante Giuseppe Pronio, sotto l'osservazione di Ferdinando IV di Borbone, iniziò a provocare moti insurrezionali filo-borbonici a Sulmona, Chieti e L'Aquila, e la notizia raggiunse anche la città di Vasto, dove però il commissario lancianese Nicola Neri stroncò possibili insurrezioni anti-francesi, eliminando la guardia civica. Tuttavia il Pronio dopo aver preso Lanciano, si diresse anche a Vasto, cingendola d'assedio il 28 marzo, accampandosi sulla Piana d'Aragona. Nicola Neri fece arrestare la Municipalità temendo tradimenti. Il commissario Neri aveva solo 1.00 uomini contro i 4.000 di Pronio, e oppose valida resistenza sino a notte, quando scappò dalla città, mentre alcuni disertori che cercavano la fuga dal Muro delle Lame, vennero acciuffati, tra questi Francescantonio Rossi, fatto prigioniero da Giuseppe Pronio e ucciso con la decapitazione, la sua testa fu inchiodata al muro del convento dei Cappuccini dell SS. Vergine Incoronata, presso il cimitero.

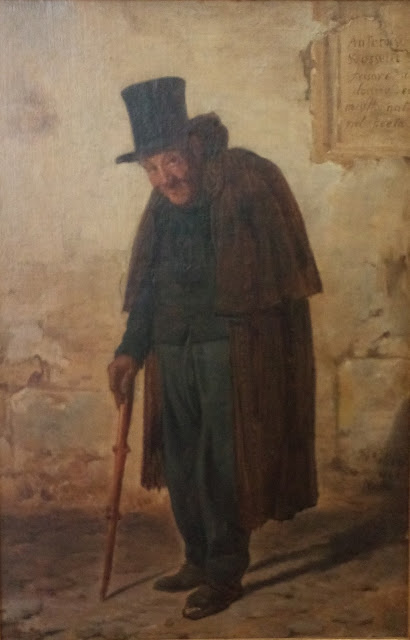
Dipinto ritraente Antonio Rossetti, ad opera di Filippo Palizzi (1848), conservato nella galleria civica di Palazzo d'Avalos

Il 19 maggio durante la processione del Sacramento, la folla arrivò al campo dove stanziava Giuseppe Pronio, formalizzando i patti per la capitolazione, per poi ritornare alla chiesa di Sant'Agostino. Occupata la città, il 20 maggio fu firmata la capitolazione nel convento di Sant'Onofrio alla presenza di Pronio, con lo sversamento di 1.400 doppie, in gran parte elargite dal conte Venceslao Mayo. Il nuovo governatore di Vasto sotto il regno di Ferdinando I delle Due Sicilie fu Giovan Battista Crisci.

### Le frane, modifiche dell'Ottocento
Durante il periodo murattiano, Giuseppe Nicola Durini di Chieti venne inviato a Vasto nel 1811 come consigliere dell'Intendenza, rimanendoci sino al 1820. Nel 1814 la città fu assediata da 7 bande di briganti, nel 1816 subì una grave frana presso Porta Palazzo e sul promontorio di San Michele, e nel 1817 un'epidemia di colera flagellò la popolazione. L'attacco dei briganti (molti dei quali delle Puglia e del Molise) avvenne il 12 e il 13 aprile 1814, che cinsero d'assedio le mura presso Torre Diomede. La banda era capeggiata da Pasquale Quici di Trivento, Pasquale Preside, che bruciò la caserma di gendarmeria, uccidendo le mogli e i figli dei gendarmi. Il barone Durini arringò la folla, convincendola a prendere le armi contro gli assalitori, sprangando le porte della città, asserragliandosi sui bastioni del castello, rispondendo con le bocche di fuoco all'assedio.

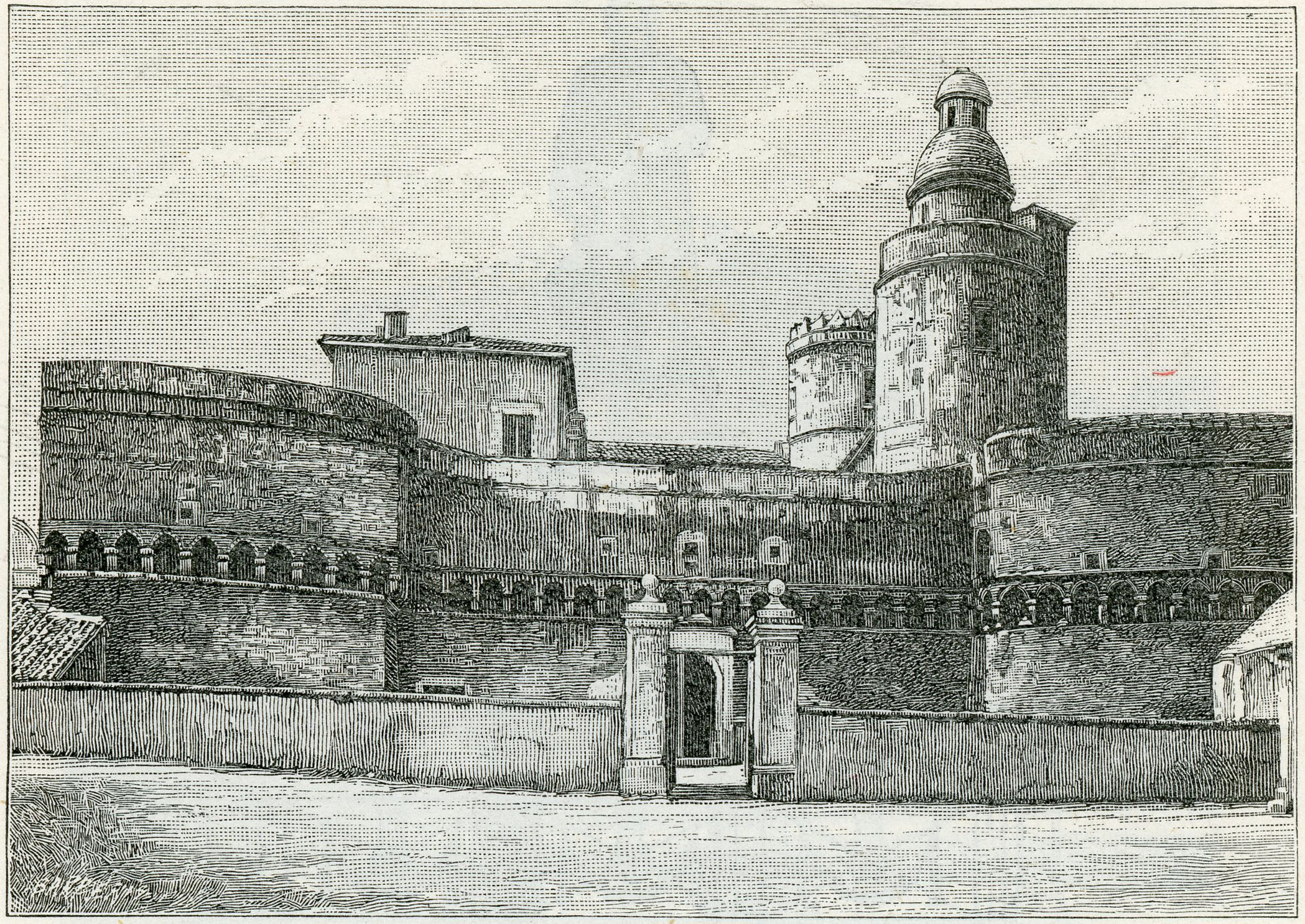
Il Castello Caldora in un'incisione ottocentesca

I briganti retrocessero, provando un nuovo assalto verso la torre di Santo Spirito, rifugiatisi nella cappella di San Giacomo. Il barone Diomede appostò dei tiratori su Torre Diamante, proprio dirimpetto la cappella, sparando raffiche a ogni tentativo di fuga, finché non indietreggiarono verso torre Santo Spirito. Furono messi in fuga 2.000 briganti, anche se l'attacco provocò ingenti danni alla città: fu distrutto il palo del telegrafo presso Piano d'Aragona, che venne poi spostato sopra la Torre di Bassano, fu danneggiato l'acquedotto della Fontana d'Avalos presso il sagrato del Duomo, furono sequestrate le merci portate via terra alla città, fu divelto l'organo a canne del monastero di Sant'Onofrio e fuso per farci le palle dell'archibugio.
Il sindaco Pietro Muzii il 24 aprile offerse la cittadinanza onoraria al Durini, e venne coniato un medaglione con l'effigie baronale, realizzato da Florindo Naglieri.

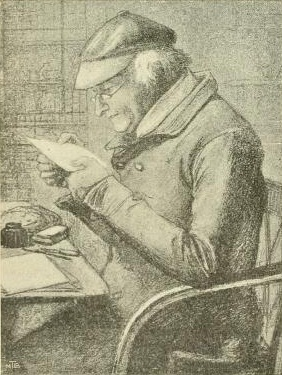
Ritratto di Gabriele Rossetti

In questi anni visse in città anche il poeta Gabriele Rossetti, nato nel 1783. Educato agli studi classici e all'esegesi dei testi danteschi, durante il governo di Gioacchino Murat nel 1798-99 egli sperimentò le violenze degli insorti repubblicani, vedendo con i proprie occhi la barbarie della repubblica Vastese. Avendo studiato a Napoli, Rossetti scrisse opere di stampo anacreontico e libretti per il teatro San Carlo. Le sue poesia di stampo liberale nel 1820 gli costarono l'esilio da parte del re Ferdinando II delle Due Sicilie, ma Rossetti nelle sue Memorie ricorderà per sempre la piccola cittadina adriatica.

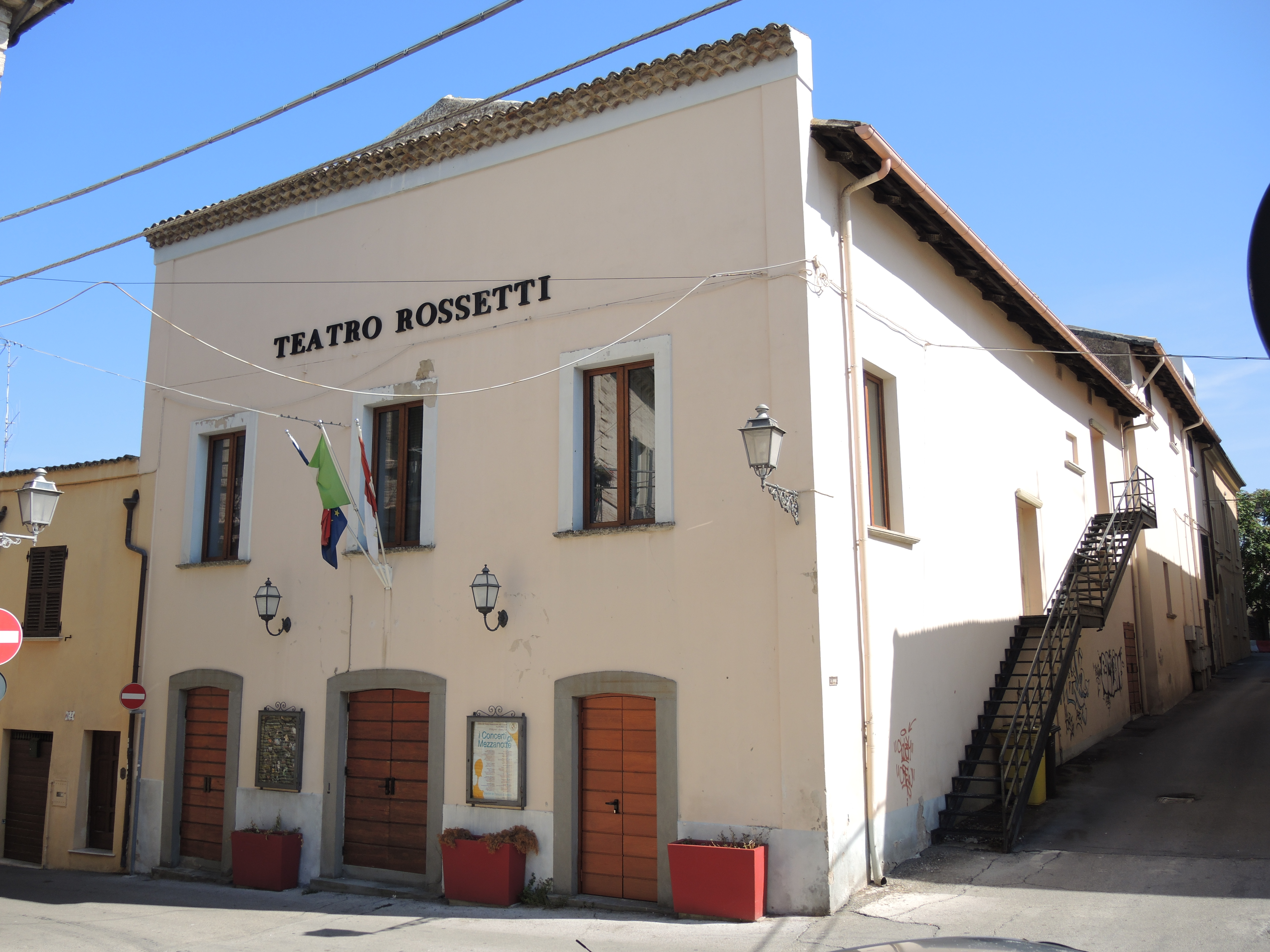
Veduta del teatro G. Rossetti

Nel 1816 la città fu interessata da un'importante frana che danneggiò il costone di Piazza del Popolo, Porta Palazzo e il promontorio di San Michele. Il canonico Florindo Muzii sostenne che il movimento franoso verso il mare fu causato dalla dispersione delle acque degli acquedotti romani ormai da anni danneggiati e rotti in più punti. I movimenti franosi iniziarono il 1 aprile, venne inghiottito l'accesso di Porta Palazzo, una porzione del palazzo d'Avalos con i giardini alla napoletana, e vennero persi numerosi olivi che crescevano appena dosso il muro. Secondo Erasmo Colapietro che pubblicò una relazione nel 1817, la frana fu causata dalle numerose nevicate e dalle piogge, e l'acqua in sovrabbondanza non fu contenuta dai punti rotti dell'acquedotto romano Murello. Il barone Durini ordino l'evacuazione delle case a rischio, anche nella parte della loggia Amblingh nel rione Santa Maria Maggiore; tra le perdite ci furono delle case civili, il deposito del sale, la cappella di San Leonardo presso contrada Tre Segni, e la cappella della Madonna della Neve, che sorgeva presso la chiesa della Madonna delle Grazie.
La balconata con loggiato del Palazzo d'Avalos che conduceva sino alla chiesa di Sant'Antonio di Padova rovinò a mare, ma gli interventi tecnici non risolsero il problema di modificare l'antico impianto idrico con uno più moderno, tamponando solo i punti più critici, come i lavori del 1892, quando venne rinforzato il Muro delle Lame, venne creata una muraglia spessa 60 cm., senza fondazioni solide, dimodoché nel 1956 le nuove piogge provocheranno la grande frana.
Nel biennio 1818-19 venne recuperato anche ciò che restava del convento di Santo Spirito da anni in rovina, con la trasformazione in regio teatro civico, dedicato a San Ferdinando in onore di Ferdinando I delle Due Sicilie, venuto in visita nella città. Il chiostro del monastero divenne carcere, mentre il teatro veniva inaugurato il 30 maggio 1819, anche se incompleto, con progetto esterno di Taddeo Salvini, uno dei costruttori ufficiali di teatro nell'Abruzzo Citeriore. Il teatro di Vasto fu il secondo nella provincia dopo il teatro Marrucino di Chieti; nel 1830 l'apparato in legno fu realizzato da Nicola Maria Pietrocola con l'aiuto del maestro Pasquale Monacelli, venendo terminato nel 1832. Il sipario fu abbellito con il dipinto del poeta Lucio Valerio Pudente incoronato con l'alloro sul Campidoglio, opera del Franceschini su disegno di Nicola De Laurentiis. Nel 1860 il teatro cambiò la denominazione in quella attuale.

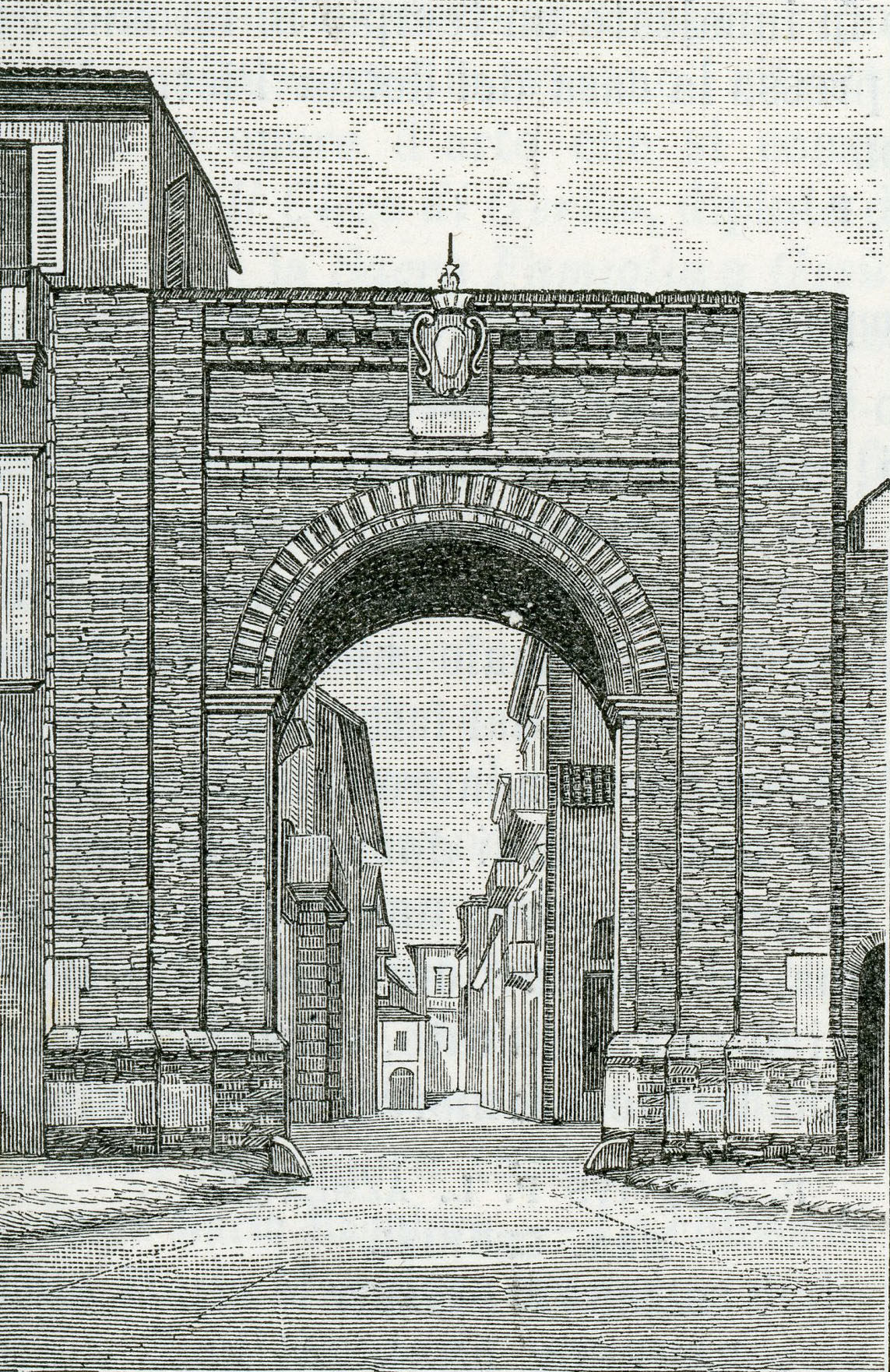
Porta Nuova

Nel 1837 Vasto fu colpita da una nuova epidemia, stavolta il colera. Nel luglio 1805 con il grave terremoto del Matese, che distrusse metà del Molise insieme alla provincia di Benevento, le scosse telluriche arrivarono sino a Vasto, non causando però danni, e i cittadini si appellarono a San Michele. Tra il 1817 e il '18 l'epidemia di colera uccise 2.500 cittadini. Mentre la chiesa era in preghiera nella cattedrale dove era esposta la statua del santo, venne richiesta la nomina di patrono della città, e nel 1827 venne formulata la richiesta ufficiale al pontefice Leone XII. Le richieste aumentarono quando nel 1836 il colera, il cui focolaio primo iniziò a Rodi, con delle navi mercantili si diffuse prima a Termoli e poi per la costa vastese. La popolazione si appellò nuovamente alla protezione dell'arcangelo Michele, e venne coniato anche un medaglione speciale il 31 dicembre dell'anno.
Nel luglio 1837 il colera infestò le comunità molisane di Portocannone e Ururi, e la statua del santo a Vasto venne fatta sfilare, sino all'altura dove sorge la cappella attuale. Il colera infestò le coste della città, ma non penetrò dentro le mura, sicché i cittadini fecero lavorare un nuovo elmo per la corazza da guerra del santo, e ricostruirono il santuario a pianta a croce greca in stile neoclassico, inaugurato nel 1852

### I rifacimenti durante il fascismo e la frana del 1956
Con l'avvento del fascismo, vennero messi in atto dei progetti di riqualificazione della città, che interessarono principalmente l'area appena fuori dalle mura di Piazza Cavour, che venne reintitolata a Gabriele Rossetti, con il monumento commemorativo del 1926. La piazza ellittica venne decorata da fontane, aiuole e quattro palme poste nei punti angolari, che fungevano da cortina di accesso alla nuova strada pubblica del Corso Italia, che avrebbe ospitato dei palazzi civili e pubblici, quali le Scuole elementari all'ingresso dal piazzale (una di queste conserva agli angoli ancora i fasci littori), il Politeama Ruzzi come cinematografo, le Poste e Telegrafi, sino all'accesso alla villa comunale, punto di accesso al promontorio di San Michele.
Altri interventi erano stati apportati alla città lungo via Cavour e Piazza Marconi, ricavata già nei primi anni del Novecento con la demolizione di una parte della cinta muraria, all'altezza di Torre Mozzata, che ostruiva l'ingresso alla Loggia Amblingh da sud. Nel 1933 venne distrutto il monastero di Santa Chiara, da vent'anni circa in abbandono, il che determinò una perdita grave del patrimonio ecclesiastico cittadino. Venne ampliata anche la frazione della Marina, con costruzioni civili e pubbliche per il turismo balneare, di cui si ricordano gli esempi del Villino Marchesani e della chiesa di Stella Maris.
Dopo alcuni danni causati dalla seconda guerra mondiale, sostanzialmente la distruzione di alcuni palazzi civili sul Corso Italia e sul Corso Garibaldi apportati dai tedeschi nell'ottobre 1943 per arrestare l'avanzata dell'VIII Armata di Montgomery, Vasto visse un periodo di tranquillità sino al ripresentarsi del problema cronico delle frane.

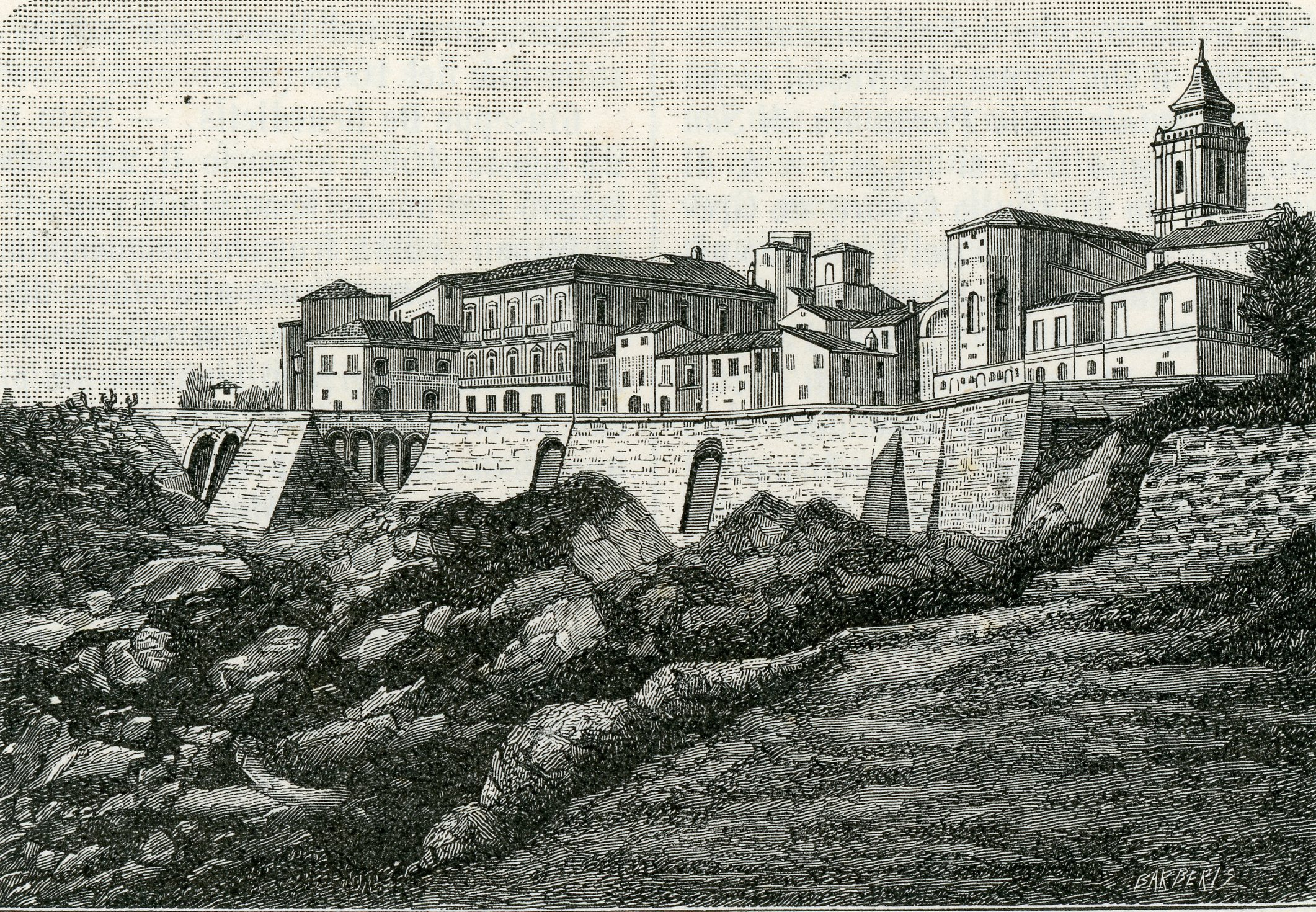
Incisione ottocentesca del muro delle Lame, con la chiesa di San Pietro e Palazzo Marchesani

La frana di Vasto fu uno degli eventi più tristi accaduti in Abruzzo nel secondo dopoguerra, che andò a colpire direttamente il centro storico cittadino, benché non ci siano stati né morti né feriti. A causa delle copiose piogge e nevicate, e le mancata manutenzione dell'antico e obsoleto sistema idrico e fognario del centro, già nel 1955 lungo l'attuale via Adriatica, iniziarono a comparire segni di cedimento del terreno, con le prime crepe sui palazzi. I tecnici del Genio Civile di Chieti elaborarono un piano d'emergenza, mentre il parroco di San Pietro don Romeo Rucci portava in processione per la città il pezzo del Sacro Legno della Croce, seguito dalla gente commossa, soprattutto gli abitanti delle case a rischio, in quanto consapevoli dell'imminente pericolo.
La mattina del 22 febbraio, mentre il parroco era indaffarato con le pratiche di un matrimonio, nel quartiere si udì un forte boato, e una quarantina di case si staccarono dalle fondamenta, insieme alle mura di cinta, franando a valle. Tuttavia le famiglie dei locali a rischio erano state già evacuate nella scuola elementare, in totale 117.

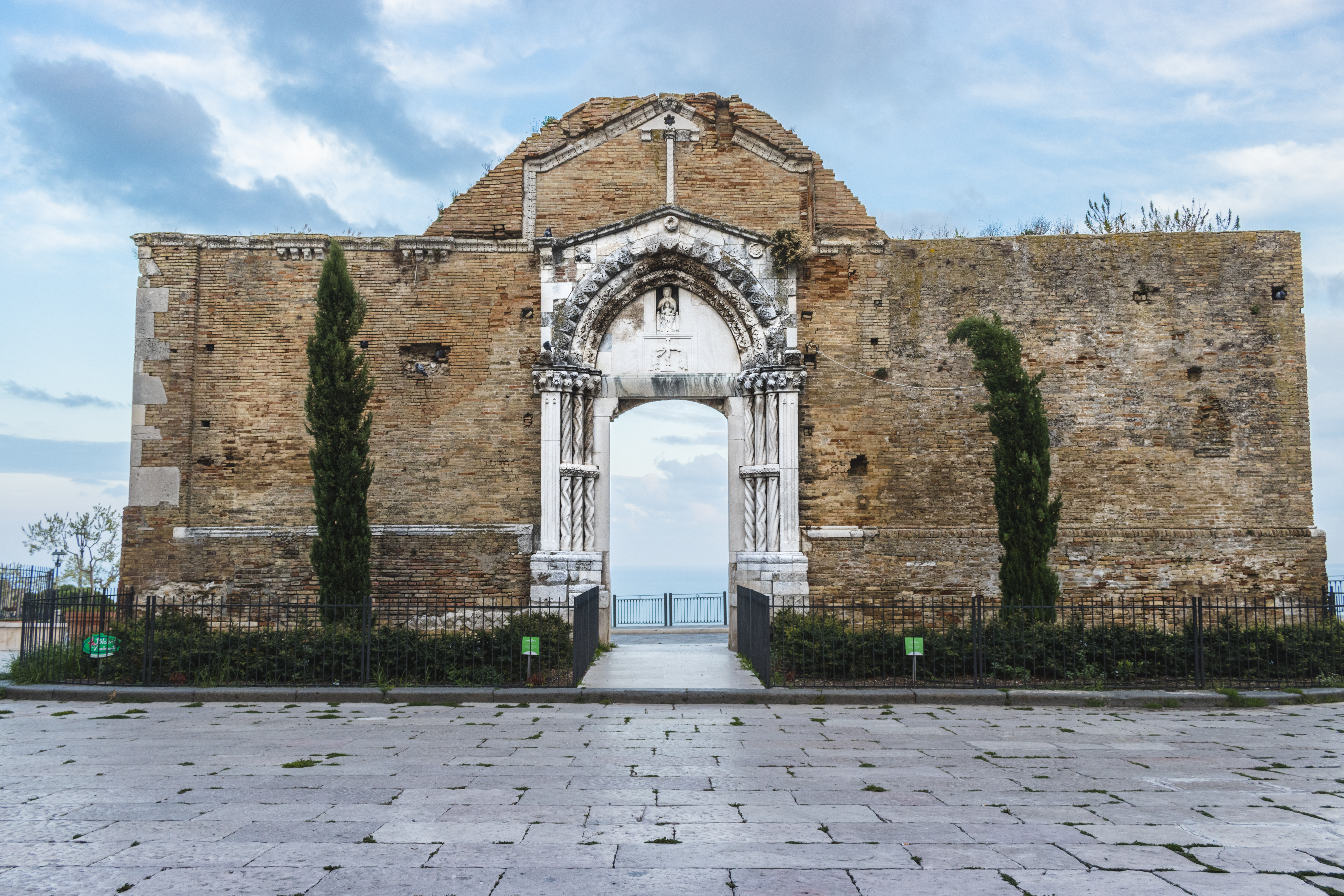
Facciata attuale della chiesa di San Pietro

L'onorevole Giuseppe Spataro, alla notizia dell'accaduto, si mise subito in contatto con la città per avviare le pratiche di sfollamento e alloggiamento della popolazione. I tecnici del Genio Civile analizzarono il terremo, e convennero sul fatto che la città mancava di un adeguato sistema idrico, soprattutto per la zona del centro, composta di terreno argilloso e tufaceo, facilmente saturo di acqua durante le piogge, e più volte storicamente soggetto a smottamenti. I lavori di messa in sicurezza e sfollamento della popolazione erano ancora in fieri, che il 29 agosto dello stesso anno una seconda frana, ancora peggiore della prima, colpì la zona del muro delle Lame. Il Palazzo Marchesani, dove stavano le poste, si spaccò in due, e insieme ad altre case rovinò verso il mare. Un'altra porzione di terreno cedette, lambendo l'abside della chiesa di San Pietro, che si trovò in bilico sul precipizio, a forte rischio crollo.
Per questo, nonostante le forti proteste della curia vescovile, e della popolazione, la storica chiesa parrocchia del quartiere venne sacrificata con la demolizione, lasciando solo la facciata gotica intatta. Benché l'emergenza sia stata affrontata con un consolidamento massiccio e studiato del muro delle Lame, una buona parte dello storico rione di Guasto d'Aimone andò perduto, di cui oggi la facciata della chiesa resta il simbolo.

### La ristrutturazione attuale
Vasto negli anni '90-2000, anche con la nascita dell'associazione culturale Terre del Trigno-Sinello, è stata interessata nel centro storico da un importante piano di recupero generale del patrimonio artistico. Vennero restaurate le principali chiese, ad accezione di quella di Sant'Antonio di Padova, i cui lavori di recupero sono stati richiesti nel 2018-19 dopo l'avvallamento del tetto, mentre il Palazzo d'Avalos veniva recuperato in gran parte, almeno la porzione contenente i Musei civici, poiché la parte volta a mare è ancora privata. Venne rinforzato il muro di contenimento dopo la semi-distruzione franosa del 2015. Ancora non recuperato risulta il Castello Caldora, in quanto residenza privata, e visitabile in minima parte. La parte della Loggia Amblingh invece è stata totalmente recuperata poiché con il belvedere costituisce l'elemento di attrazione principale per il turismo.

## Quartiere Guasto d'Aimone

### Chiese
- Cattedrale di San Giuseppe:

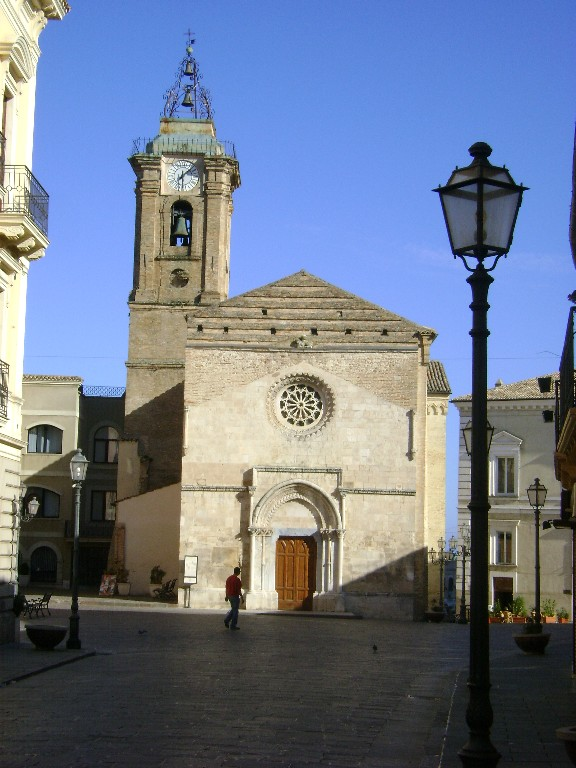
La cattedrale di San Giuseppe

Principale chiesa affacciata sul corso Diomede, risale al XIII secolo inizialmente dedicata a Santa Margherita, poi a Sant'Agostino con annesso convento. L'aspetto attuale è frutto di varie ricostruzioni, poiché la chiesa storica fu incendiata dai turchi nell'attacco a Vasto del 1566. La chiesa fu ricostruita in forme minori rispetto alla pianta originale. Dopo l'intitolazione definitiva a san Giuseppe nel 1808, la chiesa divenne prima collegiata e nel 1853 cattedrale. Nel 1893 si sono compiuti corposi lavori di ricostruzione interna in revival neogotico, con il successivo restauro della facciata trecentesca, unico elemento della costruzione antica. L'interno a navata unica con volte a crociera, è stato ricostruito da Francesco Benedetti. Di pregio si conserva un trittico ligneo di Michele Greco da Laverona (XVI secolo).
- Chiesa di Maria Santissima del Carmine

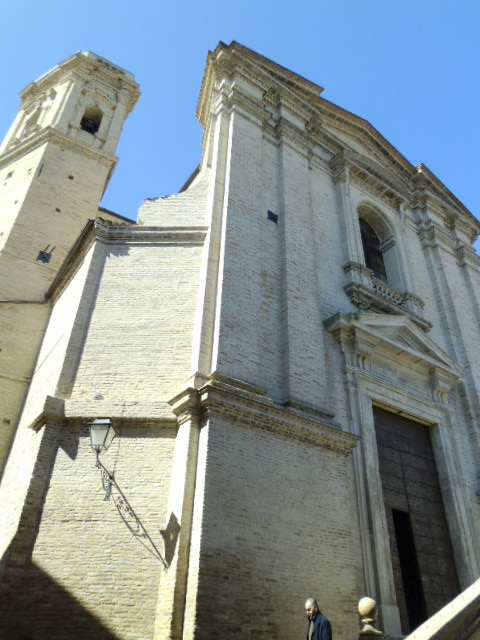
Chiesa di Maria Santissima del Carmine

Si trovava verso il confine delle mura, dove oggi si trova il palazzo della curia. La chiesa fu costruita nel 1761 su progetto di Mario Gioffredo, mostrando una pianta ellittica irregolare, poiché il braccio d'ingresso è più profondo; la cupola è visibile solo all'interno, pressoché spoglio dei classici stucchi barocchi, con scansioni a colonne con paraste corinzie in una navata sola. Le poche decorazioni sono di Michele Saccione del 1762, mentre il monumentale portale è di Giovanni Crisostomo Calvitto. La chiesa fu eretta sopra l'antica chiesa trecentesca di San Nicola degli Schiavoni, ed ospitò il Collegio della Confraternita del Carmine, che si occupò dal XVII secolo dell'educazione giovanile a Vasto.
- Chiesa di Sant'Antonio di Padova - Ex convento di San Francesco:

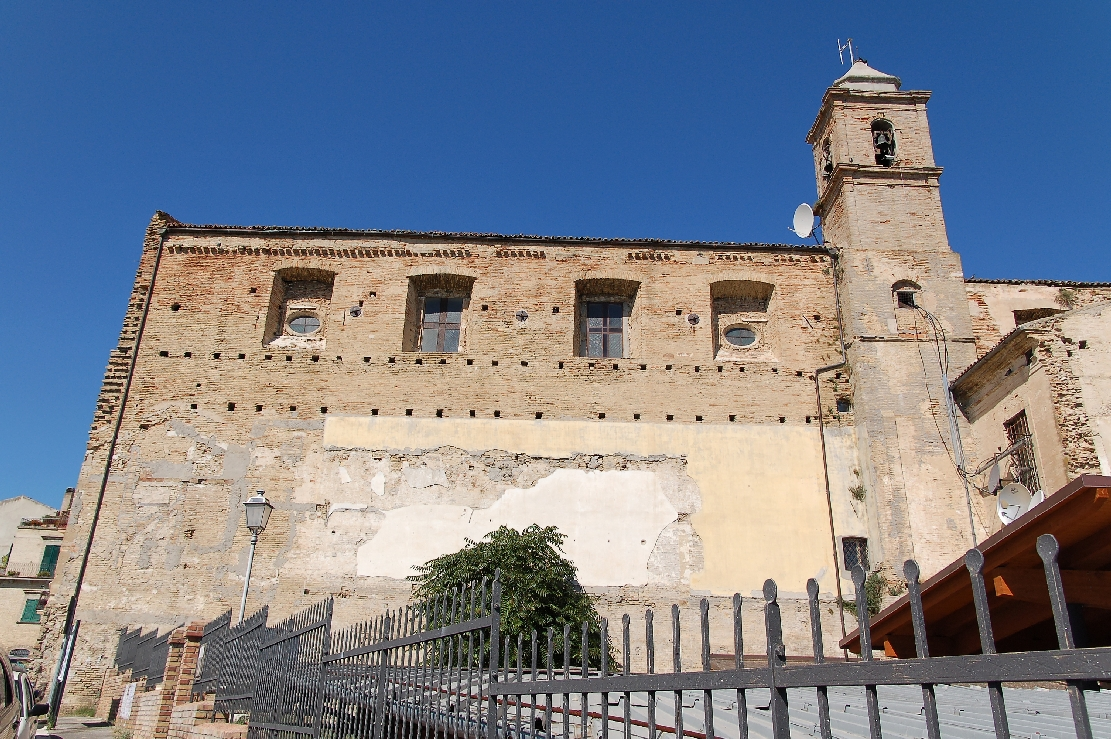
Fianco della chiesa di Sant'Antonio da Padova

Sita in Via Adriatica, di costruzione precedente al 1334. Il convento ha subìto la perdita delle strutture adibite ad abitazione dei monaci e di vari locali a loro pertinenti, tra cui: il dormitorio, il refettorio, le cucine, le cantine, i fondaci e il chiostro. All'interno ha subìto l'eliminazione della mensa degli altari negli anni settanta del XX secolo. Il convento sarebbe stato fondato al tempo di San Francesco se non dal santo stesso in persona. Giuseppe de Benedictis nel 1759 asserisce che i frati francescani si erano stanziati nella chiesa paleocristiana detta di santa Croce risalente al V-VI secolo di cui rimangono alcune vestigia delle mura della cantina.
Alcuni studiosi sono unanimi nell'asserire che comunque il convento era antecedente al Provinciale Vastutissimum di fra' Paolino da Venezia e Marchesani la ritiene già ultimata nel 1336 quando vi fu organizzato un Capitolo Provinciale, ma di certo l'organizzazione clericale doveva essere già ben istituita in quanto, una vedova, nel suo testamento volle lasciare la sua casa alla confraternita della Santissima Trinità de' Pellegrini o di Sant'Antonio da Padova per farne un ospedale. Notizie successive asseriscono che in un periodo compreso tra il 1271, periodo del suddetto testamento e la fine del XIII e gli inizi del XIV secolo la costruzione della nuova chiesa era già a buon punto. Lo storico locale Luigi Murolo asserisce che nel 1336 era già ultimata.
Tra il 1352 e il 1546 sono attestati alcuni piccoli lavori tra cui un rinnovamento della scuola dalle fondamenta del 1527, la costruzione di una cisterna e una richiesta ristrutturazione avvenuta tra il 1543 e il 1544. Al 1549 risalgono altri lasciti. Del 1551 sono i restauri della cappella della Concezione. Nel 1566 gli archivi del convento furono bruciati durante le incursioni dei turchi, verosimilmente anche parte del convento subì danni. Nella prima metà del XVIII secolo sono stati fatti degli ammodernamenti all'interno. In seguito alla soppressione nel 1809 degli ordini monastici possidenti di terre, il convento fu adibito ad usi pubblici fino al 1956. L'interno della chiesa è stato recentemente ridipinto. All'interno è conservato un crocifisso ligneo policromo attribuito a Giacomo Colombo.
- Chiesa dell'Addolorata o di San Francesco di Paola:

Si trova in Piazza Rossetti, nota anche come "chiesa dell'Addolorata". Le origini della chiesa risalgono al XV secolo, quando esisteva una cappella dedicata a Santa Maria de' Guarlati, dove si venerava un'icona miracolosa. Si racconta che Bellalta de Palatio, moglie di Notar Buccio di Alvappario, essendo malata, fece un voto alla Madonna di visitare le chiese di Vasto a piedi nudi se fosse guarita, ma a causa dell'aggravarsi della malattia, decise di essere sepolta nella cappella (1404). In seguito la chiesetta venne demolita per costruirci il Convento dei Paolotti, e la lastra tombale venne collocata sul muro occidentale della chiesa di Santa Maria Maggiore. Presso la nuova chiesa vennero costruite delle cappelle popolari dedicate alla Madonna dei Miracoli, a San Rocco, in ricordo della pestilenza.
Nel XVII secolo dal Generale dei Minimi di San Francesco di Paola fu inviato a Vasto frate Gregorio Valenti affinché fosse fondato un loro ordine, e dal 1604 iniziarono i lavori del nuovo monastero. La chiesa fu successivamente restaurata da don Cesare Michelangelo d'Avalos, e l'immagine antica della Vergine venne posta sulla parete del coro. Nel 1770 il convento fu soppresso e le rendite passarono al monastero di Caserta, e successivamente fu acquistato da Pietro Benedetti che lo trasformò in abitazione. Rimase solo la chiesa, restaurata nella metà dell'Ottocento in stile neoclassico da Silvestro Benedetti.
Tra le opere conservate ci sono la Pietà, opera scultorea di Giacomo Colombo, e i quadri della Madonna del Velo, della scuola di B. Luini, il San Carlo Borromeo di Nicola Maria Russo, e San Rocco di Filippo Andreola, la tela di Santa Lucia è di Giovan Battista De Litiis, il San Francesco di Paola è di un anonimo del XVII secolo. L'8 agosto del 1729 venne sepolto sotto il pavimento della chiesa il Marchese don Cesare Michelangelo, ultimo membro di rilievo della Casa d'Avalos.
- Chiesa della Madonna delle Grazie:

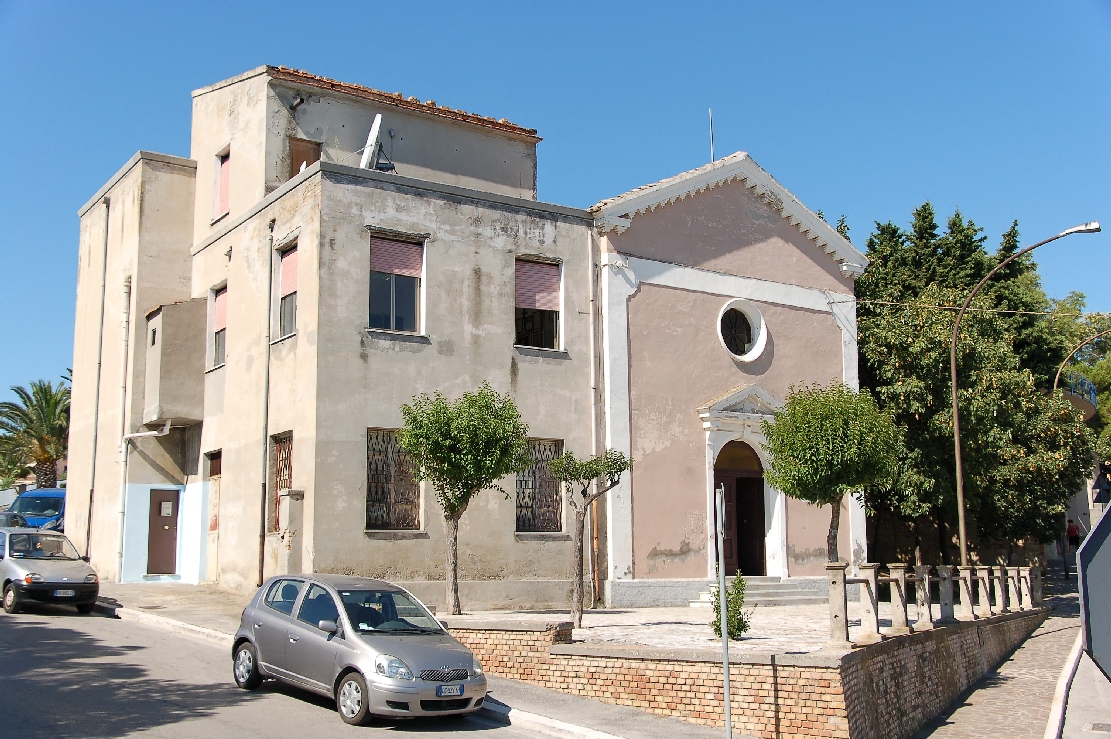
Chiesa della Madonna delle Grazie

Si ha notizia della costruzione della chiesa nel 1536, come riporta un'iscrizione sull'arcata della facciata. Si trova alla fine della nuova via Adriatica, sulla zona della frana del 1956, affacciata sull'omonimo belvedere. Si presume che la chiesa fu voluta per la devozione popolare per i prodigi della Vergine durante la pestilenza del 1529, e oltre alla chiesa, venne costruito un orto e una cella per gli eremiti. Incendiata il 1 agosto 19566 dai turchi, fu restaurata due anni dopo da Ferrante De Vito, nel 1936 con atto del notaio Nicola Fantina, la cappella fu affidata alla Confraternita di Santa Maria delle Grazie, presieduta da Iacovo Di Bernardo. Luigi Marchesani la descrisse come un tempio a pianta circolare, costituita da una stanza al piano terra, da un locale al piano superiore destinato all'alloggio dell'eremita. La parte più antica è quella dove si trova l'altare con il quadro della Visitazione, opera ex voto, poi il coro per distinguere la navata unica dalla sagrestia, con cappella della Vergine delle Grazie. Lo stile è rinascimentale, vi è conservata una statua in legno di San Bonaventura del 1500, proveniente dalla chiesa di Sant'Antonio di Padova, mentre nella sagrestia c'è un dipinto del 1700 della Sacra Famiglia, di Nicola Tiberi.
- Chiesa della Santissima Trinità:

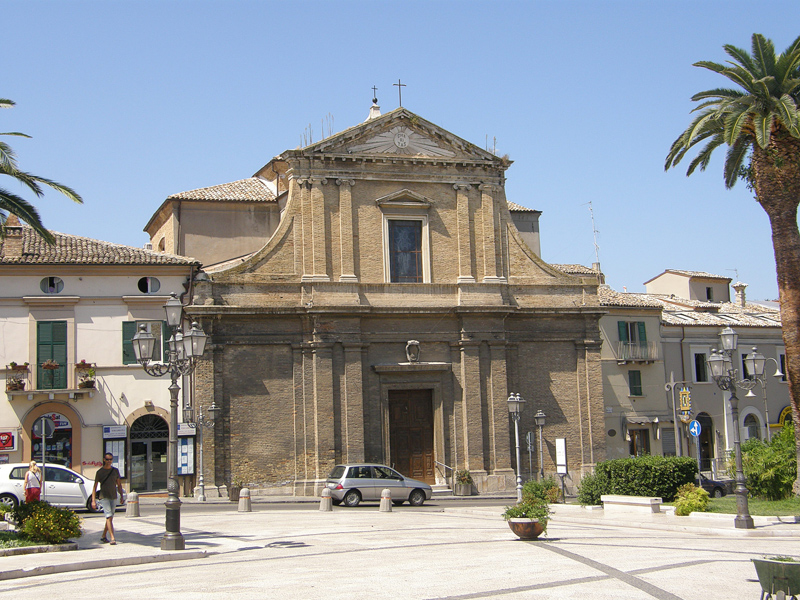
San Francesco di Paola

Si trova nel rione di Guasto d'Aymone, piccola cappella situata in via Laccetti, frequentata soprattutto la sera del Giovedì santo per il giro dei "Sepolcri". La chiesa risale al XVIII secolo, come testimonia lo storico Luigi Marchesani, fatta edificare per devozione di Pietrantonio Ruzzi, il quale il 15 settembre 1712 assegnò 915 ducati, un oliveto e una vigna, come testimonia l'atto del notaio Diego Stanziani, affinché venisse eretta la chiesetta. Costruita da Domenico Molino, la cappella fu benedetta il 1 novembre dal cappellano Pietro de Nardis, nel 1731 si riuniva la cappella la Congrega dei Sacerdoti di Santa Maria dell Purità, istituita a Napoli da Francesco Pavone. Caduta in rovina, la cappella fu chiusa al culto fino al 1988, quando per volere di Vincenzo Sputore venne restaurata e riaperta al culto. Fino al 1975 presso l'altare maggiore si poteva ammirare il quadro della Santissima Trinità, opera del pittore fiammingo Guglielmo Borromeis, purtroppo trafugato. Il nuovo quadro rappresenta sempre la Trinità, realizzato da Gaetano Casanova, mentre nel 1995 veniva benedetto il quadro della "Madre Celeste", opera di Cesarino Cicchini. La chiesa ha un aspetto neoclassico, a navata unica, con semplice ingresso a cappella.
- Chiesa di Santa Filomena:

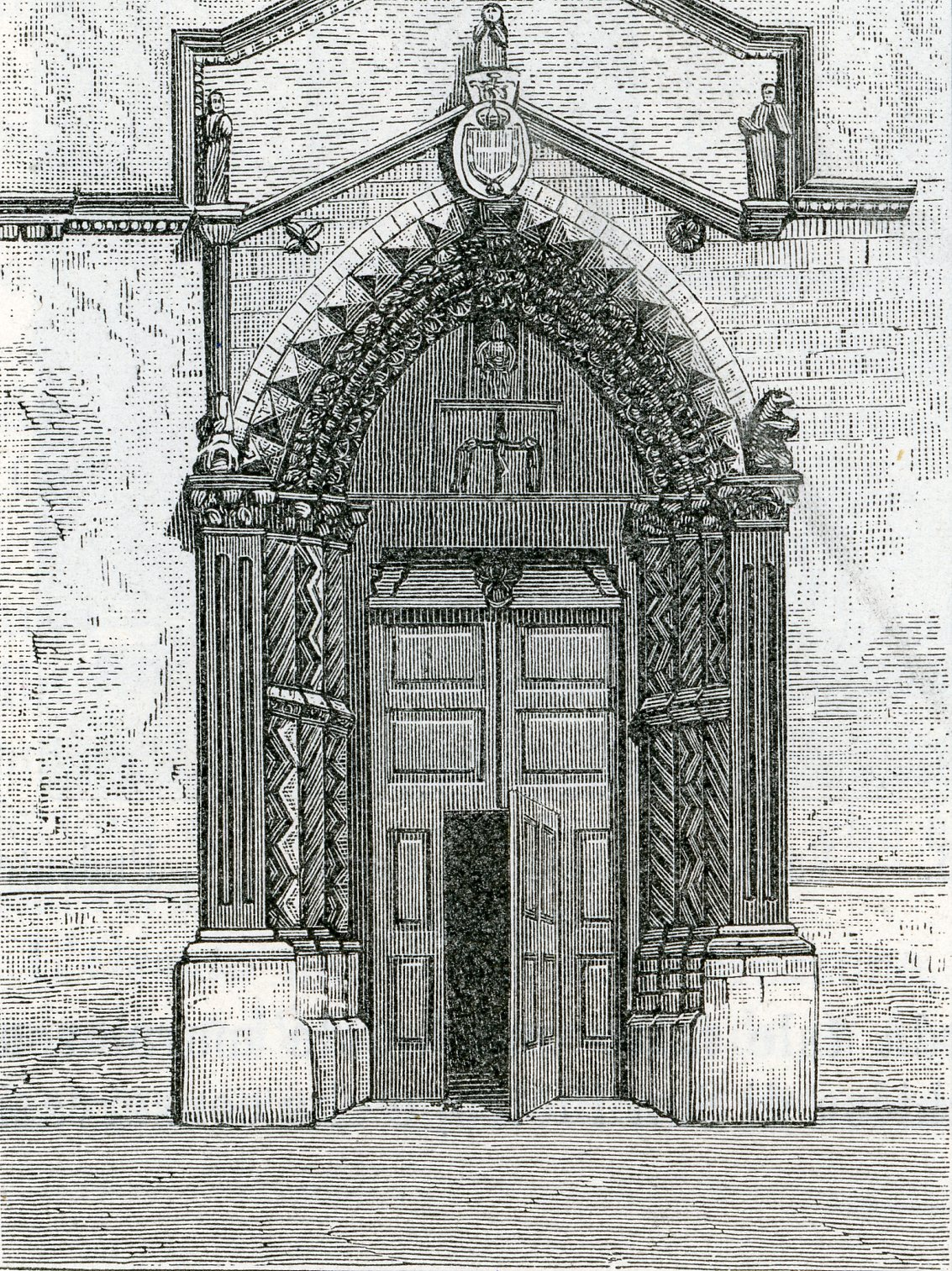
Incisione del portale della chiesa di San Pietro

Sita nel Palazzo Genova Rulli lungo via Anelli, esisteva già nel XIII secolo, quando era l'ospedale dell'Annunziata, retto dall'omonima confraternita. Nel 1500 l'ospedale venne donato a frate Giovan Battista da Chieti, per introdurre l'ordine di San Domenico, così la chiesa venne trasformata in un convento con sei celle. La prima comunità era composta da priore, quattro sacerdoti e sei novizi. La consacrazione avvenne il 16 agosto 1543, nel 1566 la chiesa fu incendiata dai turchi, depredata degli arredi e dei paramenti sacri, tra cui una croce in argento, una corona della Vergine, un giglio di San Michele e tre campane. Nel 1789 fu ricostruita in forme più modeste, nel 1809 Gioacchino Murat con apposito decreto soppresse gli ordini religiosi, e così anche la Congrega dell'Annunziata. La chiesa passò ai Chierici della Madre di Dio di Napoli, che non mostrarono interesse per la piccola chiesa vastese. luigi Rulli allora acquistò la chiesa con il convento, trasformando quest'ultimo in residenza signorile, mentre il figlio Giuseppe Antonio Rulli, con interessamento dell'arcivescovo Saggese, provvedeva al restauro della cappella. L'attuale chiesa ha un aspetto tardo barocco molto semplice, con facciata in bugnato liscio, architrave a timpano triangolare e navata unica.
- Chiesa di San Teodoro:

Sita nel Palazzo Ciccarone, lungo via San Francesco d'Assisi. Secondo le cronache di Marchesani, il 4 dicembre 1751 giunse a Vasto il corpo di San Teodoro, accolto nella Collegiata di San Pietro, e acclamato patrono della città. L'urna dopo aver sostato nella cappella della Madonna delle Grazie, fu condotta in processione fino alla chiesa omonima nella strada dei Forni (oggi via San Francesco), e infine collocata presso l'altare del transetto destro della chiesa del Carmine. Secondo Francescantonio D'Adamo però il corpo di San Teodoro corrisponderebbe a quello del Marchese Cesare Michelangelo d'Avalos, che donò alla città il 3 novembre 1695 il corpo di San Cesario, conservato a Santa Maria Maggiore. La collocazione del corpo di San Teodoro nella chiesa del Carmine fu voluto dalla Marchesa Ippolita, moglie di Cesare Michelangelo, e dopo la sua morte, il corpo del consorte (1729) non fu mai ritrovato, forse sepolto a San Francesco di Paola, e da qui nacque l'ipotesi della confusione dei due corpi, quando il presunto cadavere di San Teodoro fu portato in processione il 4 dicembre 1751, trasferito nella chiesa del Carmine.
La piccola chiesetta fu eretta nel 1734 per volontà di Carlo De Nardis, affiancata al Palazzo Ciccarone, con il portale d'ingresso affacciato su via San Francesco. L'interno è a navata unica, rivestita in stucchi tardo barocchi, con importanti tele settecentesche.
- Chiesa della Santissima Annunziata: sorge in via Anelli, di fronte alla chiesa di Santa Filomena.

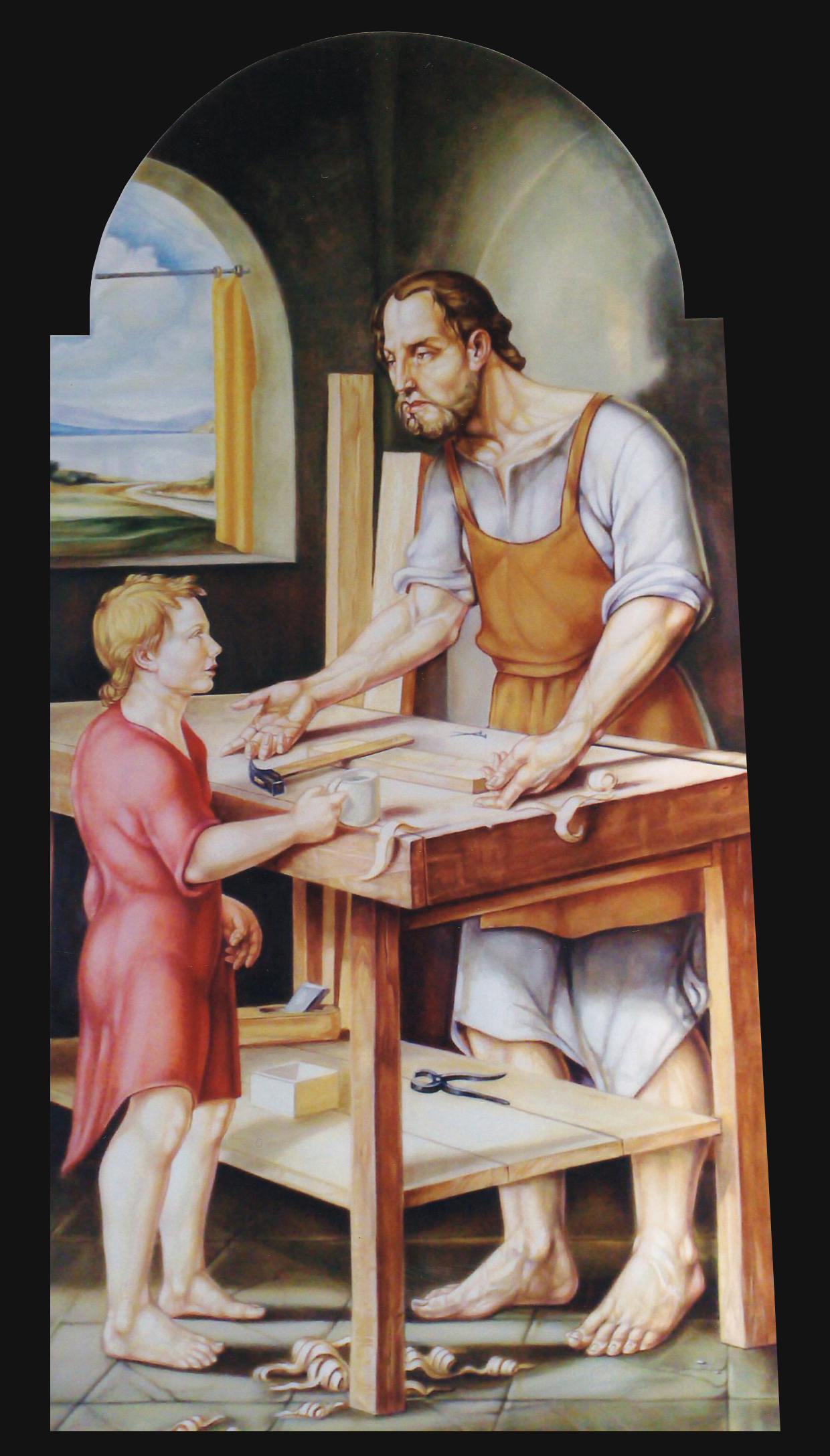
Dipinto delle Storie della vita di Gesù e Maria, opera di Giuliani nella chiesa della Santissima Annunziata

Risulta edificata già nel XV secolo, quando esisteva una chiesetta annessa a un ospedale per gli infermi, di proprietà dei Padri Domenicani. Nel 1566 la chiesa diventò ufficialmente sede della Confraternita dell'Annunziata, che provvide ad ampliare la chiesa, dotandola di un chiostro con la cappella privata della famiglia d'Avalos. L'ospedale era retto dalla Congrega, come risulta da un documento del notaio Colonna del 22 gennaio 1795.
Nel 1520 Rodrigo d'Avalos convinsero il padre Giovanni Battista di Chieti a trasferirsi a Vasto, donandogli il governo della chiesa e i beni delle rendite, e la donazione avvenne il 22 ottobre 1523 con firma di Alfonso d'Avalos. L'ospedale fu trasformato in monastero con scuola di noviziato: la primitiva estensione corrispondeva alle due strade parallele di via Anelli e via San Francesco, ma la chiesa venne più volte ristrutturata, consacrata nel 1543, denominata popolarmente Annunziata Maggiore per differenziarla dalla cappella dell'Annunziata (o di San Gaetano) situata in zona Santa Maria Maggiore.
Dopo la devastazione turca del 1566, la Confraternita riparò la chiesa, nel 1576 il Marchese d'Avalos, Priore della Confraternita, eliminò alcuni altari, tra cui quello della Madonna del Carmine, facendone costruire uno nuovo dedicato a Gesù. Nel 1577 i padri domenicano tenevano ancora la scuola di noviziato, nel 1610 vi si svolsero importanti seminari e convegni ecclesiastici. Nel 1755 la chiesetta venne arricchita con un altare con l'immagine della Vergine, delle statue della Madonna e di San Michele, di un organo e due campane. Nel 1809 il convento fu soppresso per le leggi napoleoniche, e il signor Luigi Rulli di Salcito acquistò il convento , il figiio poi lo  trasformò in residenza signorile, fondendolo con quello della chiesa di Santa Filomena, già Collegio della Madre di Dio. La chiesa attuale ha un unico altare e navata unica, una facciata assai semplice, con il portale cinquecentesco, le statue votive della Vergine e di San Michele, la tela dell'Annunziata presso l'altare e un arredo stilistico tardo barocco.

### Palazzi

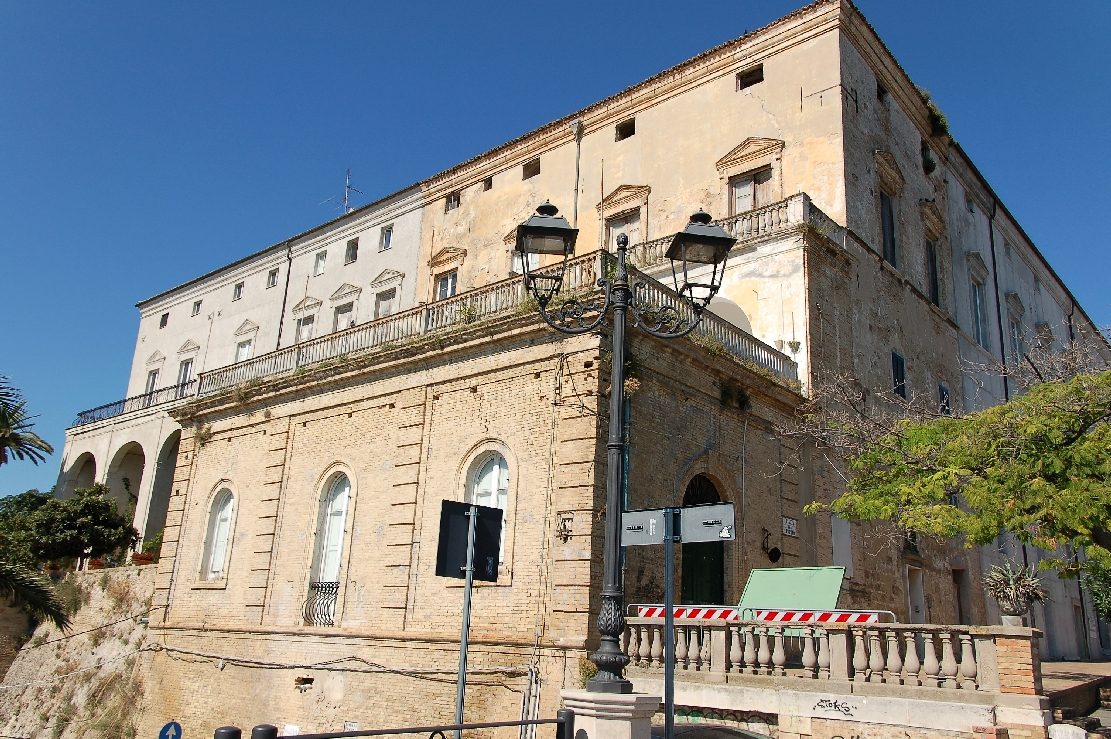
Palazzo d'Avalos, lato di Porta Palazzo

- Palazzo d'Avalos: situato in Piazza L.V. Pudente, risalirebbe al XIV secolo, quando venne ampiamente ristrutturato dal capitano Giacomo Caldora, dove pose la sua residenza come feudatario di Vasto (1427-39 ca.). A causa dell'ampia ristrutturazione della famiglia d'Avalos nel 1587 dopo i danni dei turchi del 1566, del palazzo originale resta ben poco, se non alcune finestre gotiche, il portale durazzesco e lapidi romane, di cui una molto bella volta verso il cortile del giardino napoletano. Il sacco turco avvenne per l'assenza di don Francesco Ferrante d'Avalos nominato viceré di Sicilia; nel 1573 vennero avviati i lavori di rifacimento, terminati nell'87, seguendo lo stile rinascimentale. Il secolo d'oro del palazzo fu il Settecento, quando er ala culla culturale della città: i nuovi signore Della Rovere ne arricchirono gli appartamenti, vi avvenne nel 1723 la cerimonia del Toson d'Oro da parte di don Cesare Michelangelo d'Avalos verso il comandante Fabrizio Colonna, con una fastosa cerimonia di molti nobili, duchi, conti, principi e baroni d'Italia. Il palazzo nell'Ottocento fu radicalmente trasformato con l'abbattimenti di alcuni corpi di fabbrica, anche per la frana del 1816, e solo dagli anni '70 del Novecento è partito il progetto di recupero, destinato ad ospitare il gruppo dei Musi Civici di Vasto (l'archeologico, la pinacoteca d'arte moderna e la galleria delle opere pittoriche dei fratelli Palizzi).

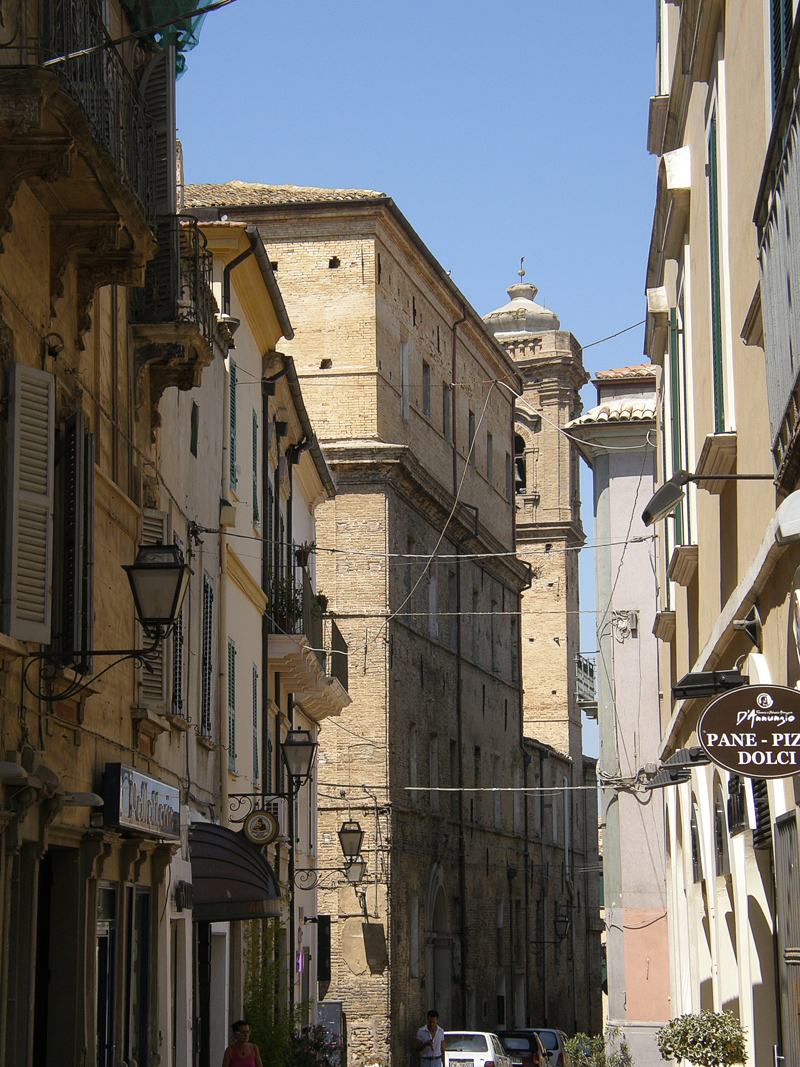
Scorcio di via Bebbia e del Collegio dei Padri Lucchesi

- Palazzo Mayo: in Piazza L.V. Pudente, davanti al Palazzo d'Avalos. Il palazzo è stato costruito dalla nobile famiglia vastese, seconda per importanza dopo i D'Avalos, che aveva il controllo della zona di Piazza Pudente, vico Gioiosa e la zona del Palazzo Marchesale. Degli scavi hanno riportato alla luce un pavimento in cotto, segno che il palazzo fu costruito sopra un'abitazione a sua volta eretta sopra una domus romana. Nel palazzo sono nati vari eminenti membri della famiglia, come Venceslao Mayo, Nerino ed Equizio. La parte del palazzo che sta su vico Gioiosa è in cotto, seguendo lo stile delle classiche palazzine rinascimentali della città.
- Collegio dei Padri Lucchesi: annesso alla chiesa del Carmine, sorge tra via Bebbia, via Marchesani e via Fornorosso. Venne costruito nel 1738 in contemporanea con la ristrutturazione della chiesa del Carmine. A seguito dell'abbattimento delle vecchie casette medievali, venne edificato questo palazzo conventuale, con incarico dei Padri Lucchesi, insediati a Vasto per volere dei Marchesi d'Avalos, affinché fosse usato come istituto d'educazione giovanile. Nel 1761 vennero aperti gli edifici adiacenti alla chiesa, i Chierici insegnavano la grammatica, la retorica, la filosofia e la dottrina cristiana. Nel 1762 il palazzo si arricchì del chiostro conventuale, oggi il cortile, nel 1809 il collegio venne soppresso, il chiostro venne destinato ad accogliere il comando della Gendarmeria, poi la scuola pubblica e uffici comunali. Negli anni '20 il palazzo venne destinato ai Padri Gabriellisti di Monfort per gestire il Collegio Istonio, successivamente soppresso, perché i padri si trasferirono nell'Istituto Immacolata. Così il palazzo divenne Sede della Curia Arcivescovile: ha un aspetto settecentesco a pianta quadrangolare, di cui poco resta dell'antico convento. L'interno conserva il chiostro porticato con giardino. Attualmente ospita la sede vescovile dell'Arcidiocesi.

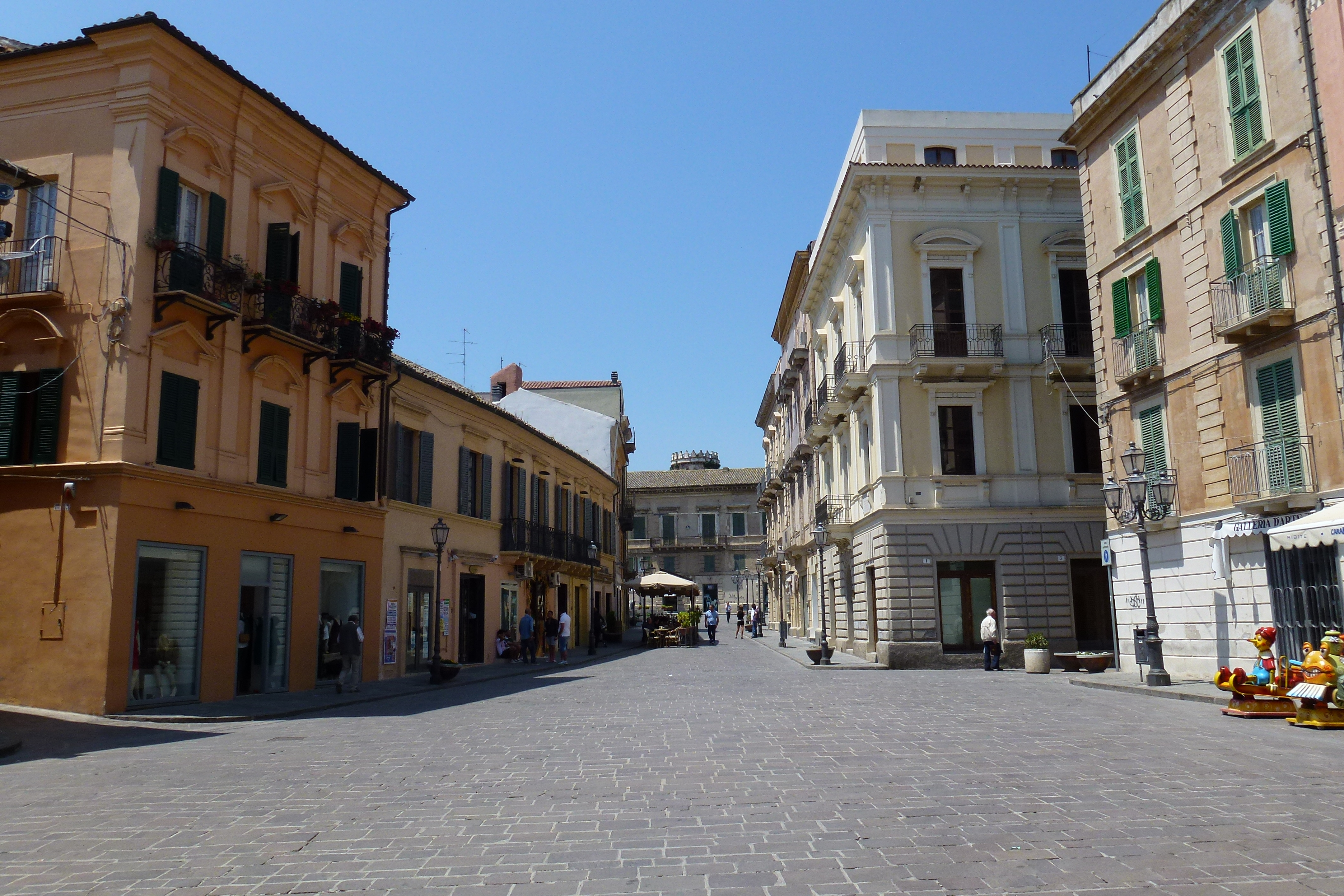
Palazzo Fanghella Caldarelli (a a sinistra) sul Corso de Parma

- Palazzo Nibio Cardone: sorge su via Adriatica, edificato nel 1576, residenza di Domenico Nibio, il quale esercitava l'attività di commerciante. Il fabbricante a unico blocco presenta il portone d'accesso decorato da cornice in pietra ad arco a tutto sesto, e due finestre laterali decorate da cornice a rilievo. Il marcapiano in lieve cornice, separa il primo piano che presenta la finestra centrale con davanzale decorato sormontato da una cornice e due balconi laterali, protetti da ringhiere di ferro battuto. Il piano seminterrato nella facciata centrale ha finestre quadrate protette da inferriate; su via Barbarotta si ripetono le aperture della facciata centrale, mentre le finestre al piano rialzato sono protette da inferriate del tipo "gelosie", che traggono origine dalle tecniche costruttive spagnole del XVII secolo. Il palazzo fu acquistato dal marchese del Vasto Francesco Fernando e dopo la sua morte nel 1593, la moglie Lavinia Della Rovere vi si trasferì; alla sua morte divenne una caserma, e poi acquistato dai Cardone, che lo restaurarono. Secondo le voci popolari, nel palazzo vi fu composto il motivo dialettale Lamento di una vedova - Scuramaje.

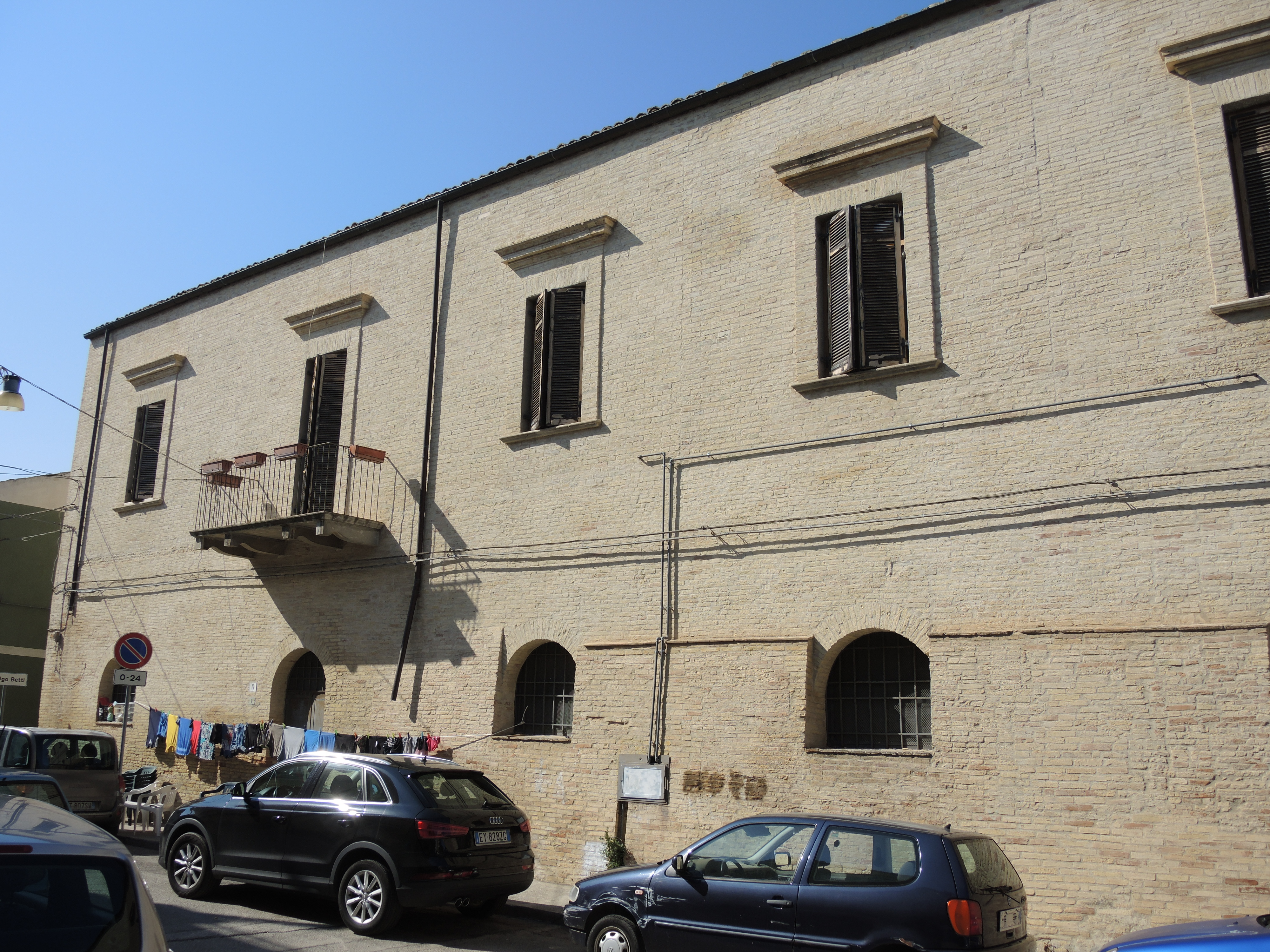
Palazzo Aragona

- Palazzo Genova-Rulli: in Via Anelli nel quartiere di Porta Nuova. Originariamente struttura ospedaliera (1430), poi convento dominicano (1523) che verrà devastato dalle incursioni delle navi saracene nel 1566. Ristrutturato dai D'Avalos nel 1588, fu poi confiscato dal governo napoleonico nel 1809 ed acquistato alla famiglia Rulli. Nel 1828 dal matrimonio tra la famiglia Rulli e Genova ebbe inizio del ramo della famiglia che da allora sarà chiamato Genova-Rulli e che diverrà intestatario del Palazzo (ora di proprietà della Curia).Il palazzo fu ristrutturato ed adattato da convento nell'800 dal famoso architetto locale di scuola napoletana Nicola Maria Pietrocola con originali soluzioni. È adiacente e connesso alla chiesa di S.Filomena. Al suo interno è racchiuso un classico esempio di hortus conclusus medievale di circa 800 m².

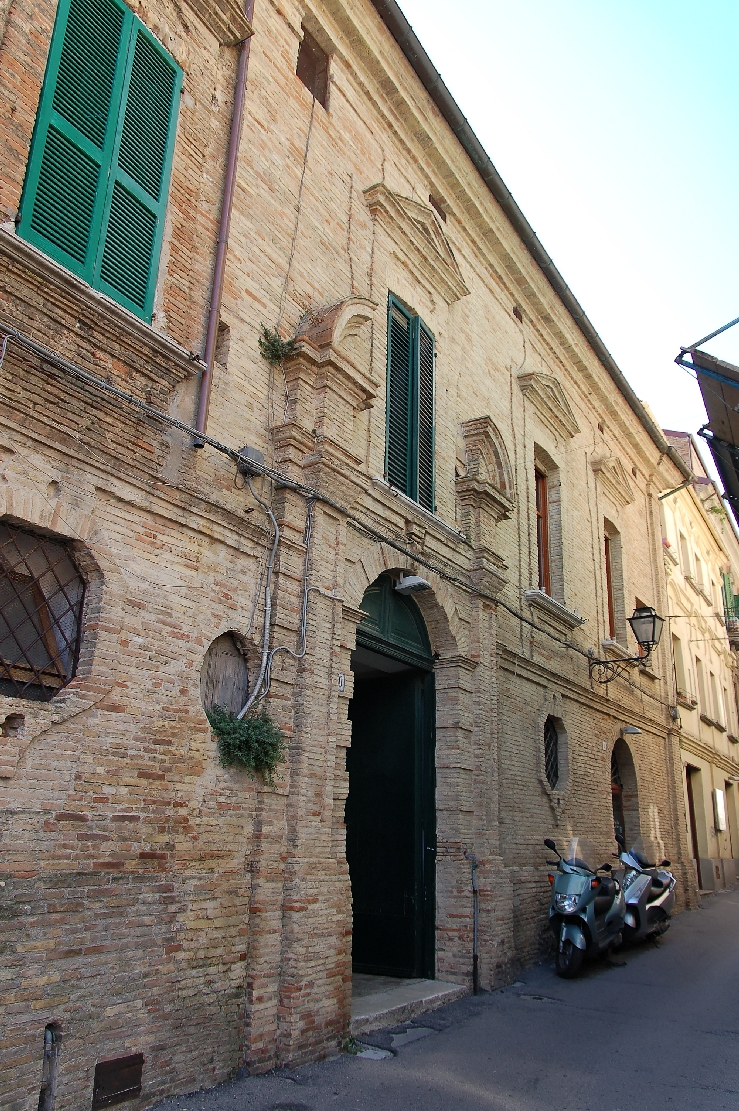
Palazzo Cardone

- Palazzo Mennini: costruzione risalente al XVI secolo. Si affaccia su Piazza Caprioli, con facciata delimitata da due larghe lesene laterali, che si dipartono da una base accennato in mattoni, e contigua al Palazzo Smargiassi, confinando con una semplice costruzione all'inizio di via Buonconsiglio. Diviso in due piani, ha il portone ad arco, che dà accesso a un grande vano, da cui si snoda sulla destra la scalinata che porta ai piani superiori. Al primo piano si aprono due finestre delimitate da un marcapiano, decorate da cornici semplici, sormontate da architravi a timpani spezzati circolari. Al piano secondario c'è una balconata protetta da inferriate su cui si prono due aperture, delimitate da cornici semplici laterali a timpani pure spezzati circolari, decorati da una serie di puntoni alla base. Le lunette degli architravi delle finestre e dei due balconi recano deboli tracce di affreschi.
- Palazzo Smargiassi: sempre in Piazza Caprioli, un tempo sede della Cancelleria e del Consiglio dell'Università del Vasto, dimora della famiglia meneghina degli Invitti. La costruzione, nei materiali utilizzati, risponde all'uso del cotto introdotto dai Romani, che ha trovato largo impiego per la muratura e per la copertura del tetto (coppi), nonché per la realizzazione dei pavimenti (quadroni). La muratura in mattoni risulta intonacata e scandita da modanature e tinteggiatura con colore dominante, il chiaro a decorazioni sfumate. L'elemento di connessione tra spazio esterno e intorno è costituito da un adrone a copertura di volta a botte, con archetti intermedi poggianti sulle parti laterali. Fa seguito una parte del cortile "a luce", che aveva una cisterna alimentata da impluvio, da cui si diparte la scalinata che si sviluppa, poggiando su due pilastri-colonne che sorreggono i pianerottoli di accesso alle stanze dei due piani, su calpestio originale in pietra. La facciata, contigua con Palazzo Meninni, corre per tutto l'edificio su coppi, e vi si incastonano quattro finestre riquadrate con regolarità, sormontate da timpano al primo piano, ad arco con profilo ricurvo le centrali, a sesto acuto quelle laterali

Quattro balconi soprastanti decorati da cornice a timpano in ornato simmetrico ed elegante, protetti ad artistiche ringhiere in ferro battuto decorano il tutto.
- Palazzo Miscione: sito in Via Pampani: è noto con questo nome per essere stato proprietà del nobile Francesco Miscione, sposo della nobildonna Filomena dei Baroni Genova. Realizzato in cotto e coppi, ha muratura intonacata e tinteggiata con il colore dominante delle'poca: grigio e chiaro. L'elemento di connessione tra spazio esterno e interno è costituito da un androne a copertura di volta a botte, con archetti intermedi poggianti sulle pareti laterali. La pavimentazione è a ciottoli a quadroni romboidali, disegnati con file dei mattoni infissi di fianco. Corre, per tutto l'edificio, il cornicione a più volute, che su via Pampani è delineato da due paraste laterali. Vi si incastonano cinque finestre, riquadrate con regolarità al primo piano ed altrettanti balconi a lieve aggetto, muniti di vetrate spesse, ornati con motivi floreali, e volute sul passamano delle ringhiere in ferro battuto. Sul piano strada si aprono il portone centrale ad arco e due simmetrici antri, pure ad arco sono altri portali destinati alle carrozze e i cavalli.

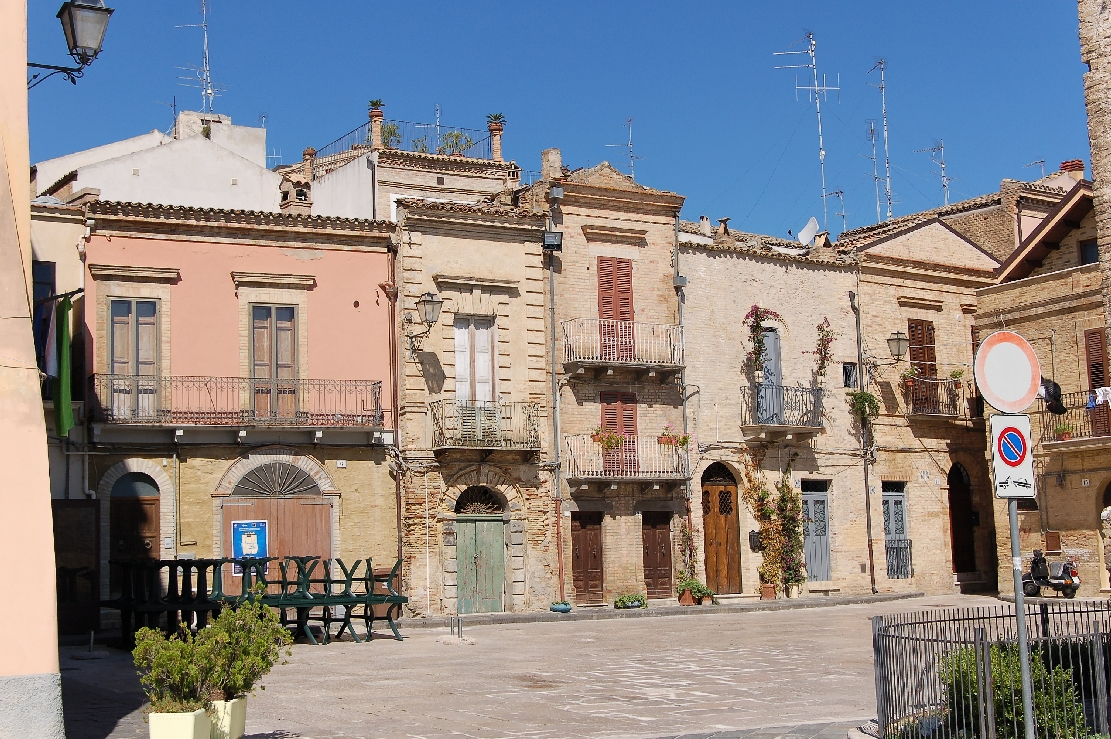
Case in Largo San Pietro

- Palazzo Ciccarone: sito in Corso Plebiscito (dove la cittadinanza votò a favore dell'Unità d'Italia): il fabbricato ricalca le linee architettoniche in voga nel Settecento, in mattone cotto. In origine apparteneva alla famiglia De Nardis e consisteva in un piano, che nel 1823 venne acquistato da Francesco Paolo Ciccarone. Il nipote Francesco descrisse il palazzo com'era prima della ristrutturazione, quando le zone dello studio, dell'appartamento nobile, il salotto verde erano adibiti a gallinaio, con accanto una cappella dedicata a San Teodoro, in omaggio al corpo che l'Arcidiacono De Nardis aveva fatto venire da Roma. Il palazzo fu teatro di un avvenimento che proiettò Vasto nel contesto della proclamazione del plebiscito per l'Unità d'Italia. Infatti il 14 ottobre 1860 il Marchese di Villamarina Salvatore, di passaggio a Vasto per andare incontro a Vittorio Emanuele II, venne ospitato nel palazzo, e si affacciò al balcone, acclamato dalla folla, con un cappello recante la scritta "SI" per l'unità nazionale.

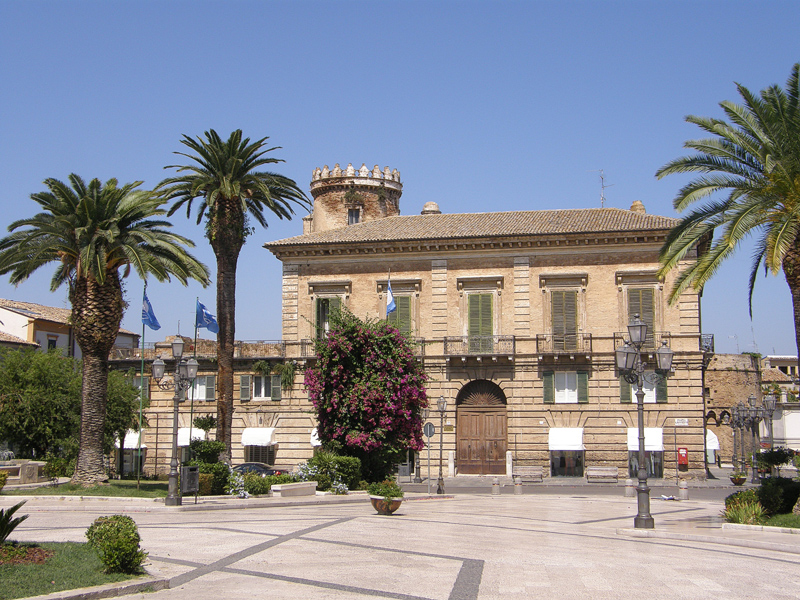
Palazzo Palmieri

- Palazzo Palmieri: Costruito nel 1856, sito in Piazza Rossetti e adiacente al Castello Caldoresco. Si tratta di uno degli edifici di più elevata architettura urbana della città. È inserito nella mole del Castello Caldoresco, acquistato nel 1816 da Salvatore Palmieri. Quest'ultimo incaricò l'architetto Nicola Maria Pietrocola di costruire un nuovo complesso civile, dotandolo di servizi, conservando però l'attuale conformazione del castello lungo il Corso Garibaldi e Piazza Diomede, dove sono i bastioni angolari. Il palazzo obbedisce ai criteri architettonici dell'epoca, con il fronte su Piazza Rossetti, con facciata in mattoni bugnati, portone di ingresso centrale e quattro aperture laterali al piano terra. Il piano superiore mostra quattro finestre, il piano sovrastante reca cinque balconi decorati con cornici e architrave a lieve aggetto, intervallati da lesene bugnate. Uguale conformazione ha la facciata su Piazza Diomede, con due balconi laterali e uno centrale, che comprende due aperture, sul lato sinistro che sta su Piazza Rossetti si estende un'altra costruzione con tre aperture al piano terra e piano rialzato, sovrastata da terrazzo su cui si erge la torre cilindrica coronata da merlature.

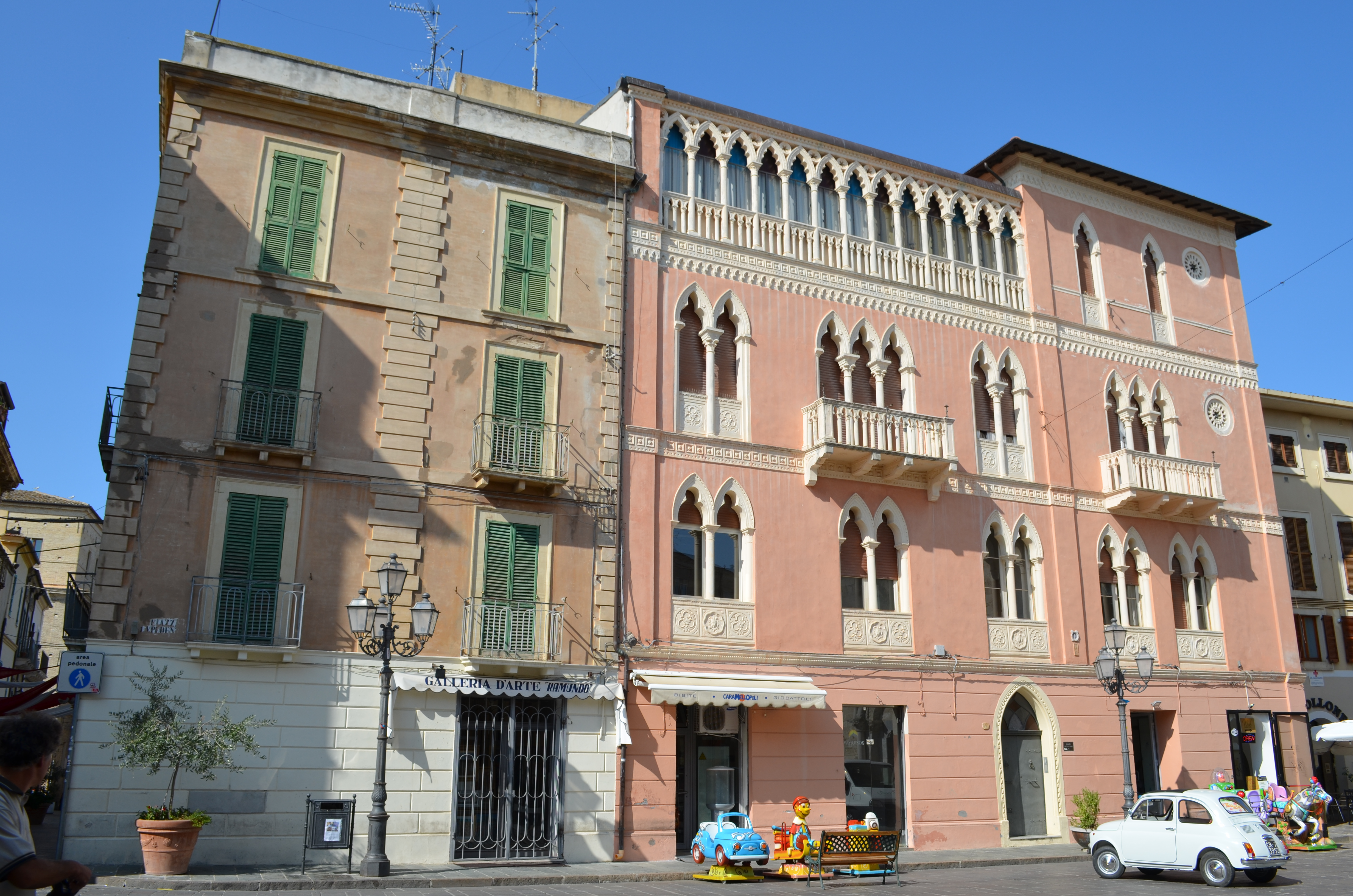
Palazzo Ritucci Chinni

- Palazzo Ritucci Chinni: Costruito nel ventesimo secolo dall'ex sindaco Florindo Ritucci Chinni in stile neogotico veneziano, si affaccia su Corso De Parma, a pochi metri dal Duomo di Vasto. Il palazzo è sovrapposto a un'antica costruzione medievale, offrendo un particolare effetto scenico alla veneziana: al primo piano centrale si aprono tre finestre bifore arcate con davanzale decorato. Al secondo un balcone a colonnine al centro con trifora, e ai lati due finestre bifore, a sesto acuto. Il marcapiano è decorato con elementi floreali, al terzo livello il palazzo ha un loggiato aereo con 13 finestre arcate, segnato dal marcapiano ornato. Nelle facciata laterale a destra si aprono due finestre bifore arcate con davanzale ornato, al secondo piano una balconata a colonnine su cui apre una trifora ad arco e un occhio incorniciato. Sul piano strada il portone centrale, decorato da cornice a sesto acuto e quattro aperture sul bugnato semplice.

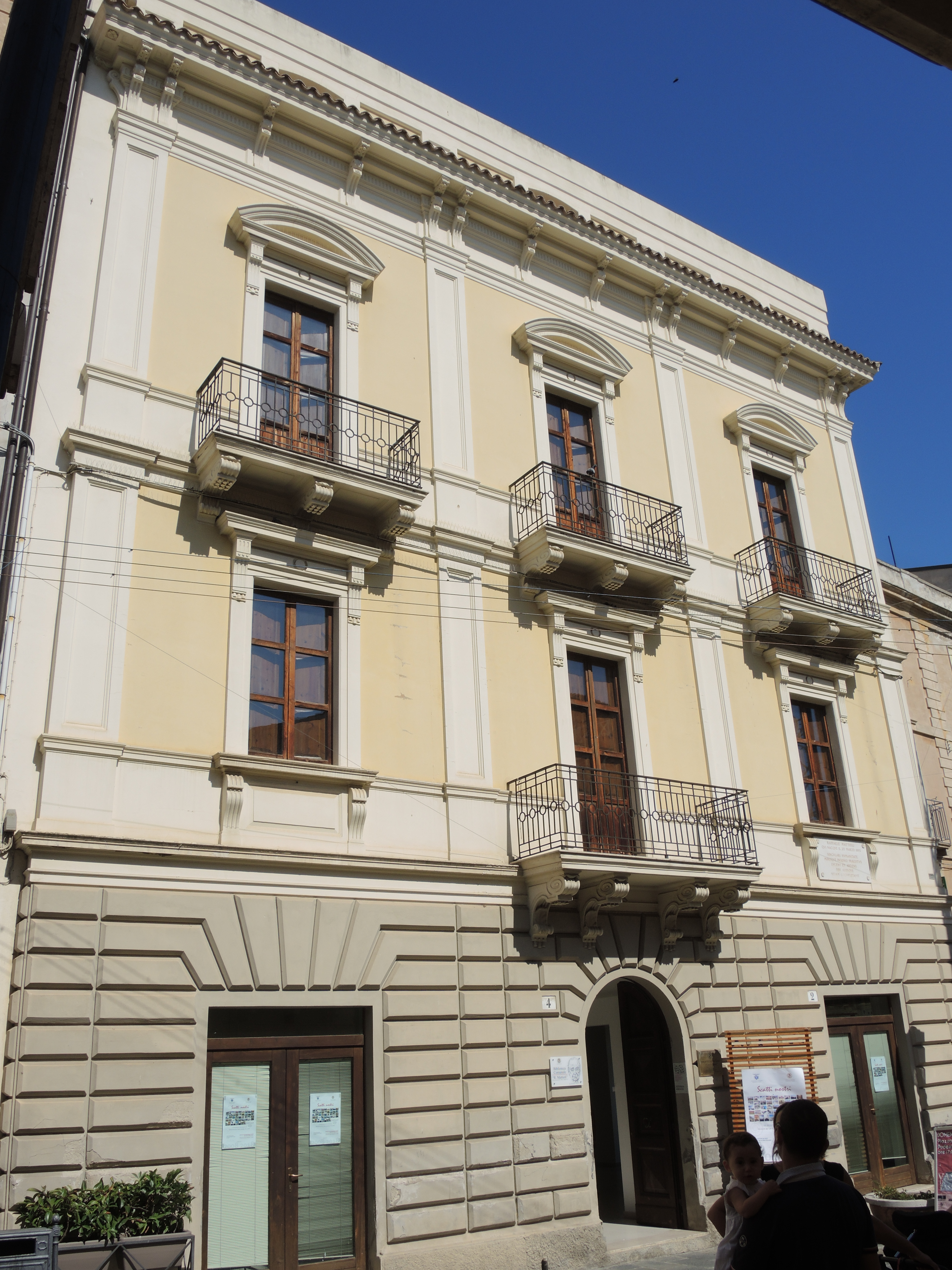
Palazzo Mattioli

- Palazzo della Biblioteca "Raffaele Mattioli": sorge accanto a Palazzo Ritucci Chinni sul corso, risalente agli anni '20 del Novecento, in stile eclettico neoclassico e neorinascimentale. Il palazzo è attualmente sede della biblioteca civica di Vasto, che affonda le radici nell'anno 1988, quando i figli di Raffaele Mattioli (1895-1973) decisero di donare alla cittadinanza il palazzo con la ricca biblioteca, comprendente allora 3.000 volumi. Il progetto di adeguamento dell'edificio fu affidato a Maurizio Smargiassi, che modificò solo in parte l'interno per adeguarlo alle norme comuni per ampie sale di lettura, lasciando l'esterno del palazzo intatto. Nell'anno i volumi della principale biblioteca di Vasto, situati nella casa natale di Gabriele Rossetti, furono traslati nella nuova sede, insieme ai documenti dell'archivio civico e dell'ex asilo "Della Penna".

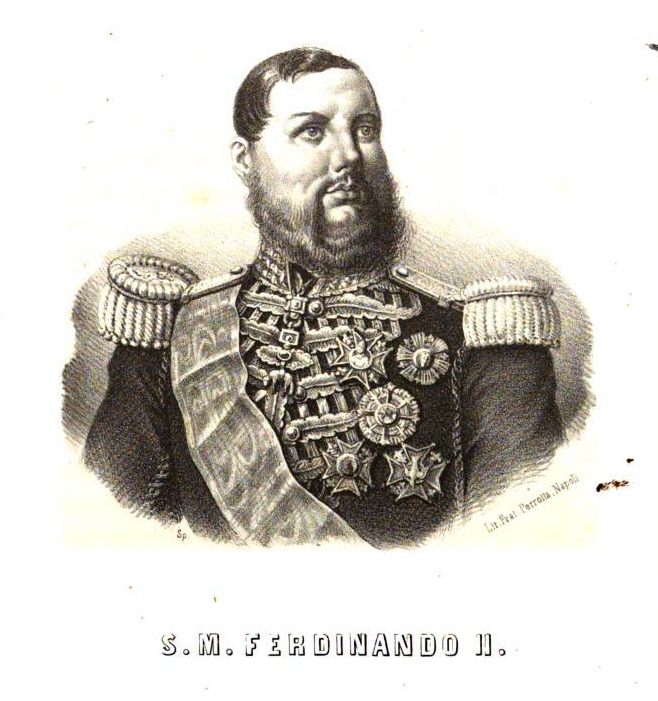
Ferdinando II delle Due Sicilie

- Teatro comunale "Gabriele Rossetti": si trova in Piazza Verdi. Fu ricavato dal vecchio convento di Santo Spirito dei Padri Celestini (XIII-XIV secolo), con i lavori di rifacimento del 1818-19, con inaugurazione solenne il 30 maggio dell'anno da parte di Ferdinando I delle Due Sicilie. Dopo il Real Teatro San Ferdinando di Chieti (oggi Marrucino), questo è il secondo teatro d'opera dell'Abruzzo, realizzato su progetto di Taddeo Salvini, eseguito sotto la sorveglianza di Domenico Laccetti. Nel 1830 l'apparato ligneo del palcoscenico e del sipario vennero completati da Pasquale Monacelli e Nicola Maria Pietrocola, con il dipinto di Lucio Valerio Pudente, poeta vastese, durante l'incoronazione con l'alloro sul Campidoglio, opera di Nicola De Laurentiis. Il teatro venne inaugurato nuovamente nel 1832 alla presenza di Ferdinando II.

La facciata del teatro risale al rifacimento del 1841 con progetto di Errico Morra e del Pietrocola. La sala interna a ferro di cavallo è stata realizzata nel 1905 da Vincenzo Marchesani e Domenico Crisci con stucchi, festoni e dipinti neoclassici; vi vennero rappresentate opere di Gaetano Donizetti, Giuseppe Verdi, e divenne la sede delle compagnie teatrali locali di Giuseppe Del greco, Luigi e Nicola Vassetta, Alessandro Marchesani. Nel 1860 il teatro acquisì la denominazione attuale, vi vennero rappresentate le commedie di Luigi Anelli e Ottavio Suriani. Il teatro venne usato anche durante la guerra, quando nel Capodanno 1943 venne allestito un concerto d'addio per il generale Bernard Law Montgomery, e nell'immediato dopoguerra venne gestito da vari impresari, venendo poi destinato a cinematografo, per poi cadere nell'oblio, con la destinazione a magazzino. Nel 1973 partirono i primi progetti per il restauro, riportando il teatro all'antico splendore, con un memorabile concerto di Severino Gazzelloni nel 1987. Attualmente il teatro è il gioiellino culturale della città, dove si tengono mostre, convegni spettacoli, soprattutto per la rassegna annuale dei "Giovedì Rossettiani".

## Quartiere Guasto Gisone

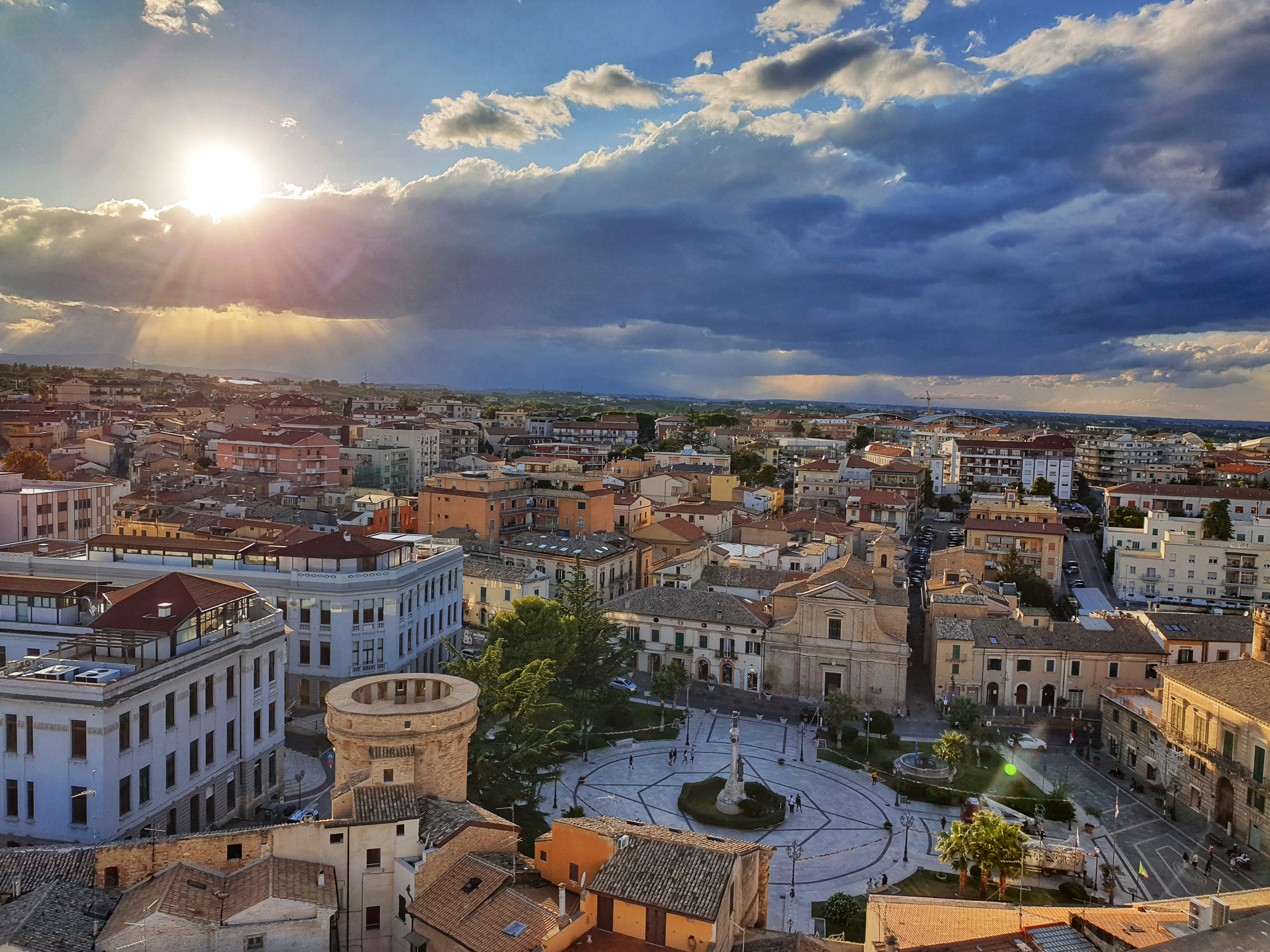
Veduta del centro storico e di piazza Rossetti dalla torre di Santa Maria Maggiore

### Chiese
- Chiesa collegiata di Santa Maria Maggiore:

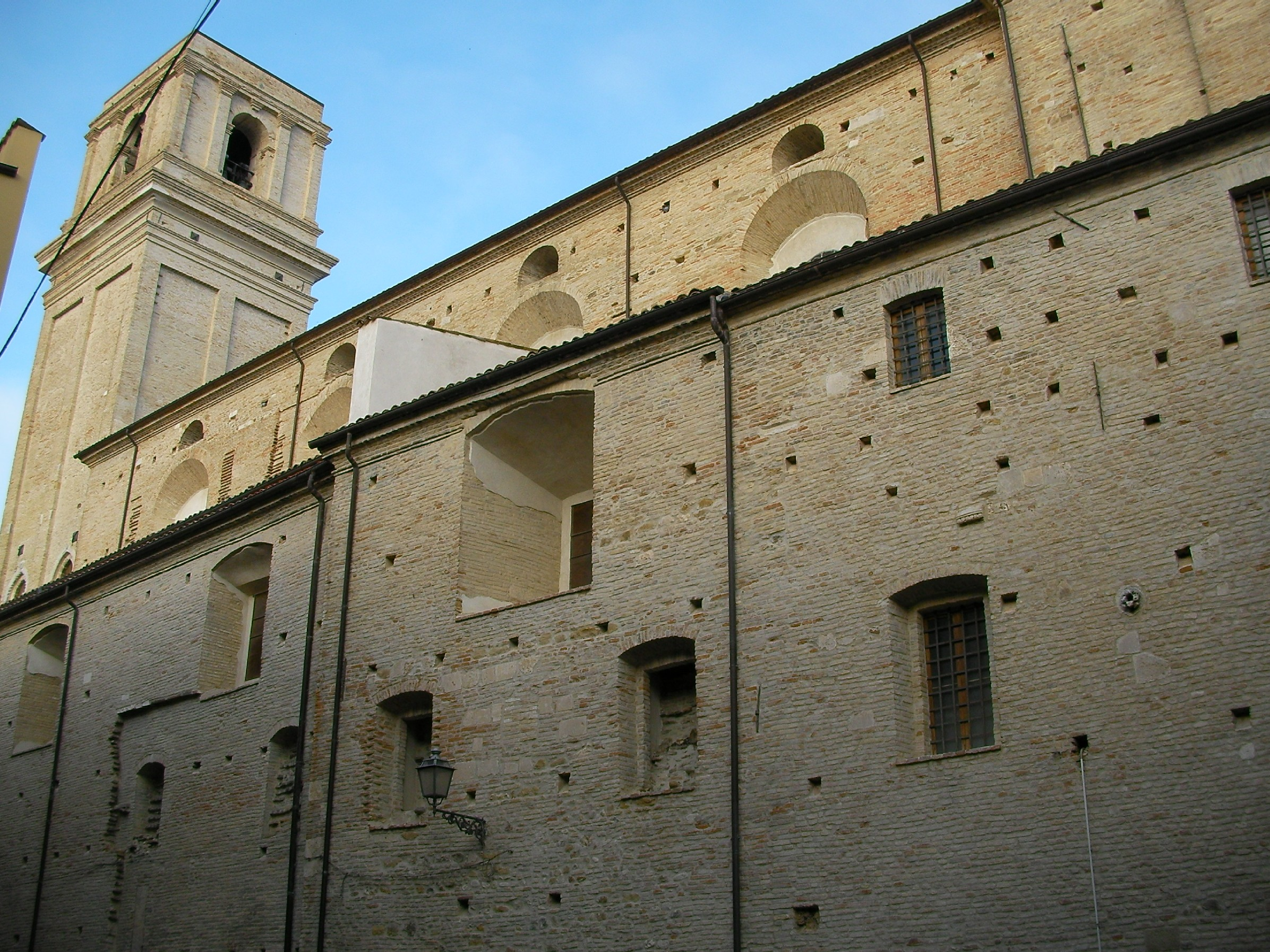
La chiesa di Santa Maria Maggiore

Seconda chiesa principale del centro storico, è anche la più grande, risalente all'XI secolo, come dimostrano dei rilievi sulla parete esterna. La chiesa attuale presenta però un aspetto barocco, frutto della ricostruzione del 1785 (dopo il saccheggio turco del 1566 e l'incendio del 1645 che distrusse l'altare maggiore), quando la chiesa venne ampliata notevolmente, senza che però fosse compiuta la facciata, quasi coperta dal poderoso campanile medievale.
La massiccia torre campanaria poggia sulle fondamenta dell'antico Castello Gisone, ha nella cella superiore quattro campane, nella sua cripta sono custodite le reliquie del corpo di San Cesario nelle vesti di guerriero, e un'ampolla col sangue di don Cesare Michelangelo d'Avalos. La chiesa conserva anche la preziosa reliquia della Sacra Spina della corona di Gesù. La navata maggiore delle tre ha colonne corinzie, a fianco delle quali ci sono delle nicchie che contengono le statue dei XII Apostoli e quattro profeti. Nella navata destra ci sono le cappelle di Sant'Anna, della Sacra Spina, di Sant'Antonio abate (costruita da Tullio Caprioli nel 1567). Nella navata sinistra ci sono le cappelle di Santa Maria, di San Cesario, di Santa Caterina d'Alessandria, del Monte dei Morti, del Santissimo Sacramento e di San Nicola.
Le principali opere d'arte sono le tele dell'Ecce Homo della scuola di Tiziano, lo Sposalizio mistico di Santa Caterina attribuito a Paolo Veronese, la Pentecoste e la Presentazione del Camauro a Celestino V di Francesco Solimena del 1727.
- Ex chiesa di San Gaetano: sorge lungo via Santa Maria, e risale al XVIII secolo. Sconsacrata da anni, ha una semplice facciata decorata da portale architravato sormontato da un finestrone. In cima si trova in posizione centrale un piccolo campanile a vela. L'interno è adibito a deposito.
- Chiesa santuario di San Michele:

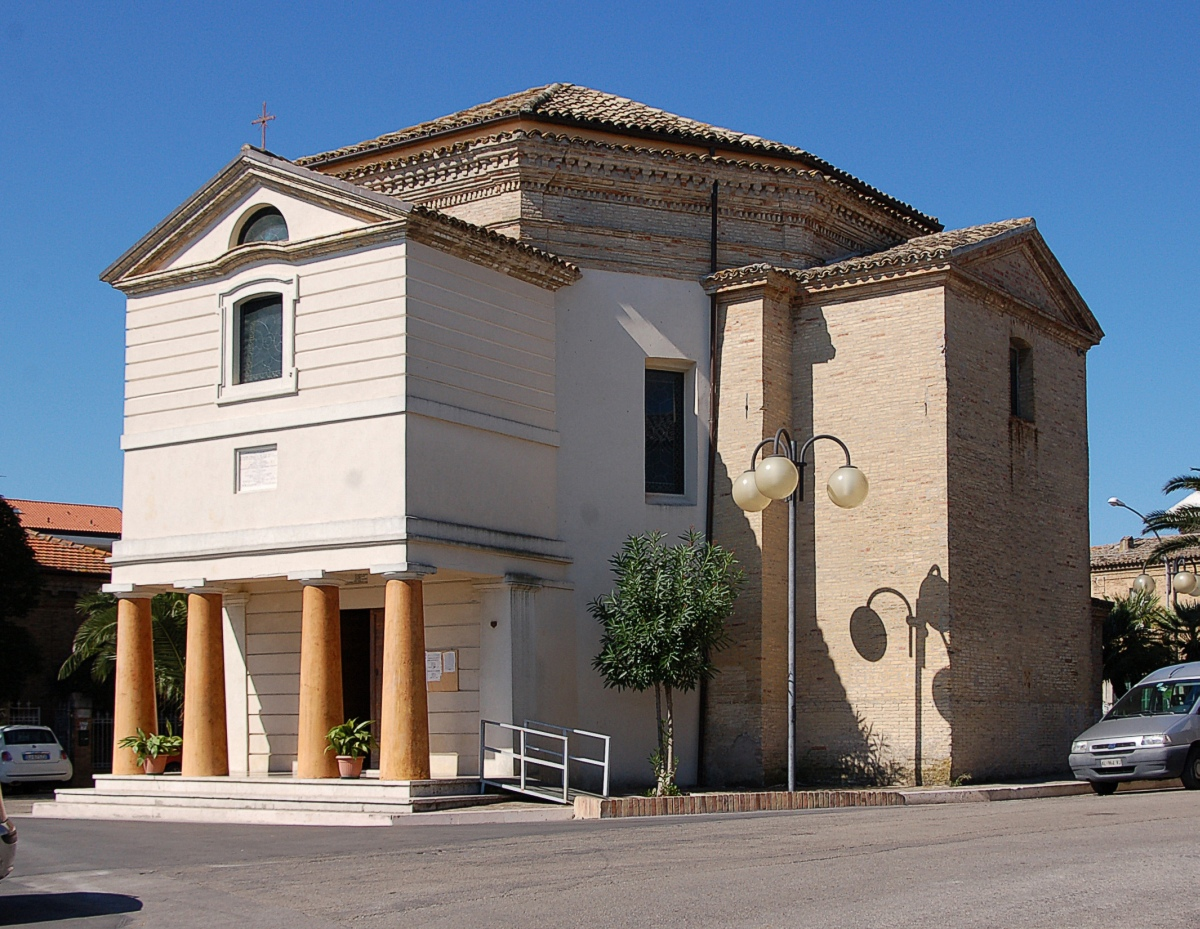
Chiesa di San Michele Arcangelo, patrono di Vasto

Piccola chiesa neoclassica a pianta circolare, esistente già dal 1675 come piccola cappella, ma ultimata e ampliata nell'800. La devozione dei vastesi spinse la diocesi a costruire la primitiva cappella barocca per un prodigio del santo, quando la città fu risparmiata alla peste. Lo stesso miracolo avvenne quando non si verificarono morti per una grave epidemia di colera nel 1836. La chiesa ha pianta circolare, con facciata a capanna, e i bracci del transetto sporgenti, in modo da comporre anche una croce greca.
Si trova a circa metà della cosiddetta "Linea di San Michele Arcangelo", direttrice che parte da Skelling Michaelin Irlanda a Monte Carmelo in Israele passando anche nei santuari italiani della Sacra di San Michele in Piemonte e Monte Sant'Angelo in Puglia.
- Cappella della Madonna della Catena:

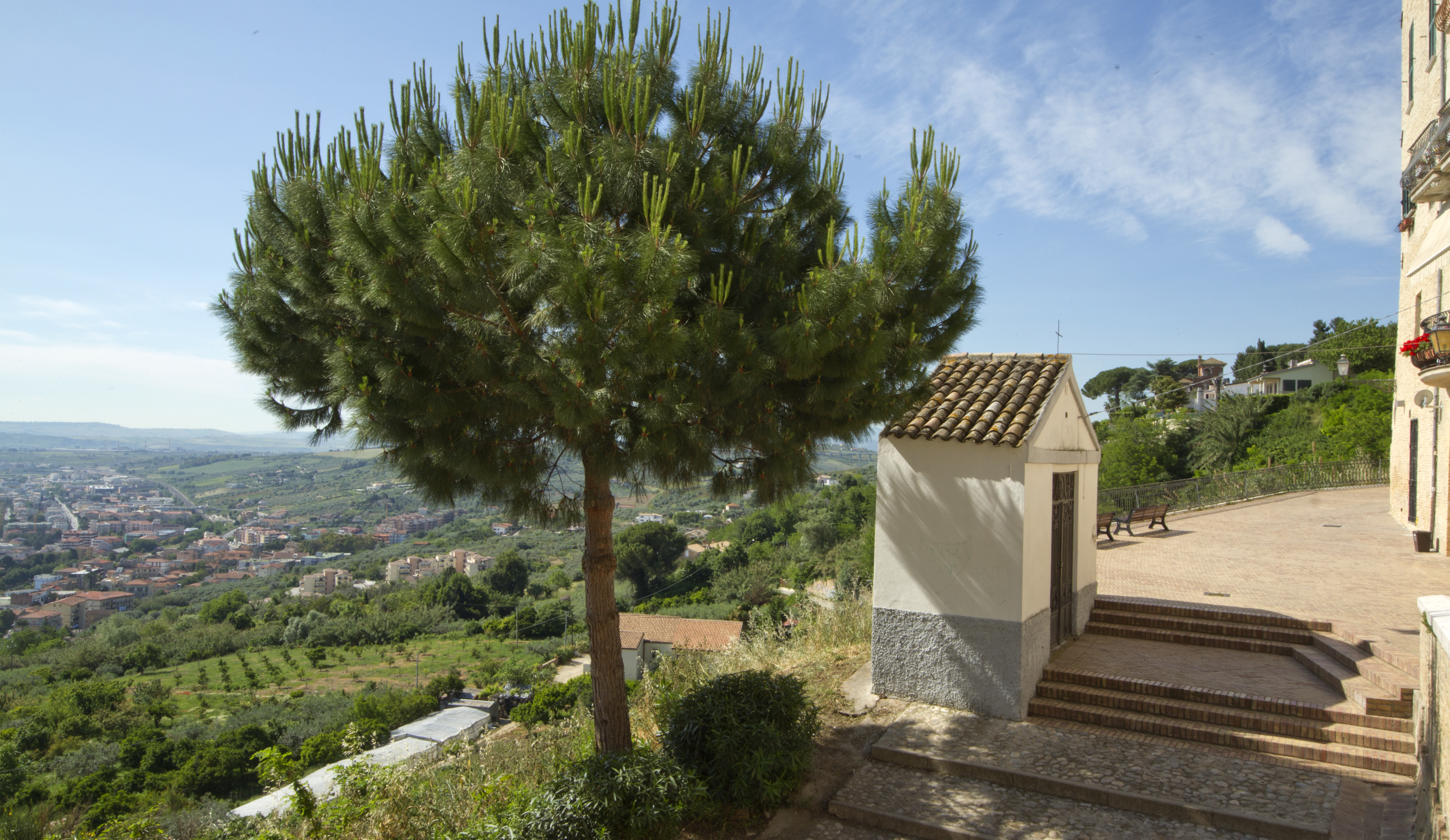
Cappella della Madonna della Catena

Si trova presso la Loggia Amblingh, fuori Porta Catena. La fede popolare dei vastesi volle che presso Porta Catena (o Santa Maria), dove nel 1816 iniziò la frana fino a Ripa dei Ciechi, nonché a ringraziamento di essere scampati al pericolo dell'epidemia di tifo del 1817 e del 1837, venisse eretta una cappella dedicata alla Madonna della Catena, per preservare la città da altre sventure. La catena è simbolo di Fede e Speranza per i vastesi, per le madri, per le spose, per rinsaldare il vincolo e una promessa d'amore e di fiducia. La piccola edicola però venne negli anni trascurata, e nel 1984 si dovette intervenire con il restauro dell'edificio, e nel 1898 con il restauro del prezioso quadro della Vergine. Il quadro rappresenta il tragico avvenimento del Calvario: la deposizione della Croce di Cristo tra le braccia di Maria e della Maddalena, a voler simboleggiare l'attesa di Resurrezione e la conseguente liberazione dalle catene del dolore.

### Palazzi

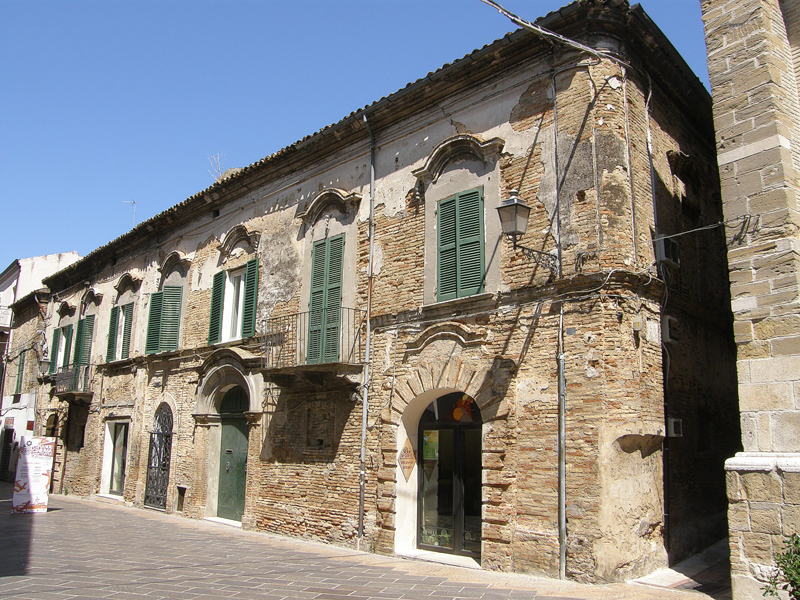
Palazzo Marchesani

- Palazzo Falghella-Caldarelli: sito tra Via Raffaello e Corso De Parma: il palazzo è di notevole interesse architettonico. Quando nel primo Novecento il Corso De Parma fu sottoposto a demolizioni e ristrutturazione di edifici, al fine di allargare la via, negli anni 1910-12, con l'ampliamento della via, l'edificio, già esistente da qualche secoli, fu sottoposto a rimaneggiamenti, con la facciata impostata in stile neoclassico. L'edificio si sviluppa con un pian terreno, un primo e secondo piano, terrazzo e sotto-terrazzo, e le strutture murarie verticali sono in mattoni, mentre quelle orizzontali in archi e volte di mattoni; una parte in solaio realizzato con travi di ferro e lavelli. La facciata che guarda su Piazza L.V. Pudente, nella parte del piano terra è costituita da tre aperture architravate, mentre i piani superiori sono delineati da quattro lesene sormontate da altrettanti capitelli e integrati da un cornicione in aggetto, sorretto da sottolineature decorative. Al primo piano si aprono tre finestre architravate incorniciate da timpani triangolari ai lati e con arco al centro. Al secondo tre balconi incorniciati con timpani ad arco e triangolo al centro, tali aggetti sono in marmo, sorretti da mensole in ferro con volute. I parapetti che si affacciano sulla piazza sono in ferro battuto, e decorati a fiori intrecciati a forma di giglio. Il portone di accesso è su via Raffaello, incorniciato e archivoltato, l'accesso dalle scale è pavimentato con il marmo di Carrara.

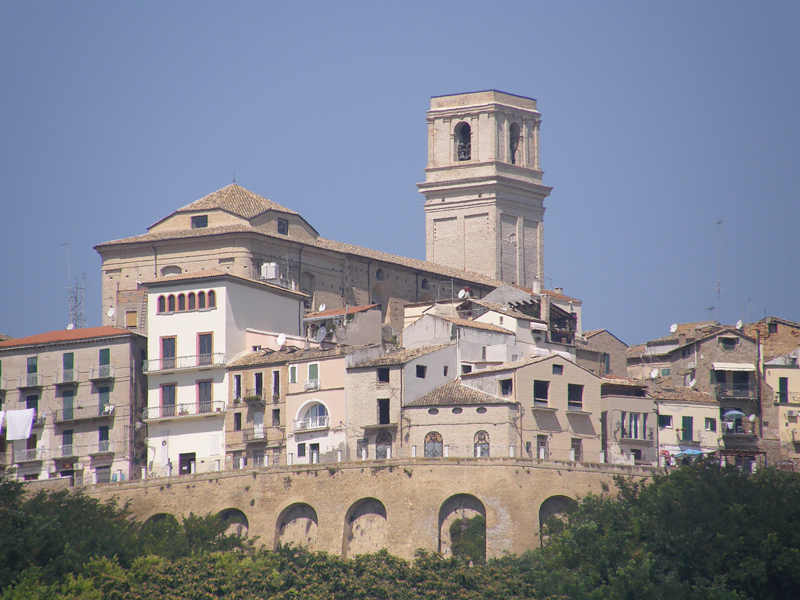
Veduta dalle mura del quartiere Gisone, con in vista la mole di Santa Maria Maggiore e casa Rossetti

- Palazzo Marchesani: situato in via Santa Maria Maggiore, presso il campanile della collegiata. Fu edificato negli anni del '700, posto nel cuore della storica Contrada Castello; confina a nord con via Giosia, e a sud con via Tiziano; prima della sua costruzione il palazzo era la casa di Buzio di Alvappario, illustre esponente politico vastese. Nel 1759 il palazzo era di proprietà di Vincenzo Cardone e poi del dott. Raiani con atto del 1824. Infine la proprietà passò ai Marchesani, di cui si ricorda il medico e storico Luigi. Il palazzo fu abitato dalla famiglia sino al 2015, quando morì il dott. Carlo Marchesani, ultimo membro della stirpe. Nella pianta della città di Vasto del 1838 il palazzo è compreso tra la cappella di San Gaetano (ancora oggi esistente ma sconsacrata) e la chiesa di Santa Maria; il fronte su via Santa Maria Maggiore, ha le due delimitazioni laterali su via Giosia e via Tiziano: la costruzione in cotto è per la realizzazione della muratura esterna in mattoni, e per la copertura del tetto a coppi, e per la posa dei pavimenti interni a quadroni di ceramica. L'elemento di connessione tra spazio esterno e interno è costituito da un'apertura andrale ad arco, con portale a strombi laterali, sormontato da accentuata cornice in rilievo a volute. Da qui per mezzo dell'androne, a volta di botte, si accede al cortile interno aperto, su cui si trova un pozzo, e a sinistra una gradinata di accesso, che smista le due logge laterali, a due archi con colonna centrale, su stanze del piano superiore, ornate da stucchi e decorazioni classiche. Lungo la facciata principale al pianterreno in origine si aprivano quattro ingressi, con l'arco centrale maggiore, mentre le altre cornici si mostrano meno lavorate della principale. Sul marcapiano poggiano in successione, sette finestre timpanate, arricchite da frontoni incorniciati sporgenti, ripetuti negli arcali del piano terra, e due finestrelle quadrate al di sotto dei balconcini, che contribuiscono ad animare il paramento murario, coperto da intonaco nel tipico colore grigio-chiaro.

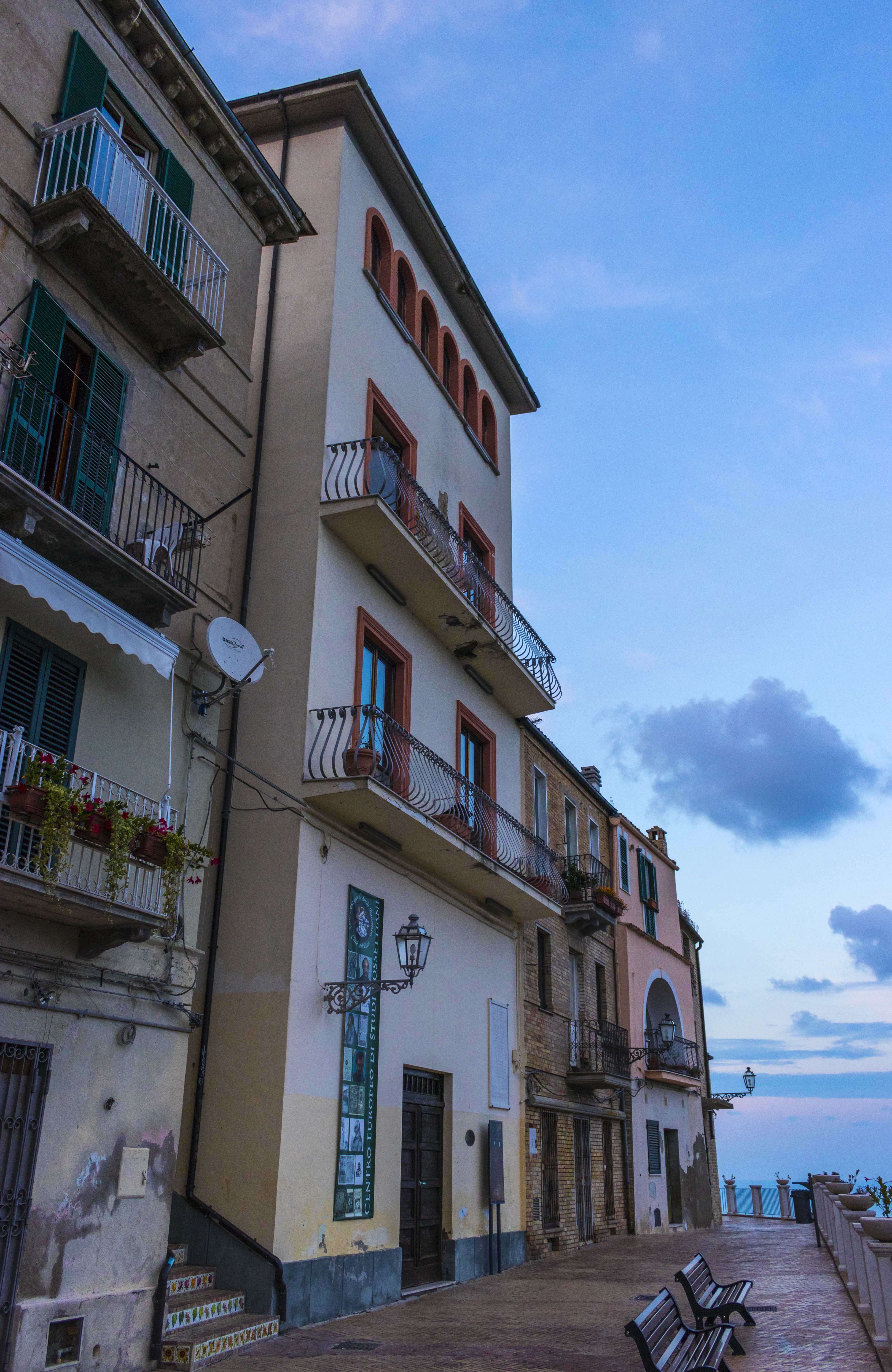
Casa natale di G. Rossetti

- Casa natale di Gabriele Rossetti: situata sulla Loggia Amblingh all'altezza di Porta Catena. Si ipotizza che fosse stata eretta presso una costruzione militare, data la sua posizione elevata e verticale, snodandosi su cinque piani, più quello del pianterreno adibito a fienile. Nella casa dimorarono i coniugi Nicola Rossetti e Maria Francesca Pietrocola, da cui nacquero nel 1765 Andrea Rossetti canonico e oratore, nel 1770 Antonio, poeta, nel 1772 Domenico filosofo, medico e avvocato e nel 1783 il poeta Gabriele. Il poeta visse nella casa almeno sino a vent'anni, ricordandola affettuosamente nelle sue Memorie. Quando morì, la casa divenne oggetto di interesse culturale, venendo restaurata nei primi anni del Novecento, e ospitando la biblioteca civica, prima dello spostamento nel 1988 nella Raffaele Mattioli. La casa è stata profondamente restaurata nel 1952 per ospitare la biblioteca, facendole perdere in parte il fascino originario, anche se era in stato avanzato di decadenza. Oggi ospita il "Centro studi Rossettiani", con la sala grande della biblioteca realizzata da Pompeo Giannantonio, uno dei primi studiosi di Rossetti. La sala sulla Loggia Amblingh è stata rifatta nel 2011 in occasione di una speciale mostra sul poeta. Il centro studi ha le finalità di collaborare con la Facoltà di Lettere e Filosofia dell'Università degli Studi "G. D'Annunzio" di Chieti, l'Università di Oxford e l'Università di Napoli "Federico II". Ospita inoltre l'archivio principale sulla famiglia Rossetti, le copie originali e manoscritte del poeta Gabriele e dei fratelli Domenico e Andrea, nonché alcune opere del pittore londinese Dante Gabriel e William Michael Rossetti, figli di Gabriele.

- Casa Amblingh: posta all'inizio della loggia, provenendo dalla discesa di San Gaetanello. Si tratta di una storica dimora del XVIII secolo, dove aveva residenza il capitano di guardia Guglielmo Amblingh, al seguito di don Cesare Michelangelo d'Avalos, che vi morì nel 1760, venendo sepolto nella vicina chiesa di Santa Maria Maggiore. La casa negli anni, soprattutto di recente, è stata ristrutturata e adibita a residenza di lusso, con numerose modifiche strutturali.

## Le mura e le torri

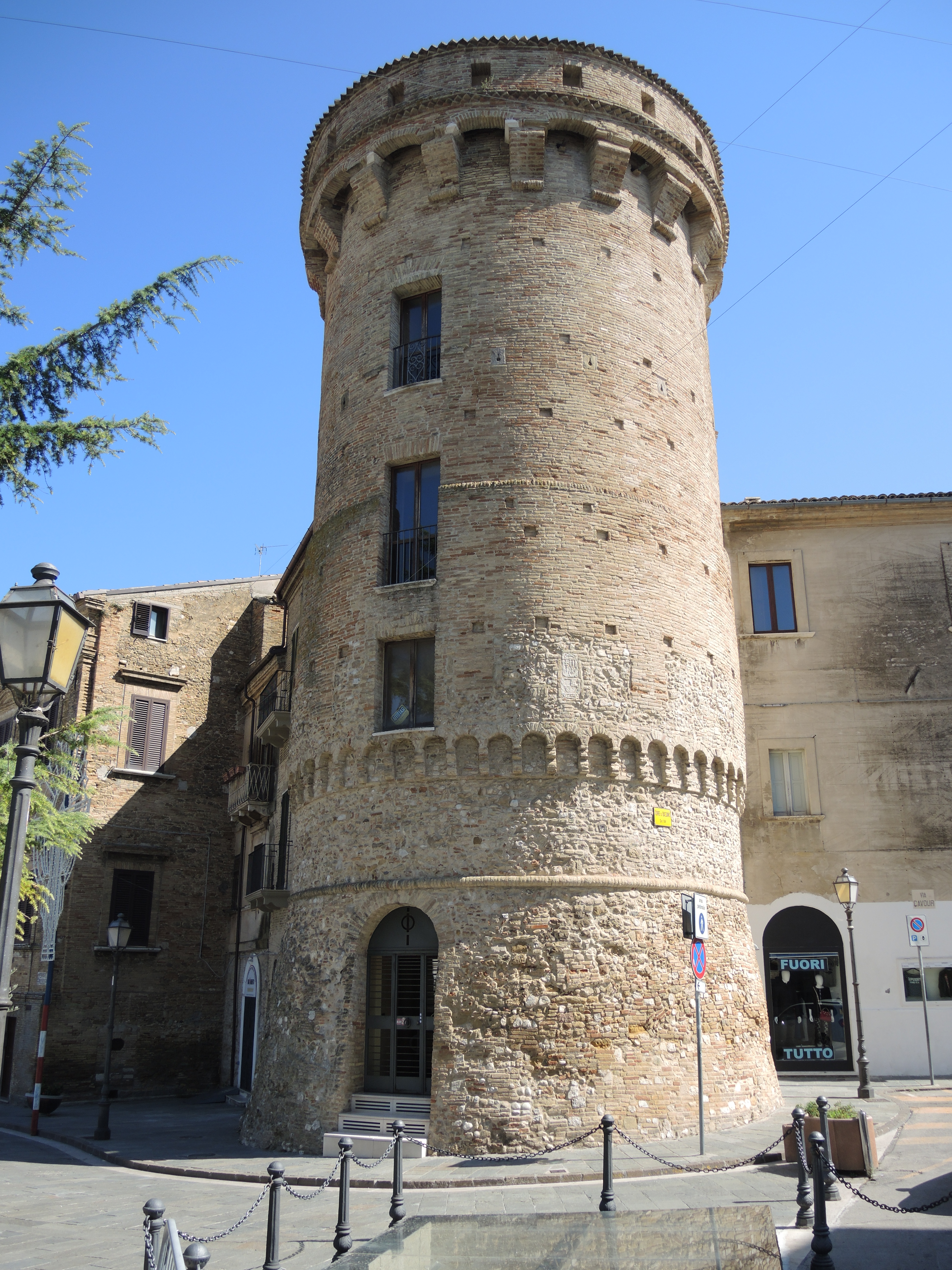
Torre di Bassano

Anticamente la città era circondata da mura fortificate, che presero la conformazione definitiva nel tra il 1439 e il 1493 per volere del capitano Jacopo Caldora e di suo figlio Antonio. Benché gran parte delle mura siano state demolite nell'Ottocento, l'ingresso alla città era dato da delle porte di accesso, due delle quali ancora conservatesi. Del sistema difensivo murario facevano parte il Castello Caldoresco e le varie torri di controllo, come Torre di Bassano, Torre Diomede e Torre Santo Spirito. Nel 1588 le porte della città erano quattro, anche se successivamente furono aperti vari passaggi sul perimetro della città.
- Porta Castello: era situata tra il lato sud-est del castello, lato di Piazza Rossetti, con accesso su Piazza Diomede. Era costituita da un ponte sorretto da spallette in muratura, sull'arcata superiore, nel 1656, venne collocata una pietra prelevata dalla basilica di San Michele di Monte Sant'Angelo a protezione dei terremotati, vista inoltre la devozione molto forte dei vastesi verso il santo. La decorazioni era formata da due capitelli marmorei, che recavano l'iscrizione "servari et servare meum est Diniunt pariter Renovantque labores". Nel 1828 prima fu demolito l'arco della porta, nel 1832 anche le due spalle con gli stipiti

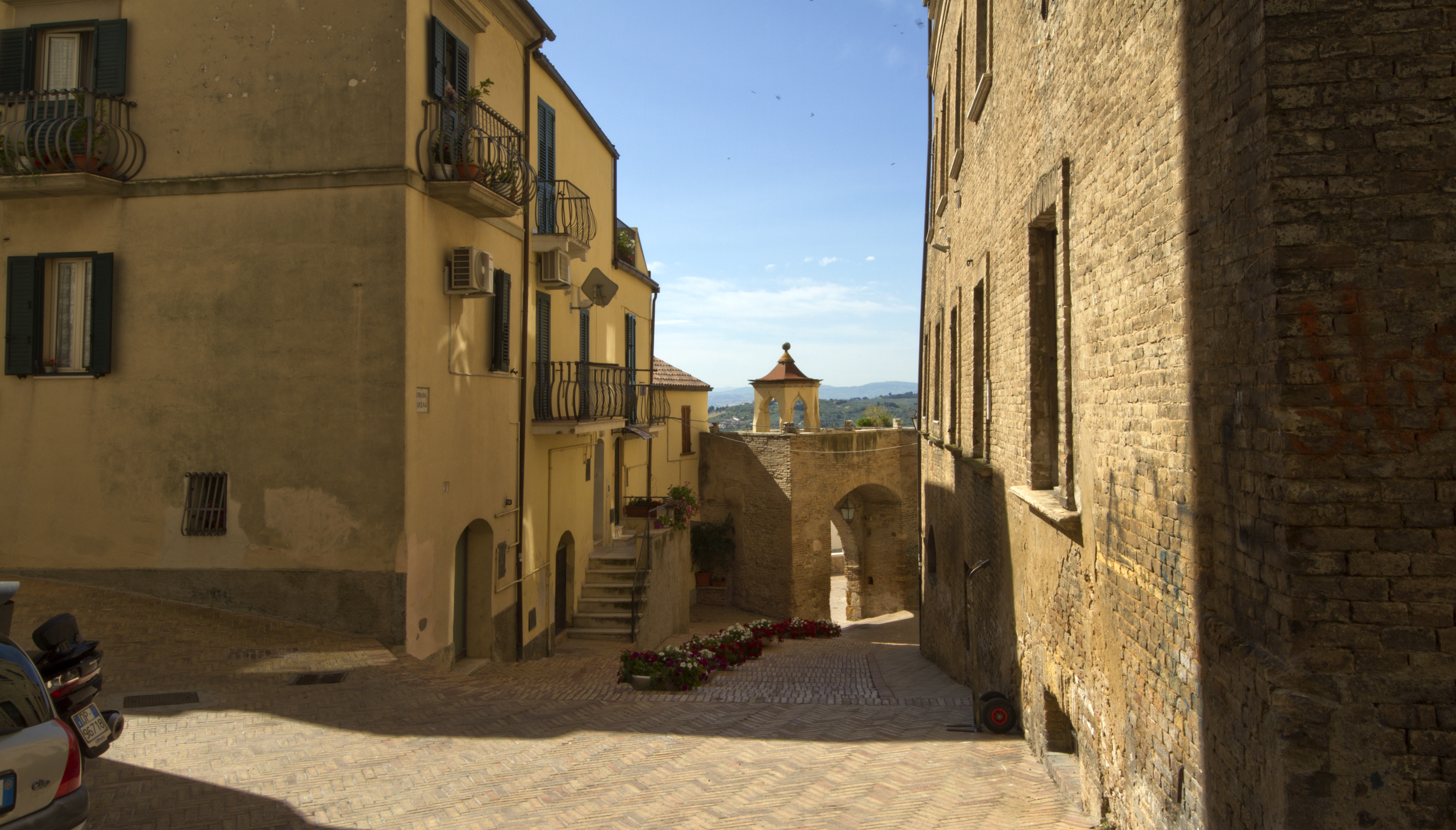
Porta Catena

- Porta Catena o di Santa Maria: tutt'ora visibile, si trova presso la cappella omonima, affacciata su Loggia Amblingh. Unico esempio superstite di pora medievale, facente parte dell'antica cinta muraria: esternamente si presenta ad arco acuto in laterizi che, alle imposte, poggia su due lastroni di pietra. Al fianco sinistro reca innestato un cardine di pietra che aveva un incavo cilindrico per accogliervi il perno del battente. Internamente comprende uno sguancio scoperto con l'altro arco più basso. Presumibilmente la costruzione risale all'epoca della ristrutturazione caldoriana delle mura (1391-1439).
- Porta Palazzo: si trovava presso il Palazzo d'Avalos in Piazza del Popolo, lato nord-est verso l'attuale belvedere della via Adriatica. Consentiva l'uscita verso la parte orientale, esistente già prima della ristrutturazione caldoriana delle mura. Nel 1603 venne restaurata a spese dell'Università, nel 1644 era ancora visibile una lapide con lo stemma civico, e successivamente venne demolita. Già all'epoca dello storico Marchesani non esisteva più, ma tutt'ora si è conservato il toponimo per indicare l'angolo di Piazza del Popolo, con la strada che scende lungo il costone della lama.
- Porta Nuova: esisteva già dal 1544, situata nel rione di Guasto d'Aimone, in via Roma, nei pressi dell'antico convento di San Domenico (oggi chiesa dell'Annunziata), e permette l'accesso al Corso Palizzi. Nel 1790 il mastrogiurato Barone Tambelli ne condusse il restauro e costruì lo stemma civico, posto in cima all'arco a tutto sesto, con la lapide che recita PORTAM HANC PER COMMODAM / LOCO STRUCTURAQUE MELIOREM / E FUNDAMENTIS, AERE PUBLICO / MAGISTER JURATIS D. JOSEPH / TAMBELLI, RESTITUIT CURAVIT / ANNO MDCCXC.

Nel 1950 la porta fu decorata con un oculo in maiolica raffigurante San Pietro, opera di Michele Provicoli.

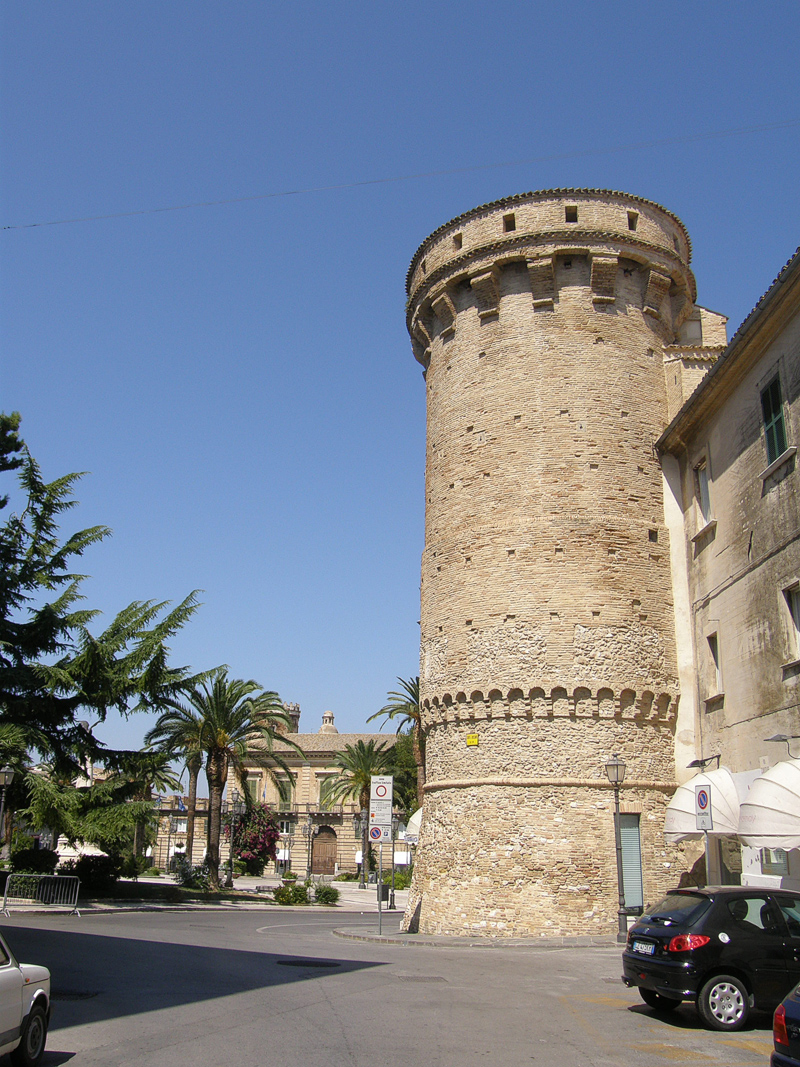
Torre di Bassano (1439)

- Torre di Bassano: è sita in piazza Rossetti.[9]Si tratta della torre meglio conservata della cinta muraria vastese, voluta da Jacopo Caldora nel 1439, e poi amministrata da varie altre famiglie. Ha quattro appartamenti, v'è infissa la pietra che presenta lo stemma delle armi regie, lo stemma dell'Università, al primo piano comprende una serie di archetti che assumono forma di sporgenti merlature che producono un rigonfiamento del diametro esterno del cilindro, con mensole ad arco, ma meno accentuato che nei bastioni del Castello Caldora. Al piano superiore la costruzione si restringe e appare smussata ad ovulo, per proseguire infine a forma cilindrica. Il pino finale è decorato da uno spalto che fuoriesce, il cui parapetto è sorretto da mensoloni collegati con archetti semiovali a morbida curvatura. La torre fu dei d'Avalos nel 1500, poi passò ai Bassano, antica famiglia di Padova. Nel 1814 vi fu collocato in cima alla torre il telegrafo.

- Torre Diomede del Moro: si affaccia su Piazzetta Diamante, fa parte delle fortificazioni fatte costruire da Jacopo Caldora a difesa della città (XV secolo). Nel 1800 venne ridotta a fondaco e poi abitazione, subendo  successive devastazioni e i discutibili rifacimenti. Sulle merlature di questo monumento a pianta cilindrica sono state innalzate mura per delimitare la stanza per l'abitazione costruita al suo interno. Nel tronco della torre c'è una pietra preziosa con incise le "armi regie".All'interno ci sono documenti che ne attestano l'uso temporaneo anche a mattatoio comunale.

- Torre di Santo Spirito: si affaccia su Piazza Verdi. Chiamata anche "Torre Diamante", faceva parte delle mura difensive volute dal Caldora nel 1439; sul bastione è ancora visibile la pietra appostavi nel 1493 sulla quale furono sovrapposte incisioni degli stemmi regali, del Municipio e dell'Università del Vasto. La torre riporta alla memoria della presenza dei Padri Celestini a Vasto, fondatori del monastero di Santo Spirito, sopra cui nel XIX secolo vi fu costruito l'attuale Teatro Rossetti. La torre ha pianta cilindrica, avente la base originale con beccatelli e merlature, e la parte superiore ristrutturata perché adibita ad abitazione.

## Fontane e monumenti pubblici

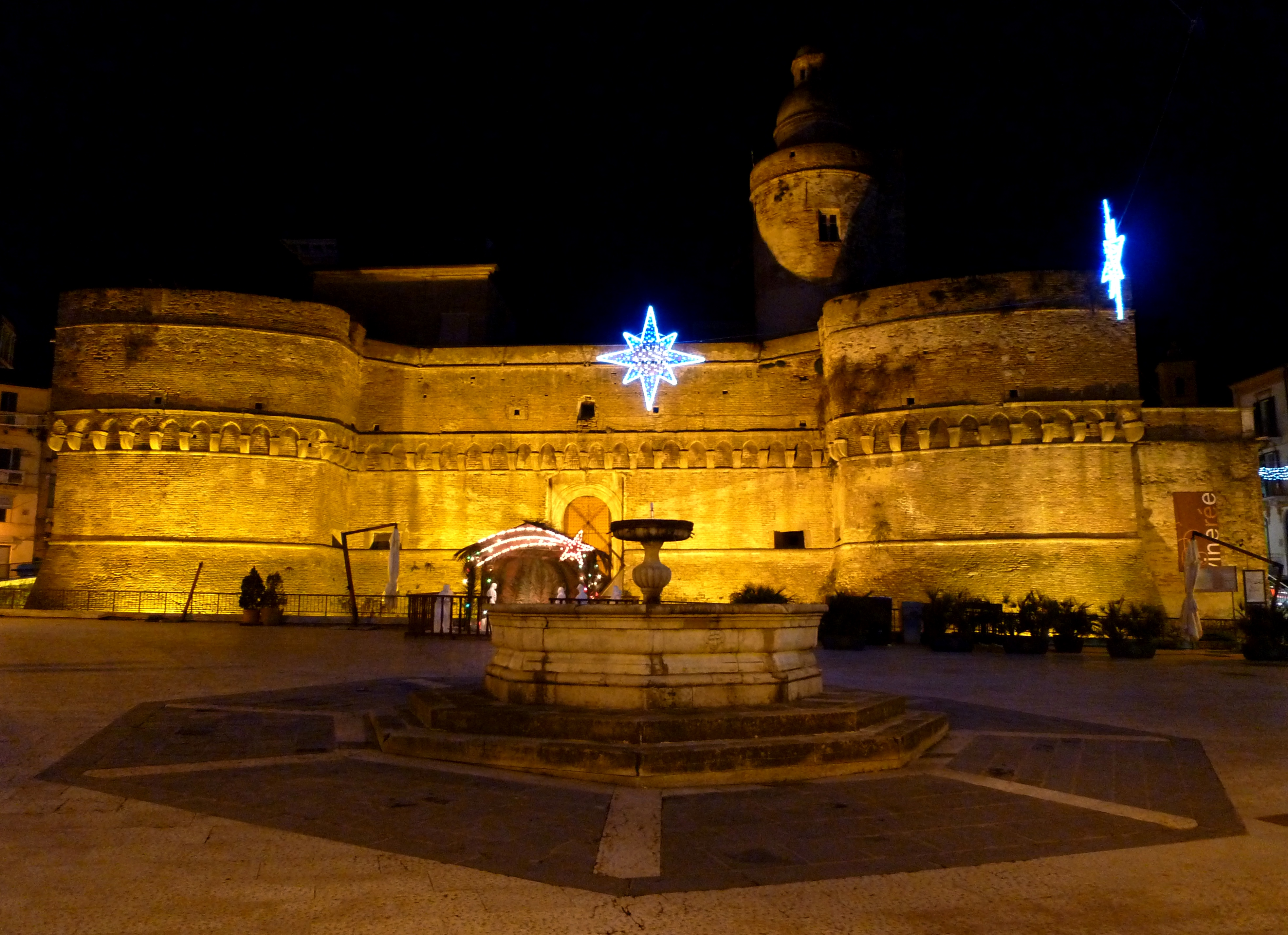
Fontana d'Avalos in Piazza Barbacani, di notte

- Fontana Grande: si trovava davanti al sagrato del Duomo in piazza Pudente, e successivamente venne traslata nella metà del Novecento in Piazza Barbacani, davanti al castello. La fontana è stata realizzata nel XVIII secolo dai nobili d'Avalos, come lavatoio pubblico e principale fonte di approvvigionamento dell'acqua in città: è caratterizzata da una vasca maggiore a pianta ottagonale, entro cui al baricentro si innalza un piedritto dalle formi curvilinee, e da decorazioni a rilievo, da cui sgorga la cannella dell'acqua.
- Fonte Nuova: sorge appena sotto il Palazzo d'Avalos, in via Porta Palazzo. La fontana venne realizzata nel 1814 circa, in località Tre Segni, dove confluivano le acque provenienti da sorgive sotterranee , presso la cappella della Madonna della Neve, oggi distrutta. Dopo la frana del 1816, la fontana venne rifatta in forme più monumentali nel 1849 per volontà del sindaco Pietro Muzii, come attesta la lapide commemorativa, ed accoglie sul frontone l'immagine sacra della Madonna degli Ortolani, poiché la piana ne era piena. Il progetto di rifacimento ottocentesco fu affidato all architetto  Nicola Maria Pietrocola nel 1832, e mostra un aspetto chiaramente neoclassico, caratterizzato dall'uso del mattone cotto.
- Monumento ai Caduti della Grande Guerra: in Piazza Caprioli. Eretto esattamente nel baricentro del piazzale, si trova all'interno di un recinto quadrato di mattoni e balaustre in granito, su cui corre in rialzo metallico, con in ciascun angolo un'ogiva, e davanti alla lapide con l'iscrizione commemorativa, si trova un tripode in ferro per collocare il lume a ricordo. Il basamento è costituito da un blocco di 10 cm, su cui poggiano 4 lastre di marmo con incisi i nomi dei soldati caduti nella prima e seconda guerra mondiale, e che a loro volta fungono da piedistallo per il blocco di marmo a tronco piramidale, sulle cui quattro fasce laterali sono incisi altri nomi. In cima troneggia la statua allegorica della Vittoria alata, che regge una spada e con l'altra mano la corona d'alloro.
- Monumento alla Madonna di Lourdes: si trova all'ingresso della villa comunale, da piazza Marconi, di recente costruzione

## Castello Caldoresco

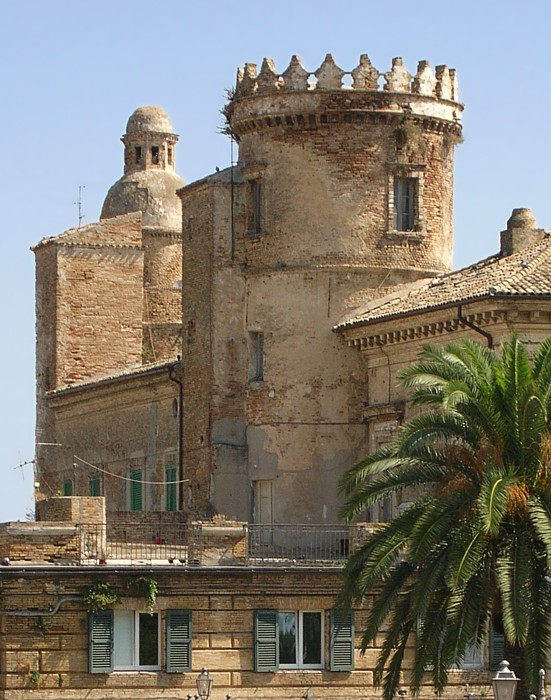
Particolare del Castello Caldora, visto da Piazza Rossetti

Il Castello Caldoresco sorge in Piazza Barbacani, e aveva un'altra facciata volta anche in Piazza Rossetti, coperta però dalla costruzione del Palazzo Palmieri (XVIII secolo). Il castello sorge sull'antico fortilizio militare di Aimone di Dordona (IX secolo); nel 1345 era feudo di Raimondo Caldora, barone di Castel del Giudice, che lo fortificò. Ripreso dalla regina Giovanna II nel 1422, una decina d'anni più avanti passò nelle mani del capitano Giacomo Caldora, nipote di Raimondo, che lo ricostruì daccapo secondo le nuove tecniche di combattimento e d'assedio, munì gli spalti dei cannoni con quattro grossi bastioni angolari a mandorla, e innalzò in cima due torri cilindriche, una delle quali con la merlatura guelfa. Il castello divenne teatro di scontri quando Antonio Caldora signore del Vasto e figlio di Giacomo, che parteggiava per gli Angiò, dovette resistere all'assedio di Ferrante I d'Aragona. L'assedio durò tre mesi nell'anno 1464, ma alla fine il popolo fece catturare Antonio, che venne privato di tutti i feudi. Il castello venne privato di alcune bocche da fuoco, nel 1499 andò in mano a Innico I d'Avalos.
Di conseguenza nel XVI secolo i d'Avalos si stabilirono nella casa patrizia di Giacomo Caldora, trasformando nel palazzo rinascimentale oggi conosciuto; il castello nel 1606 fu ceduto dal marchese all'Università del Vasto, divenendo tribunale, archivio e carcere. Venne sempre di più smontato, tanto che nella porzione volta su Piazza Rossetti venne costruito il Palazzo Palmieri sopra il vecchio carcere. Nel 1701 il marchese don Cesare Michelangelo d'Avalos fece tuttavia accomodare il castello con restauri; la fortezza resistette all'ultimo grande assedio del 12 aprile 1814 da parte di bande di briganti pugliesi capitanati de Pasquale Prassete e Fulvio Quici. Il castello, difeso dalle truppe del barone Giuseppe Nicola Durini, riuscì a ricacciare gli assedianti verso torre Santo Spirito, dove vennero debellati. Attualmente necessiterebbe di restauro, ma essendo struttura privata, la competenza non spetta alla regione.

## Piazza Gabriele Rossetti

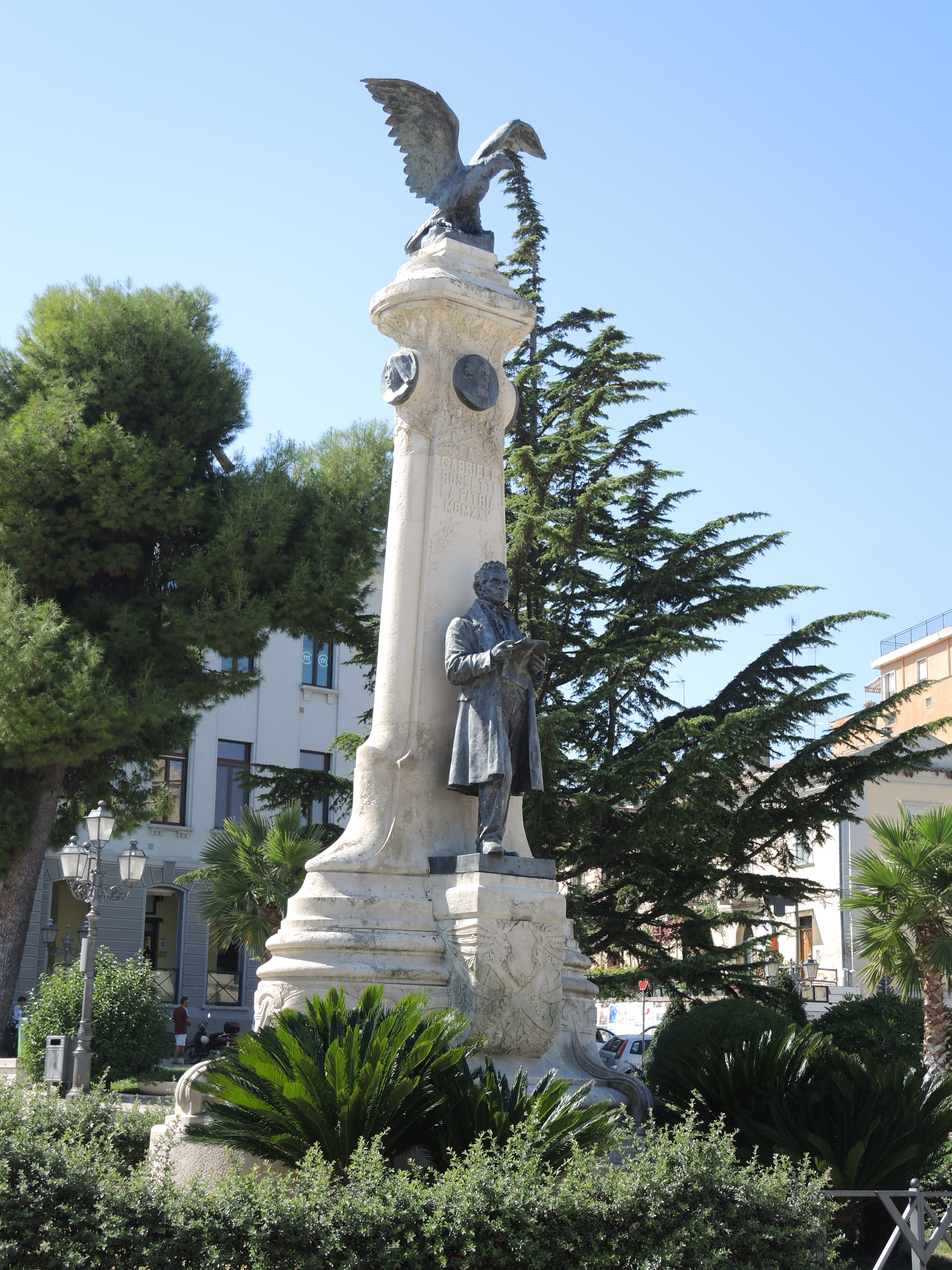
Monumento a G. Rossetti

Piazza centrale di Vasto, dove si affacciano il Palazzo Palmieri, una porzione del rione Gisone dall'aspetto convesso, sino a Torre di Bassano; poi a sud si apre il Corso Italia con i vecchi uffici delle scuole elementari, e ad ovest la facciata della chiesa dell'Addolorata. La piazza ha aspetto ellittico in quanto vi si trovava l'anfiteatro romano, di cui sono visibili alcuni resti sotto vetro trasparente allo sbocco di via Cavour, a Torre di Bassano.
Al centro, circondato lateralmente da quattro aiuole dove si trovavano delle palme, si trova il grande monumento a Gabriele Rossetti. Il monumento fu realizzato nel 1926 grazie al contributo del Lions Club Vasto, inaugurato dal principe ereditario Umberto II di Savoia, nel piano di riqualificazione urbana della città, e progettato da Filippo Cifariello. Il monumento poggia su basamento di pietra, si innalza verticalmente a colonna, avente in cima l'aquila littoria in bronzo con ali spiegate, stesso motivo ricorrente nell'architrave del Politeama Ruzzi. In alto ci sono dei medaglioni bronzei con i quattro figli di Gabriele: Dante Gabriel, poeta e pittore preraffaellista, Christina Georgina, poetessa, William Michael. critico letterario e curatore dell'opera paterna, e Maria Francesca, suora conventuale. La statua idealizzata del poeta in piedi che legge un libro, realizzato nelle solenni forme modello con cui si realizzavano a partire dall'Unità anche i monumenti a Dante Alighieri (Rossetti fu uno dei primi esegeti moderni dell'opera dantesca) si trova davanti all'alto basamento, con dietro di lui un'iscrizione commemorativa.

## Corso Nuova Italia

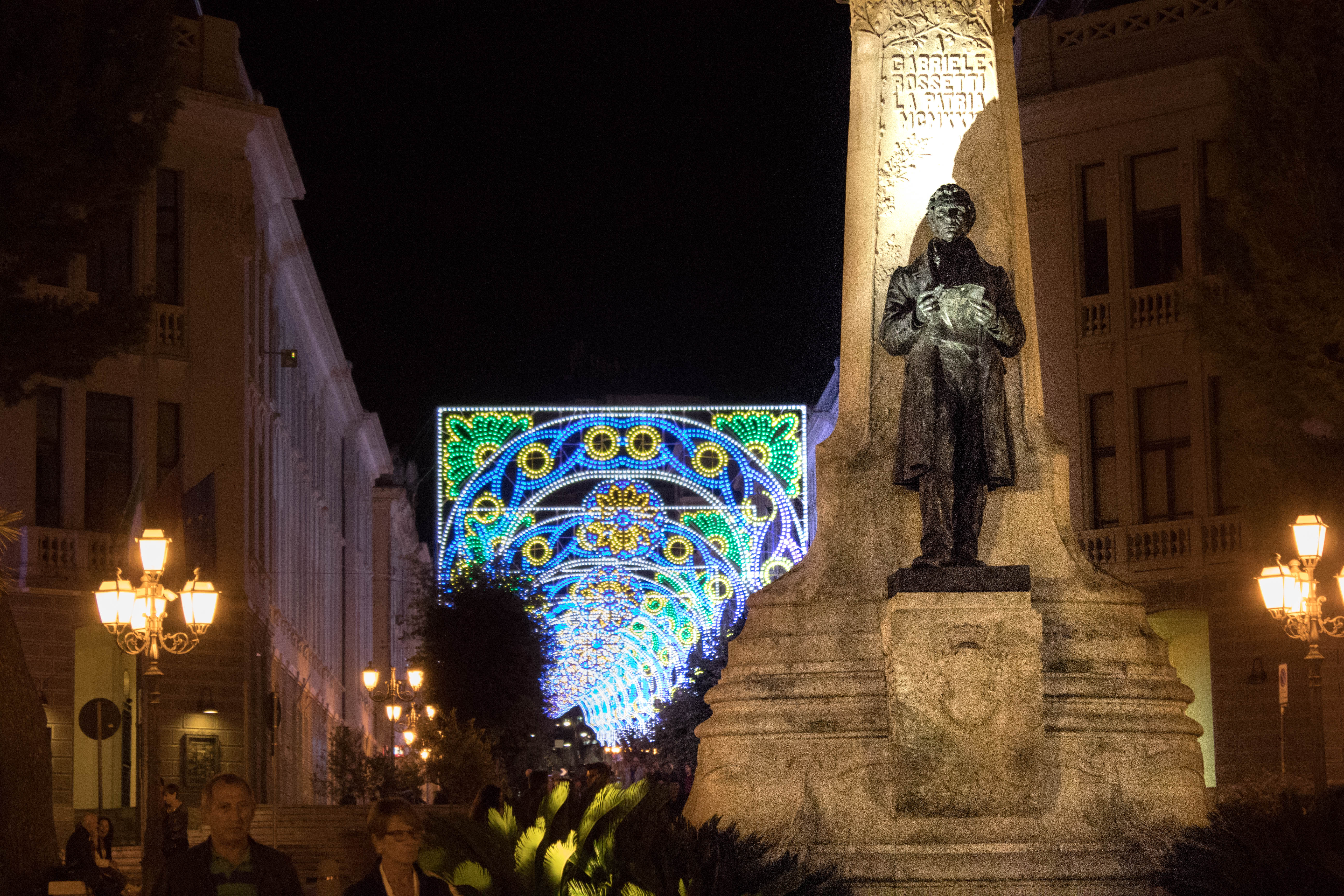
Ingresso al Corso Italia da Piazza Rossetti

In origine detto "corso del Littorio", fu realizzato nei primi anni '30 come nuova e moderna passeggiata della città di "Istonio", che avrebbe collegato la Piazza Gabriele Rossetti, ricavata dall'ex Piazza Cavour (dove si trovava anfiteatro e dove si teneva il mercato settimanale), alla nuova Villa comunale del viale delle Rimembranze, presso il piano Aragona.
- Palazzo Cieri-Cavallone: realizzato negli anni '30, ha uno stile misto tra liberty e neoclassico, presentando base in bugnato chiaro, su cui si aprono nella facciata su Corso Italia, il portone di accesso e i due portoni laterali. I due piani superiori hanno due balconi laterali con aperture delimitate da timpani e delineate da un marcapiano a lieve aggetto. La facciata su via Asmara presenta due balconi laterali, con apertura sormontata da timpano e due finestre centrali, sempre sormontate da timpani; al piano terra due finestre sotto due balconi e due aperture centrali. L'edificio è rivestito in mattoni rossi, decorato da paraste angolari con marcapiano e marcadavanzale delimitato da fascia aggettante.
- Palazzo De Sanctis: costruito su progetto di Antonio Izzi, venne costruito nel 1926-29, con vista su Corso Italia. Nella facciata si aprono nei due piani, tre balconi alternati da una finestra, decorati da colonnine soprastanti con timpani ed arco nel primo piano, e a triangolo nel piano superiore. Il marcapiano, nel primo e secondo livello, è decorato con motivi floreali. Due lesene laterali sono realizzate in bugnato semplice, uguale conformazione nelle fasce laterali dello stabile. Al piano terra, oltre al portone centrale, quattro aperture per le attività commerciali, con fasce in bugnato.

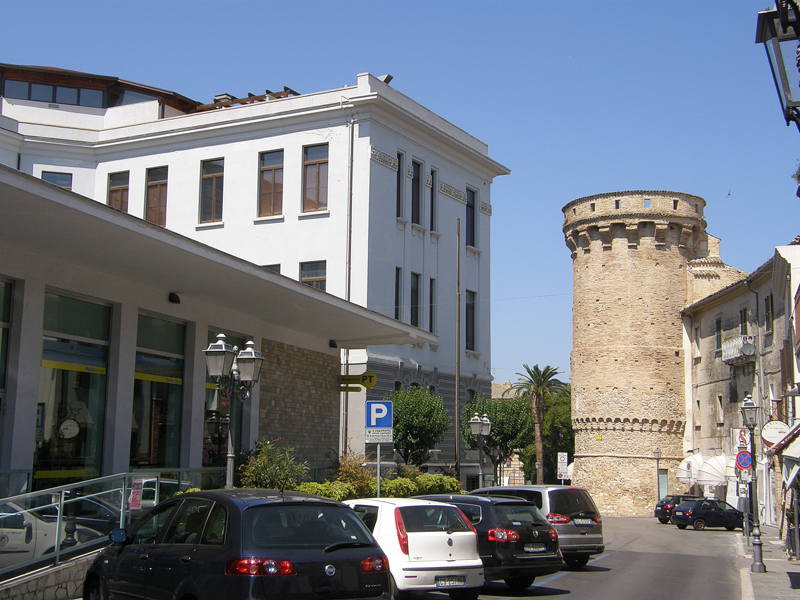
Via Cavour: sulla sinistra le moderne Poste, le scuole elementari vecchie e Torre di Bassano

- Palazzo Martella: si affaccia su Corso Italia, costruito nel 1933-35 su progetto di Giuseppe Peluzzo da Vincenzo La Palombara. L'edificio è rivestito da intonaco graffiato che imita il travertino. Sulla facciata che dà su Corso Italia, al piano terra, si apre, il portone principale al centro, e due aperture laterali con decorazione ad arco a tutto sesto in fasce bugnate. Motivi che ripetono sulla facciata di via IV Novembre. Al primo e secondo piano si aprono, rispettivamente, al centro un balcone decorato con cornice ed arco inferriate di protezione, ed ai lati due balconi laterali su cui ci sono due finestre dei piani. Nella facciata laterale a destra si aprono finestre decorate con cornici ad arco.
- Palazzo Melle-Molino: costruito nel 1929 presenta elementi decorativi unici nel suo genere, rispetto ai fabbricati adiacenti della stessa epoca. Venne progettato dall'ingegnere A. Saraceni di Palmoli in un unico blocco sormontato da una torretta adiacente su via Asmara. Il corpo centrale ha due balconi con colonne e due finestre decorate con lievi timpani. La torretta ha tre piani con relativi balconi e colonne trifore delimitati da lesene laterali, sormontate da decorazioni a festoni floreali. La parte laterale ha due finestre per piano timpanate e leve aggetto anche sul davanzale.
- Politeama Ruzzi: sito in Corso Nuova Italia. Risale al 1931. Una ristrutturazione ha danneggiato l'interno. Durante il ventennio fascista fu edificato il quartiere di Corso Nuova Italia sito fuori del centro storico di Vasto. Il progetto iniziale è del 1906 poi realizzato nel 1924. Molti edifici che si affacciano sul corso alcuni sono in stile neoclassico altri in stile liberty. Il Politeama doveva avere funzioni sociali e culturali oltre che ospitare le riunioni del Partito Nazionale Fascista. Il primo progetto fu disegnato dall'ingegnere Antonio Izzi nel 1927 con linee curve, motivi floreali e le vetrate con bifore e trifore secondo lo stile dell'Art Nouveau. La facciata ha un portico con cinque arcate. Sulle chiavi di volta degli archi a tutto sesto sono incise le iniziali del commissionario Giovanni Ruzzi. Nei piani superiori le lesene hanno varie decorazioni. Alcuni punti dell'architettura richiamano l'accademismo tardo-ottocentesco, ed alcune decorazioni, oltre alla su citata Art Nouveau, allo stile della secessione viennese.[10]
- Palazzo Tenaglia: la costruzione risale agli anni '30, ricalcante lo stile degli altri edifici. La facciata principale al piano terra ha quattro aperture decorate con cornici culminanti ad arco a tutto sesto, con intonaco bugnato. Il marcapiano segna il primo piano decorato con motivi floreali, con due balconi laterali, al primo piano e al secondo, e al centro due finestre; tre finestre sono nel blocco laterale. Una cornice a lieve aggetto sorregge il cornicione del tetto sostenuto da pilastri.
- Palazzo Vicoli: è stato costruito all'inizio degli anni '30 su Corso Italia, lungo circa 30 metri, intervallato da una tripartizione di lesene bugnate lisce, con suddivisione di paraste incorniciate. S u due piani, lungo il corso, si aprono quattro balconi intervallati da doppie finestre separate da lesene bugnate al primo piano, sormontate da timpani a sesto acuto, al piano terra si prono apertura a forma di edicole. La facciata laterale ha tre finestre segnate dal marcapiano.

## Via Corsea, ossia il Corso De Parma

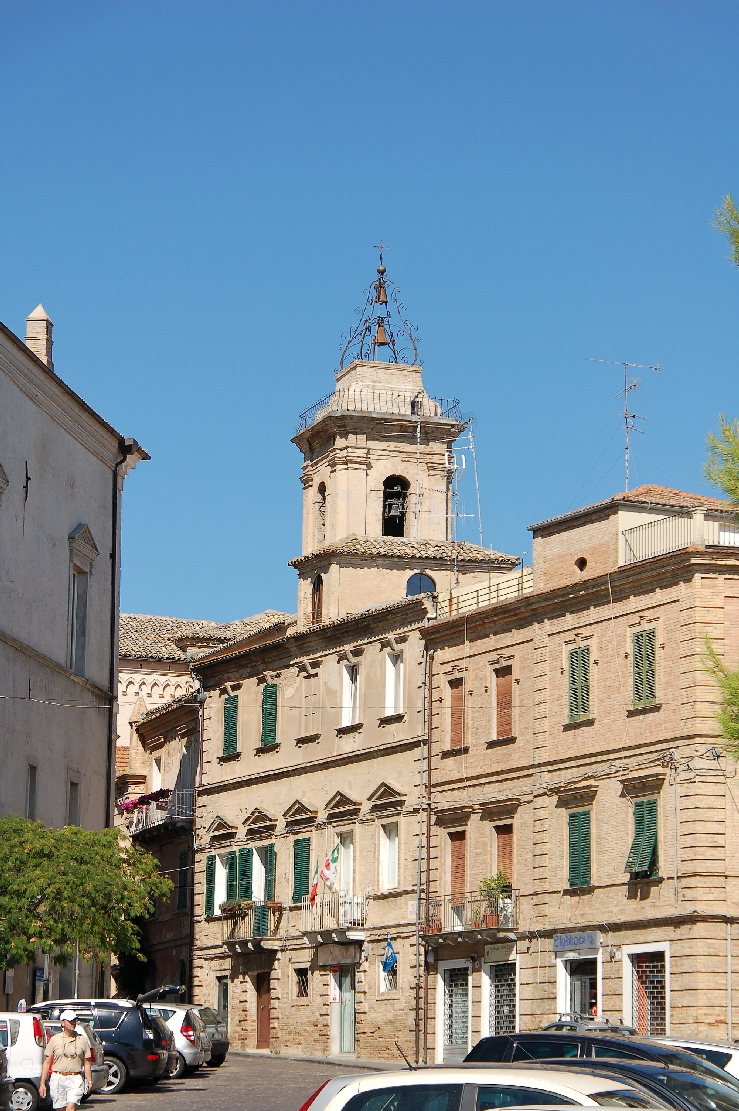
Piazza del Popolo e Corso De Parma

Prima che fosse edificato il quartiere di Guasto d'Aimone nel IX secolo, la cosiddetta "via Corsea" (oggi Corso De Parma), era il centro principale dei commerci cittadini. Questa via dritta parte da Piazza Diomede, dove si trova il castello Caldora, e conduce sino al Palazzo d'Avalos, vi si trovavano numerose botteghe ed esercizi commerciali. Lo storico Marchesani ricordale attività principali dei ciabattini, mercanti e spacci, e sino ai primi anni dell'800 c'era anche la gogna pubblica per i delinquenti e i debitori. Il sagrato del Duomo era la Piazza de' Ferrari, che aveva le botteghe del 1548, date in affitto ai gabellieri, che sorvegliavano Porta Castello (tra Piazza Diomede e Palazzo Palmieri).
Le botteghe vennero demolite con il riassetto del quartiere, alla confluenza di via Santa Maria Maggiore con via Marchesani si trovava il largo della Dogana, più oltre davanti alla cattedrale c'era la fontana Grande traslata in Piazza Barbacani. Sino all'epoca di Marchesani la strada era detta "Corsia", termine che ha accostamento all'arabo "el kasr", che significa "castello", ossia il primitivo quartiere o contrada che delimitava la città fondata nel IX secolo, entro le mura medievali. Secondo Marchesani la nascita delle botteghe dipese dall'arrivo dei Normanni; attualmente la strada è intitolata a Riccio De Parma, uno dei 13 campioni italiani della disfida di Barletta del 1503. Agli inizi del '900 la strada era detta anche "via degli Scarpari" per la presenza di botteghe antiche. Negli anni a seguire, le antiche e misere case attorno alla Cattedrale vennero demolite per edificarvi nuovi palazzi signorili di gusto eclettico (liberty e neogotico, come il Palazzo Ritucci Chinni), che avrebbero dovuto rappresentare il nuovo commercio fiorente e signorile della città moderna.

## Villa comunale
La villa fu realizzata nel piano di riqualificazione del 1936, occupando una vasta area del Piano d'Aragona, a ridosso del promontorio del santuario di San Michele. La villa ha pianta rettangolare irregolare, e si sviluppa dalla fine del Corso Italia attraverso il viale delle Rimembranze. È caratterizzata da due poli: uno rettangolare lungo il rettilineo con alcune lapidi commemorative i caduti della Guerra, mentre l'altro è destinato all'attività ludica, con parco giochi per bambini, chioschetto ristorativo, anfiteatro giochi. Di monumentale si conservano una fontana a pianta circolare, e un laghetto per papere con giochi d'acqua, e una torre a castello merlata, da cui sgorga l'acqua. La villa è stata oggetto di lavori di riqualificazione nel 2005 e nel 2018.

## Monumenti appena fuori dal centro
- Santuario di Maria Santissima Incoronata:

Situata nell'omonima frazione, è sede dell'Ordine dei Frati Cappuccini, e sorge come ingresso del cimitero. Fino al 1809 il convento dei Cappuccini si trovata, tra il 1582-85, presso la chiesa di Santa Maria degli Angeli, o Sant'Anna. Soppresso poi per le leggi napoleoniche, il convento fu chiuso nel 1811, e demolito dal barone Genova Rulli. Il 31 marzo 1860 il re Francesco II delle Due Sicilie autorizzava l'apertura di un nuovo convento per i Cappuccini, eretto dai coniugi Antonino Celano e Giovannina Mayo; l'8 settembre dello stesso anno sotto la guida di Padre Giuseppe Cerritelli, i frati posero dimora nei modesti locali della chiesa dell'Incoronata fuori le mura. Il 7 luglio 1866 fu soppresso dalle leggi piemontesi. I Cappuccini furono ospiti nella villa di Antonino Celano, fino alla nuova concessione nel 1883 dell'area dell'Incoronata ai Cappuccini. Nel 1889 Padre Francesco da Palombaro curò la costruzione del piano superiore del convento, per accogliere una scuola per novizi, nel 1914 fu trasferito da Penne il primo seminario serafico della provincia di Chieti, rimasto attivo fino al 1977, quando per crisi delle vocazioni la scuola fu chiusa.

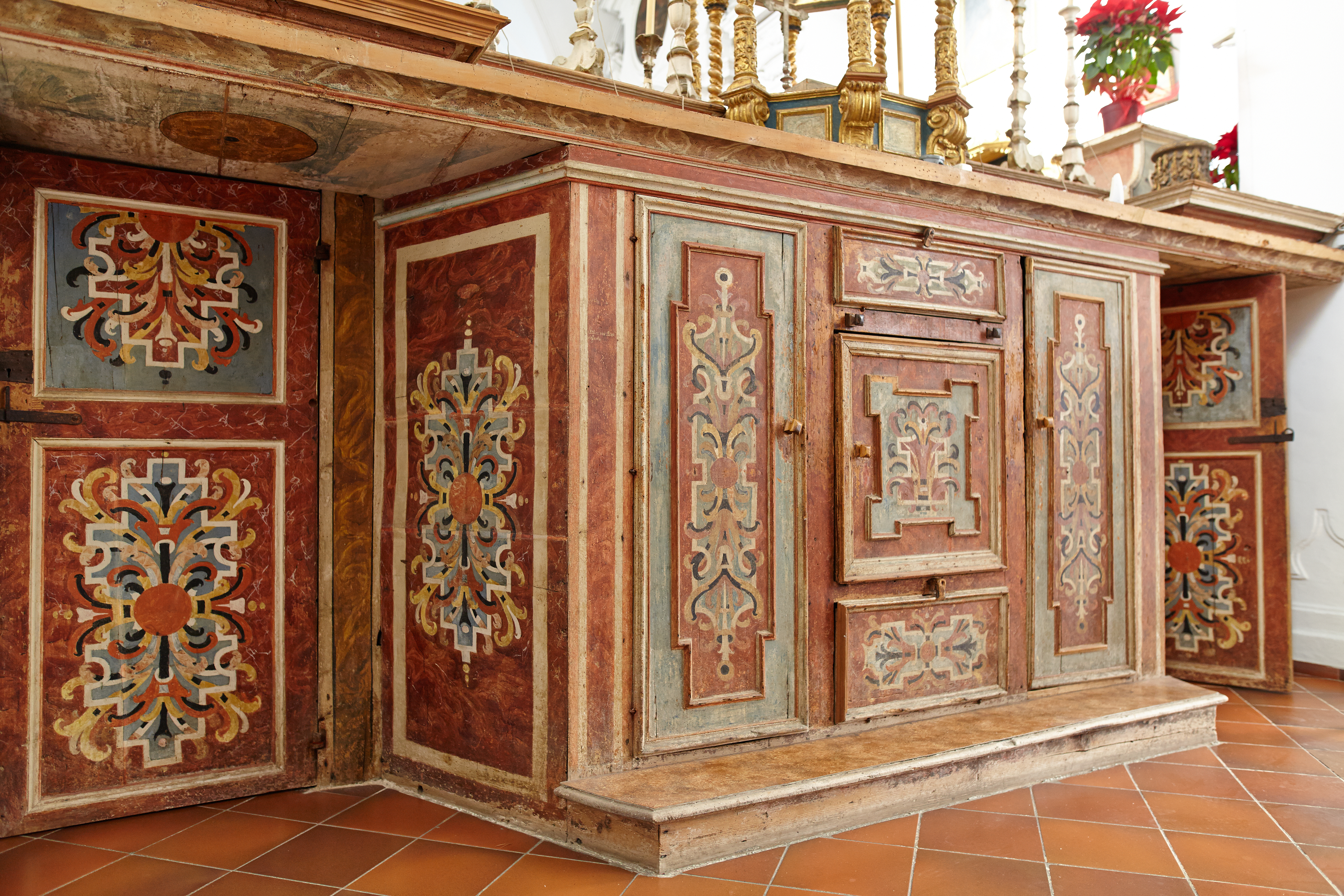
Altare monumentale del convento di Sant'Onofrio

Nel settembre 1986 fino al 1992 il convento è stato sede del postnoviziato dei Cappuccini d'Abruzzo. La cappella dell'Incoronata, nella prima metà del XVIII secolo era sorta sopra l'antica chiesa di San Martino, ampliata nel 1871, fu restaurata e ulteriormente ampliata nel 1918, mentre nel 1938 venne completata la facciata del convento in stile post-neoclassico rurale. Le origini del santuario risalgono al 1738, considerando prodigiosa una cappella ivi costruita. In quell'anno una grave siccità minacciava i raccolti, e fu ordinata una processione penitenziale, portando attraverso le campagne colpite la statua della Vergine Incoronata, e giunta la processione presso San Martino, scoppiò un temporale, e la pioggia fece rivivere i campi.
- Chiesa di Sant'Anna o delle Mamme: situata in via Sant'Anna.

Dedicata alle mamme, si trova racchiusa dall'ampia scalinata curvilinea di un edificio nobile, che vi è stato costruito attorno alla metà dell'800. L'edificio sorse nel XVI secolo come sede conventuale dell'Ordine Francescano dei Cappuccini, su dei terreni coltivati donati nel 1581 dal facoltoso possidente Bernardino Sottile, con l'assenso dell'abate dell'abbazia di San Giovanni in Venere.La chiesa fu aperta al culto nel 1585 come "Santa Maria degli Angeli", e due anni dopo fu completato il convento. Nel 1811 a seguito della soppressione dell'ordine per decreto napoleonico, l'intero complesso fu incamerato nel regio demanio, e posto in vendita. Nel 1818 il convento fu ceduto a Pasquale Maria Genova Rulli, che vi costruì una villa neoclassica, su progetto dell'architetto Nicolamaria Pietrocola, con la bella scalinata curvilinea di ingresso. La chiesa fu sempre attiva, e ospitò il 15 settembre 1832 il re Ferdinando II delle Due Sicilie in visita a Vasto. Nella metà dello stesso anno la chiesa fu acquistata da Felsino Benedetti, capitano della Guardia Nazionale, intestata successivamente a Michele, Witigenicola, Aristeo, Silvio e Irene Benedetti nel catasto savoiardo (1880). Alla fine dell'800 il fabbricato venne ristrutturato, con modifica della disposizione interna del 12 vani, utilizzati come caserma per i soldati di leva. Gli eredi della famiglia Benedetti nel frattempo donarono l'edificio della chiesa ai Cappuccini del Convento dell'Incoronata. Ci fu un grande intervento di restauro nel 1984 per riportate la chiesa a luogo di culto, e a causa dell'abbandono alcune opere d'arte, come il quadro di Sant'Anna, vennero trafugate. Nella chiesa sono sepolti i corpo di Bernardino Sottile (1598), Francesca Carata e il marito don Diego d'Avalos (1697), i benefattori della costruzione della chiesa del Carmine.Come nuovo quadro, venne completata l'opera di Filandro Lattanzio, presentato ai fedeli il 15 ottobre 1984. Sul portale della chiesa si trovava una lunetta raffigurante San Gioacchino, Sant'Anna e Maria Bambina, successivamente trasferito nella sacrestia, presso l'altare c'è il dipinto del Lattanzio raffigurante Sant'Anna e la sua famiglia, mentre altri dipinti sono quelli dell'Incoronazione della Vergine (XVII secolo), la Deposizione del XVIII secolo, la Via Crucis del 1985 della pittrice Ruttar Mariska.

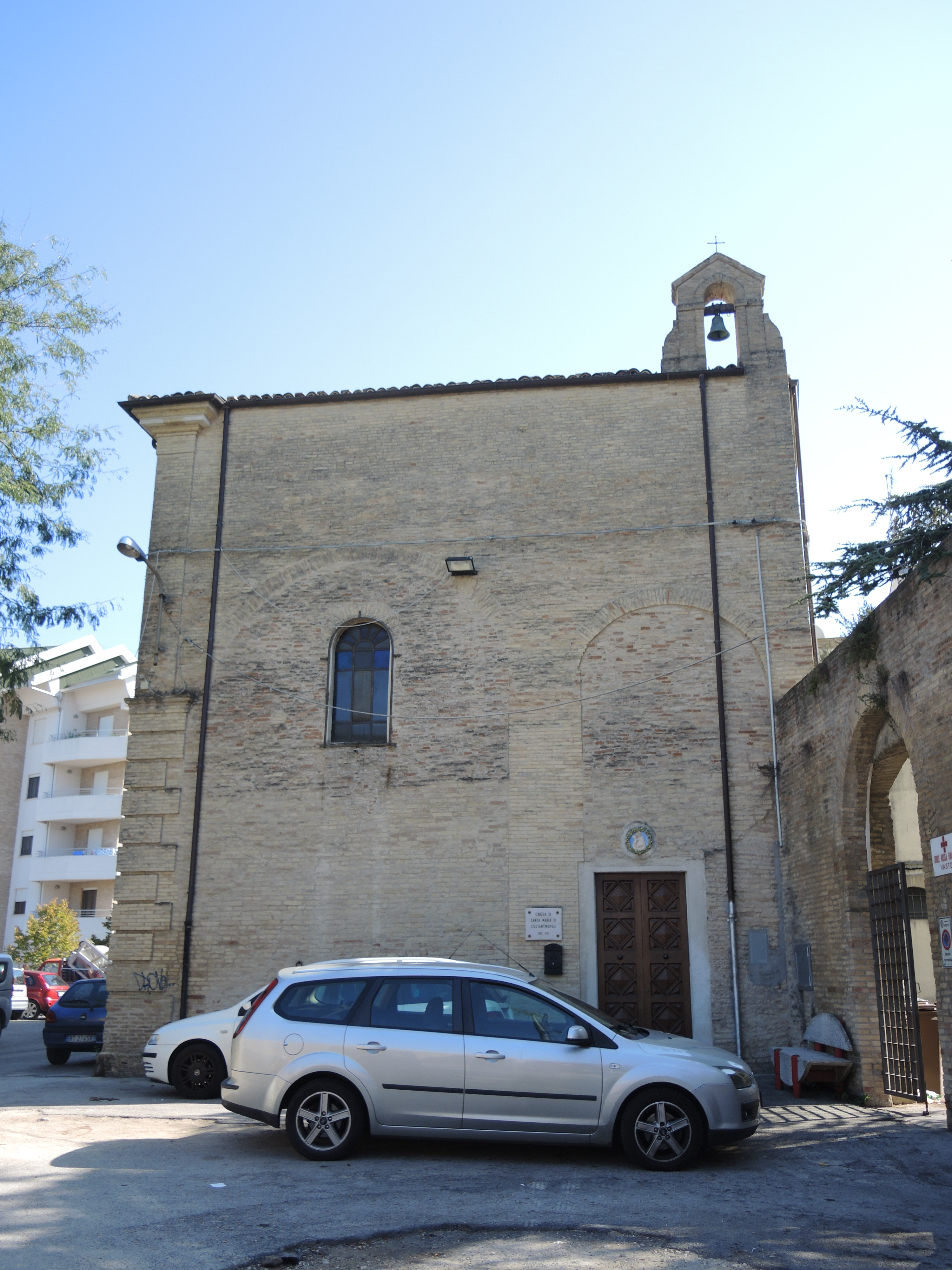
Cappella della Madonna di Costantinopoli

- Cappella di Santa Maria di Costantinopoli

Si trova nel Palazzo Aragona, presso la villa comunale, le cui scuderie oggi sono usate come mostra del Premio Vasto. Le origini della chiesa sono legate ad un aneddoto: un soldato francese, al seguito del generale Lutrec, lasciò in custodia al Mastrogiurato di Vasto Eleuterio Crisci una grande somma di denaro, il quale pensò, non vedendo tornare il proprietario, di devolverli per la costruzione dell'attuale Palazzo Aragona. L'edificio fu ultimato nel 1522 dal vastese Dario D'Antonello, e fu preso in possesso da Maria d'Aragona, Marchesa del Vasto, nipote del re di Napoli, e moglie di Alfonso d'Avalos. Nella cappella visse Suor Maria Scianone, dell'Ordine Minore, originaria della Dalmazia. La cappella successivamente andò in mano a don Cesare Michelangelo d'Avalos, che abbellì il complesso, facendolo adornare di opere murarie. Nel 1704 Frate Francesco Coliazzo che vi dimorava lasciò in eredità la cappella con tutti i suoi beni ai nuovi possessori del palazzo. Alla fine dell'Ottocento il palazzo venne restaurato da Giovanni Quarto di Belgioioso, sposo di Ortensia d'Avalos. La cappella conserva un bel quadro della Vergine col Bambino.

## Monumenti distrutti

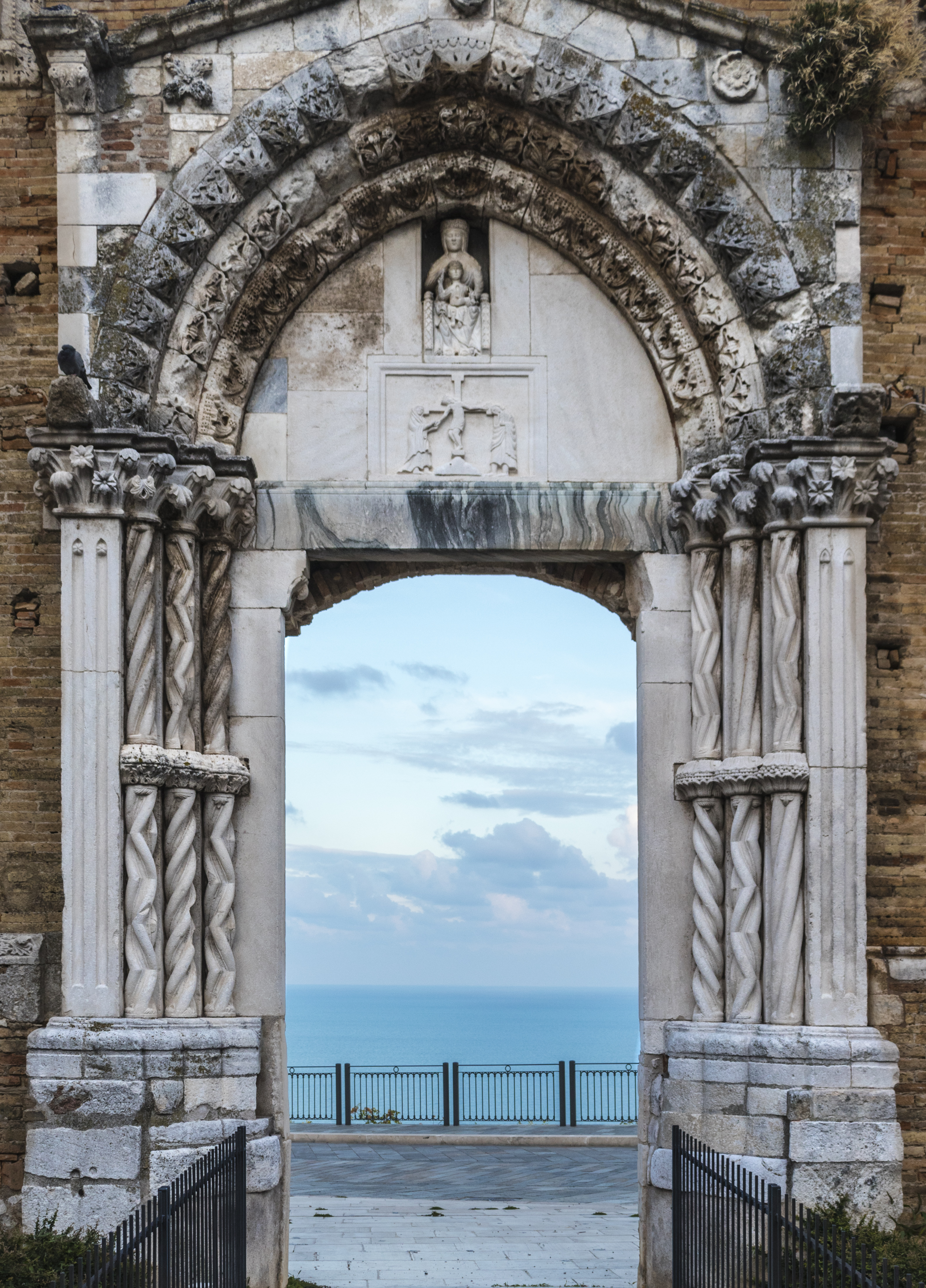
Facciata della Chiesa di San Pietro

- Facciata e resti della chiesa collegiata di San Pietro Apostolo:

La chiesa si trova nella nuova via Adriatica, lungo la passeggiata del Muro delle Lame, ed era la più cara ai vastesi, nonché una delle più antiche della città.La chiesa fu demolita tra il 1959 e il 1960 a causa della grave frana che colpì il quartiere di Guasto d'Aymone nel 1956. La facciata di medievale conservava solo il portale, mentre il resto era barocco, con un finestrone centrale murato, un piccolo campanile a vela sulla sinistra, e la grossa torre campanaria di origini trecentesche, usata anche per gli avvistamenti. L'interno originariamente era anch'esso romanico, ma fu restaurato nel tardo Settecento, sicché le primitive colonne ottagonali furono ricoperte dallo stucco della ristrutturazione neoclassica. Una lapide ivi rinvenuta lascia chiaramente intuire come l'edificio romanico sia sorto sui resti di un tempio romano, dedicato a Cerere.
Secondo la tradizione fu fondata nel 900 d.C. presso il tempio, nel 1015 venne ceduta dal conte Trasmondo di Chieti per redenzione dei suoi peccati, ai benedettini di San Giovanni in Venere, che vi edificarono un convento, divenendo la seconda chiesa più importante di Vasto, insieme a Santa Maria Maggiore. Nel 1690 Il cardinale Altieri donò alla chiesa una reliquia della Santa Croce, conservata poi in un ostensorio cesellato, nel 1739 divenne Insigne Collegiata, e iniziarono dei lavori di ampliamento e restauro delle tre navate. A causa delle secolari liti delle collegiate di San Pietro e Santa Maria Maggiore, nel 1808 Giuseppe Bonaparte soppresse ambedue, unificandole in un unico Capitolo presso la vecchia chiesa di Sant'Agostino, che divenne il Duomo di Vasto nel 1853, dedicato a San Giuseppe. Nel 1915 San Pietro tornò ad essere parrocchia, e nel 1922 ne prese possesso don Romeo Rucci, il parroco che assisterà al disastro del 1956, alla demolizione della chiesa, e che tenterà inutilmente di farla riedificare dalla Curia. La chiesa rimase in piedi dopo la frana, ma profondamente lesionata nella parte dell'abside, ragion per cui, a causa del terreno cedevole, venne spogliata degli arredi sacri e pian piano abbattuta, lasciando solo la porzione con il prezioso portale gotico.

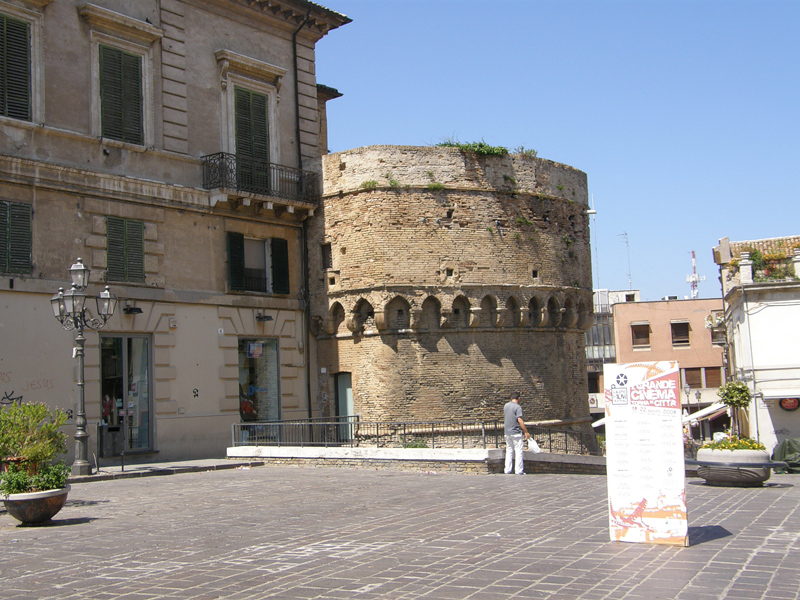
Bastione del Castello Caldora, visto da Piazza Diomede

Della chiesa rimane la facciata con annesso portale tardo-duecentesco nella cui lunetta vi sono delle raffigurazioni della Madonna col Bambino e della Crocifissione. Ai lati del portale vi sono dei resti di opus reticolatum.La lunetta reca due sculture: la Madonna col Bambino e la Deposizione, con Cristo con la corona da Re.
- Torre Moschetti o Mozza: si trovava nel lato sud della città, all'altezza di via Cavour e Piazza Marconi, dove si trovava anche Torre Bacchetta, che immetteva alla Loggia Amblingh. Il sindaco Pietro Muzii nel 1850 decise l'abbattimento delle due torri, in avanzato stato di degrado, per permettere un accesso migliore alla città. La torre infatti aveva la cima diroccata, spaccata a metà, e aveva pianta cilindrica. L'abbattimento effettivo avvenne negli anni '20 del Novecento, poiché le torri sono ancora in piedi, dalla testimonianza di fotografie storiche: sia Torre Mozza che Bacchetta venne ro distrutte nell'arco del piano di riqualificazione durante il fascismo.
- Torre Bacchetta: sempre in Piazza Marconi, nel 1850 venne decretata la demolizione. La torre era coeva di quella di Bassano, avente pianta circolare, ma con gli anni, come dimostrano le fotografie storiche, si era ridotta a un moncherino, con soltanto il primo ordine con la cornice marcapiano in piedi, pertanto fu distrutta per agevolare l'ingresso al centro storico.

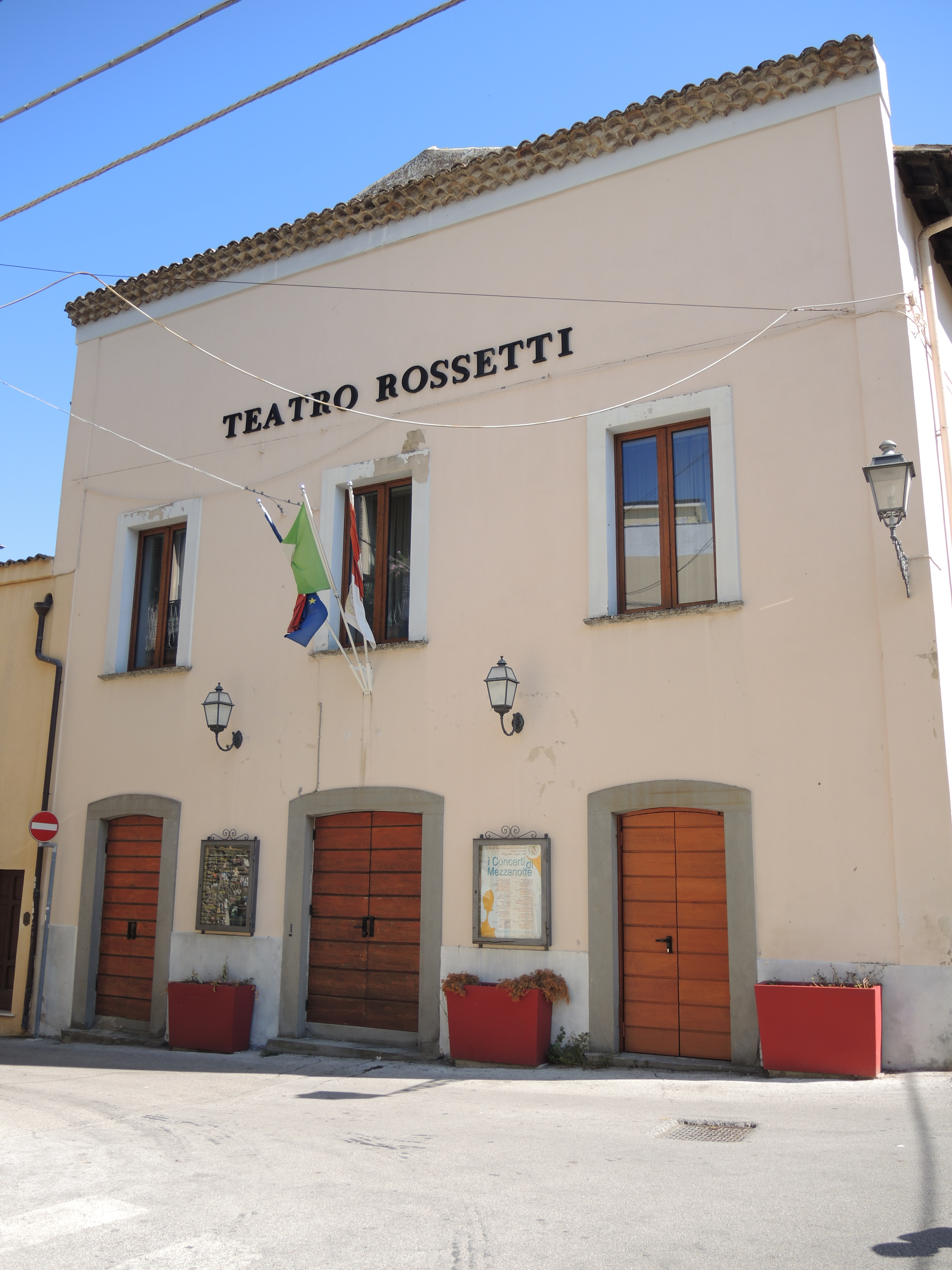
Teatro Rossetti, ricavato dall'ex monastero di Santo Spirito

- Convento di Santo Spirito: non si sa se venne eretta prima la torre Diamante in Piazza Verdi, oppure il monastero, risalente ai primi anni del XIII secolo. Fatto sta che questa torre venne rifatta da Giacomo Caldora nel 1439 ca. insieme al resto delle mura, come dimostra lo stile di muratura in conci di pietra di fiume, e la merlatura di coronamento ad archetti pensili. Vi sono ancora incisi alcuni stemmi nobiliari dell'anno 1493, nonché quello dell'Università del Vasto. Indissolubilmente la storia della torre è legata al convento del Santo Spirito dei Padri Celestini, eretto sopra la cappella di San Biagio. Lo storico Nicola Alfonso Viti riporta nelle Memorie storiche di Vasto che il convento venne fondato da Roberto da Salle, discepolo di Pietro Angelerio, lo stesso che nel 1327 fondò il cenobio presso Atessa. Da un documento del 1362 risulta che i Celestini possedevano il monastero della chiesa di San Biagio da Castiglione, ricevendo dei privilegi nel 1322, come dimostra un atto notarile del 1544. Nell'agosto 1566 il convento fu incendiato dai turchi, restaurato nel 1573 con una cappella e un altare privilegiato dedicato a San Biagio. Fino al 1590 i Padri godettero di una cospicua rendita di terreni; la notte del 14 giugno di quell'anno i briganti di Marco Sciarra scalarono la torre Santo Spirito, penetrando nella città e nel convento, saccheggiando e uccidendo. Il marchese del Vasto Innico III d'Avalos cercò di ripristinare il fossato del convento (oggi coperto dall'incrocio del Corso Garibaldi con via Crispi, notevolmente rialzati); il convento era dotato di mura che inglobavano un orto con il chiostro, e la cappella di Sant'Antonio, esistente già dal 1387, affidata alla giurisdizione dei Cavalieri Templari dell'Ordine Gerosolimitano di Malta, poiché avevano sede della chiesa di San giovanni Gerosolimitano (che si trovava all'ingresso del Corso Plebiscito da Largo del Carmine, distrutta nel XIX secolo).

La chiesa nel 1362 era a navata unica, affidata alla congrega di San Bonomo, e nel XVII secolo in una relazione possedeva i dipinti della Madonna col Bambino, Sant'Anna, San Giovanni Battista, San Leonardo confessore e San Bonomo; nel 1644 custodiva una reliquia di San Biagio, nel 1742 appunto il marchese Innico d'Avalos restaurò il convento, ponendovi un suo alloggiamento. Il monastero fu soppresso nel 1807 con le leggi napoleoniche, e unito al monastero di Atessa, tuttavia la chiesa continuò ad essere usata dalla Congrega dei Sarti di Vasto, per le funzioni in onore di San Bonomo. Col trattato di Vienna del 1815 venne soppresso anche l'ordine dei Cavalieri di Malta, e la chiesa di San Giovanni Gerosolimitano cadde in rovina fino alla distruzione; nel frattempo i locali dell'ex convento divennero uffici giudiziari e in parte carcere penale, finché nel 1818 si propose di costruire il teatro civico, inaugurato nel 1819 alla presenza di re Ferdinando I delle Due Sicilie, intitolato a "San Ferdinando" e dal 1860 a Gabriele Rossetti.

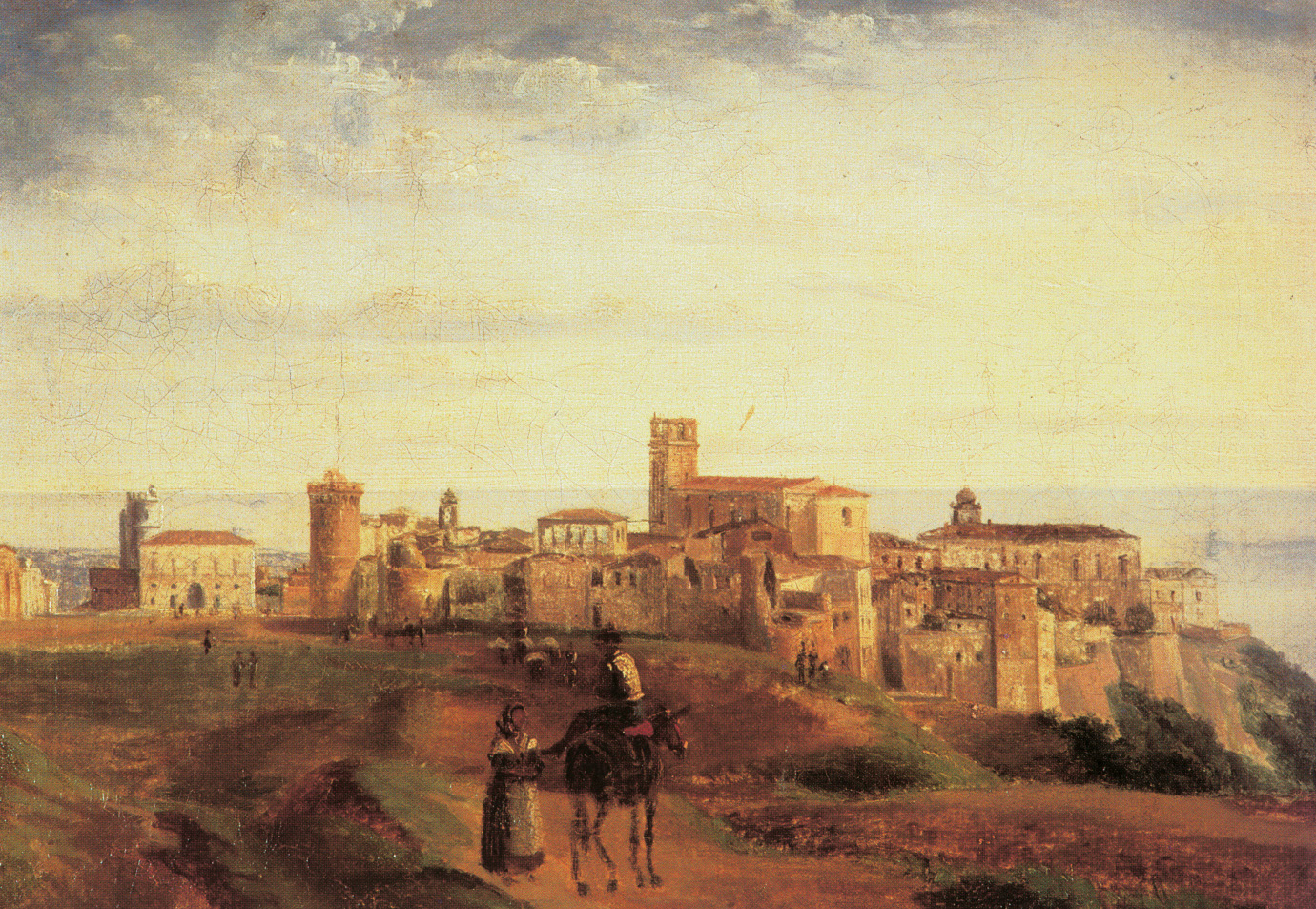
Veduta di Vasto in un dipinto di Gabriele Smargiassi (1831), Museo di Palazzo d'Avalos, Vasto. Osservando sotto la torre di Santa Maria Maggiore, s'intravede un loggiato, quello dell'ex convento di Santa Chiara

- Convento di Santa Chiara: sorgeva presso il Largo Santa Chiara, dove si trova il mercato coperto. Nel 1585 l'università del Vasto chiese al viceré di Napoli di realizzare un monastero per le Clarisse, con somma di 500 ducati stanziati. Il monastero del Corpus Domini delle Clarisse venne arricchito nel 1609 dalla presenza di tre suore provenienti dal convento delle Clarisse dell'Aquila. suor Feliciana Barone badessa, suor Arcangela Antonelli e suor Adaria Valverde, maestra delle novizie, che si chiusero in clausura insieme alle novizie Chiara Barone, Maddalena de Litiis, Virginia e Candita de Litiis, Zenobia Sottile, Grazia Gennari e altre. Fu eletto confessore don Giovanni Battista Moschetta, con stipendio di 50 ducati annui, il 2 novembre del 1609 entrarono nel monastero altre due giovani: Costanza e Brigida De Sanctis da Casalanguida. Con l'accrescimento delle suore, il monastero fu ampliato nel 1622 con la costruzione di un dormitorio maggiore e dell'altare grande, dedicato alla Madonna degli Angeli. Nel 1627 fu realizzata la caratteristica loggetta, visibile anche i dipinti dei fratelli Palizzi e di Gabriel e Smargiassi, conservati nella galleria di Palazzo d'Avalos.

Nel 1653 il marchese d'Avalos donò al monastero le sacre reliquie di San Candido, nel 1655 venne eretto l'altare del SS. Rosario; nel 1771 il monastero era al massimo splendore con 24 monache di clausura, ma a seguito della scarsa vocazione, nel 1824 già si rischiò la chiusura del monastero per la presenza di solee 3 suore. Nel 1838 altre monache vennero ammesse al convento, con 3 convertite e 13 educande. Dal 1859 al 1863 per la scarsa rendita, fu nominato confessore padre Raffaele da Larino, dimorante nel convento di Sant'Onofrio. Lo storico Marchesani descrive la chiesa come a navata unica, lunga 72 palmi e larga 25, con altare maggiore decorato dalla statua di Santa Chiara, e gli altari laterali della Madonna degli Angeli e del SS. Salvatore, il coro di trenta sedili in noce, il campanile a muro e loggetta. Nell'ottobre 1917 il monastero venne definitivamente chiuso, e dato che in versava in cattivo stato fu abbattuto tra il 1931 e il 1933.
- Palazzo Marchesani o della Posta: detto anche Convitto Nasuti, si trovava sul Muro delle Lame, presso via Adriatica. Risalente al XVIII-XIX secolo, aveva un aspetto sobrio neoclassico, ed era sede delle Poste e degli studi elementari. A causa della frana del 1956, soprattutto per gli smottamenti di agosto, il palazzo si spaccò in due e rovinò a valle.